# Auxerre
Pour l’article ayant un titre homophone, voir Haussaire.
Auxerre [osɛʁ]  est une commune française située dans le nord-ouest de la région Bourgogne-Franche-Comté, dans le département de l'Yonne, dont elle est le chef-lieu. Également bureau centralisateur de quatre cantons et siège de la communauté d'agglomération de l'Auxerrois, elle comptait 35 236 habitants au dernier recensement en 2022 (population légale en vigueur au 1er janvier 2022), ce qui en fait la première commune icaunaise et la cinquième commune de Bourgogne-Franche-Comté en nombre d'habitants. Son aire d'attraction totalise 111 625 habitants la même année. L'unité urbaine d'Auxerre est la 150e unité urbaine la plus peuplée de France avec 42 525 habitants.
Auxerre est une capitale culturelle et touristique, à la périphérie de la Bourgogne mais au cœur de la France, dans la vallée de l'Yonne. La ville possède un patrimoine historique médiéval et de la Renaissance. Ville d'art et d'histoire depuis 1995, Auxerre possède trente-cinq monuments historiques inscrits ou classés et trois musées de France.
Auxerre constitue le principal bassin d'emploi du département. Le vignoble auxerrois, les vignobles AOC de Chablis, sont à quelques kilomètres de la ville. Elle est aussi connue pour son club de football, l'Association de la jeunesse auxerroise (AJA) et son entraîneur Christophe Pélissier.

## Géographie
La commune d'Auxerre se trouve au nord-ouest de la région Bourgogne-Franche-Comté, au centre du département de l'Yonne, dans la Basse-Bourgogne, une région de plaines sédimentaires, et en bordure du Bassin parisien. Elle est traversée par l'Yonne, un affluent de la Seine qui parcourt le département du sud vers le nord.
Auxerre est entourée par de nombreuses communes. Augy, Champs-sur-Yonne, Chevannes, Monéteau, Perrigny, Quenne, Saint-Georges-sur-Baulche, Venoy, Villefargeau, Villeneuve-Saint-Salves sont incluses dans la communauté d'agglomération de l'Auxerrois. Escolives-Sainte-Camille et Jussy sont dans la communauté de communes du Pays coulangeois.

### Communes limitrophes
| Ville    | Troyes | Dijon  | Orléans | Paris  | Besançon | Nancy  | Lyon   | Lille  | Strasbourg | Nantes | Bordeaux | Montpellier | Toulouse | Marseille |
| -------- | ------ | ------ | ------- | ------ | -------- | ------ | ------ | ------ | ---------- | ------ | -------- | ----------- | -------- | --------- |
| Distance | 78 km  | 150 km | 143 km  | 170 km | 225 km   | 255 km | 300 km | 365 km | 377 km     | 430 km | 515 km   | 575 km      | 585 km   | 611 km    |

### Géologie et relief
La ville d’Auxerre est établie en partie sur une butte de faible hauteur surplombant l'Yonne affluent de la Seine.
La superficie de la commune en 2025 est de 50 km2 ; son altitude varie entre 93 et 217 mètres.

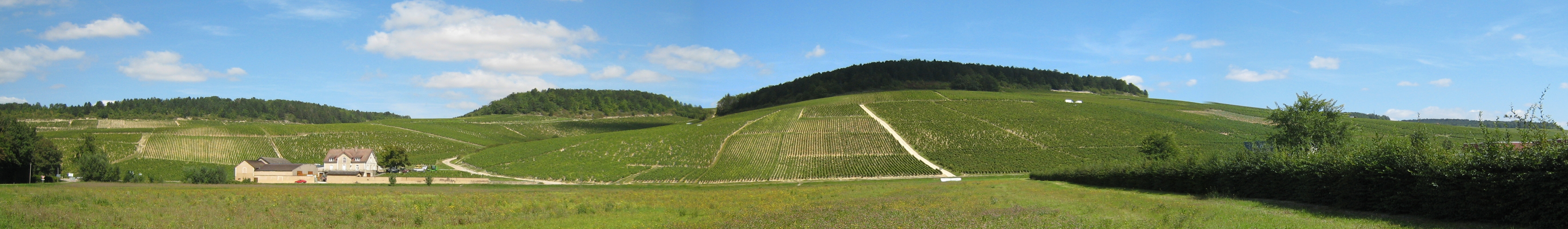
Vignoble de Chablis à l'est d'Auxerre : le coteau portant les grands crus, avec le château Grenouilles à ses pieds.

### Hydrographie
La rivière Yonne, coulant du sud au nord, sert de limite de communes avec Champs-sur-Yonne puis Augy avant de traverser la commune et la ville d'Auxerre ; elle passe ensuite sur le territoire de la commune de Monéteau.
Au passage elle reçoit plusieurs petits affluents. En amont d'Auxerre ce sont le ru de Quenne qui conflue en rive droite à la hauteur du moulin de Preuilly, puis le ru de Vallan confluant en rive gauche juste en amont du moulin du Batardeau. Côté aval d'Auxerre on trouve en rive droite le ru des Caillottes et son affluent le ru des Biaunes.
Le ru de Vallan fournissait les eaux les plus pures dans les alentours d'Auxerre ; ailleurs, celles-ci sont de qualité médiocre. Sur la colline, les seules sources d'eau étaient l'étang de Saint-Vigile (disparu depuis ; une rue, près de la préfecture, porte son nom) et la fontaine Saint-Germain.

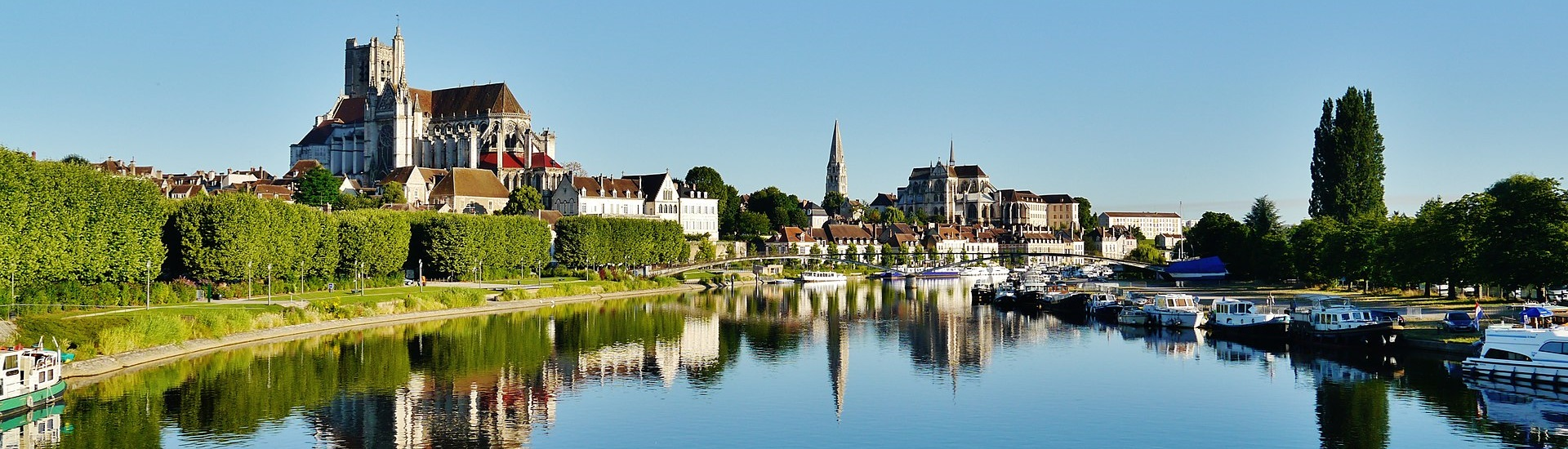
Auxerre et l'Yonne depuis le pont Paul-Bert

### Climat
Pour des articles plus généraux, voir Climat de la Bourgogne-Franche-Comté et Climat de l'Yonne.
En 2010, le climat de la commune est de type climat océanique dégradé des plaines du Centre et du Nord, selon une étude du Centre national de la recherche scientifique s'appuyant sur une série de données couvrant la période 1971-2000. En 2020, Météo-France publie une typologie des climats de la France métropolitaine dans laquelle la commune est exposée à un climat océanique altéré et est dans la région climatique Lorraine, plateau de Langres, Morvan, caractérisée par un hiver rude (1,5 °C), des vents modérés et des brouillards fréquents en automne et hiver.
Pour la période 1971-2000, la température annuelle moyenne est de 10,6 °C, avec une amplitude thermique annuelle de 16,5 °C. Le cumul annuel moyen de précipitations est de 697 mm, avec 11,5 jours de précipitations en janvier et 7,6 jours en juillet. Pour la période 1991-2020, la température moyenne annuelle observée sur la station météorologique de Météo-France la plus proche, « Chablis_sapc », à Chablis à 17 km à vol d'oiseau, est de 11,6 °C et le cumul annuel moyen de précipitations est de 740,3 mm. 
La température maximale relevée sur cette station est de 42,6 °C, atteinte le 25 juillet 2019 ; la température minimale est de −24,2 °C, atteinte le 16 janvier 1985,,.
| Mois                                  | jan.             | fév.             | mars           | avril         | mai           | juin           | jui.           | août            | sep.          | oct.            | nov.           | déc.             | année      |
| ------------------------------------- | ---------------- | ---------------- | -------------- | ------------- | ------------- | -------------- | -------------- | --------------- | ------------- | --------------- | -------------- | ---------------- | ---------- |
| Température minimale moyenne (°C)     | 0,3              | 0                | 1,7            | 3,7           | 7,5           | 10,9           | 12,8           | 12,5            | 9             | 6,7             | 3,2            | 1                | 5,8        |
| Température moyenne (°C)              | 3,7              | 4,4              | 7,5            | 10,4          | 14,2          | 17,9           | 20,1           | 19,9            | 15,9          | 12              | 7,1            | 4,3              | 11,5       |
| Température maximale moyenne (°C)     | 7,1              | 8,8              | 13,2           | 17            | 21            | 24,8           | 27,5           | 27,3            | 22,7          | 17,3            | 11,1           | 7,6              | 17,1       |
| Record de froid (°C) date du record   | −21,5 09.01.1985 | −23,5 25.02.1986 | −14,4 01.03.05 | −8,1 08.04.03 | −2 11.05.1996 | 0,1 05.06.1991 | 3,2 04.07.1984 | 2,5 26.08.18    | −1 28.09.1990 | −8 30.10.1997   | −12 23.11.1998 | −17,5 31.12.1985 | −23,5 1986 |
| Record de chaleur (°C) date du record | 16,7 25.01.16    | 22 27.02.19      | 26,1 30.03.21  | 30,4 20.04.18 | 33,7 28.05.17 | 40 27.06.19    | 42,7 24.07.19  | 42,2 11.08.1998 | 36,3 14.09.20 | 31,5 01.10.1985 | 24 07.11.15    | 18,5 16.12.1989  | 42,7 2019  |
| Précipitations (mm)                   | 62,5             | 55               | 54             | 56,9          | 67            | 54,8           | 54,8           | 56,6            | 57,7          | 69,5            | 67,8           | 70,8             | 727,4      |

| Diagramme climatique                                  |        |           |           |         |              |              |              |           |             |             |          |
| J                                                     | F      | M         | A         | M       | J            | J            | A            | S         | O           | N           | D        |
| 7,10,362,5                                            | 8,8055 | 13,21,754 | 173,756,9 | 217,567 | 24,810,954,8 | 27,512,854,8 | 27,312,556,6 | 22,7957,7 | 17,36,769,5 | 11,13,267,8 | 7,6170,8 |
| Moyennes : • Temp. maxi et mini °C • Précipitation mm |        |           |           |         |              |              |              |           |             |             |          |

Les paramètres climatiques de la commune ont été estimés pour le milieu du siècle (2041-2070) selon différents scénarios d'émission de gaz à effet de serre à partir des nouvelles projections climatiques de référence DRIAS-2020. Elles sont consultables sur un site dédié publié par Météo-France en novembre 2022.

## Urbanisme

### Typologie
Au 1er janvier 2024, Auxerre est catégorisée centre urbain intermédiaire, selon la nouvelle grille communale de densité à sept niveaux définie par l'Insee en 2022.
Elle appartient à l'unité urbaine d'Auxerre, une agglomération intra-départementale regroupant trois  communes, dont elle est ville-centre,,. Par ailleurs la commune fait partie de l'aire d'attraction d'Auxerre, dont elle est la commune-centre,. Cette aire, qui regroupe 104 communes, est catégorisée dans les aires de 50 000 à moins de 200 000 habitants,.

### Occupation des sols
L'occupation des sols de la commune, telle qu'elle ressort de la base de données européenne d’occupation biophysique des sols Corine Land Cover (CLC), est marquée par l'importance des territoires agricoles (58 % en 2018), en diminution par rapport à 1990 (62,7 %). La répartition détaillée en 2018 est la suivante : 
terres arables (45,7 %), zones urbanisées (21 %), zones industrielles ou commerciales et réseaux de communication (8,5 %), forêts (8,4 %), zones agricoles hétérogènes (6,5 %), prairies (4,1 %), milieux à végétation arbustive et/ou herbacée (2,8 %), cultures permanentes (1,8 %), espaces verts artificialisés, non agricoles (1,3 %). L'évolution de l’occupation des sols de la commune et de ses infrastructures peut être observée sur les différentes représentations cartographiques du territoire : la carte de Cassini (XVIIIe siècle), la carte d'état-major (1820-1866) et les cartes ou photos aériennes de l'IGN pour la période actuelle (1950 à aujourd'hui).

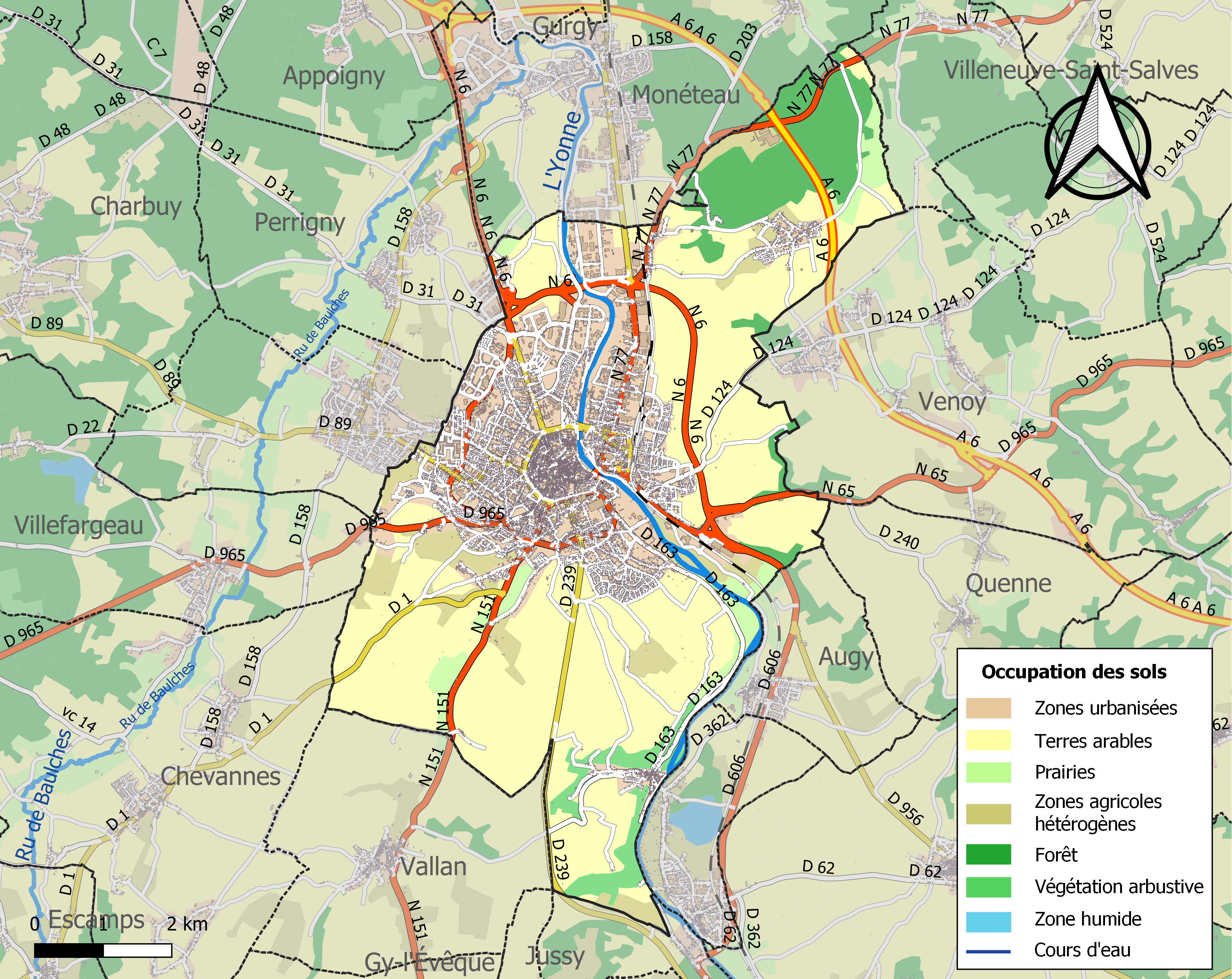
Carte des infrastructures et de l'occupation des sols de la commune en 2018 (CLC).

### Morphologie urbaine

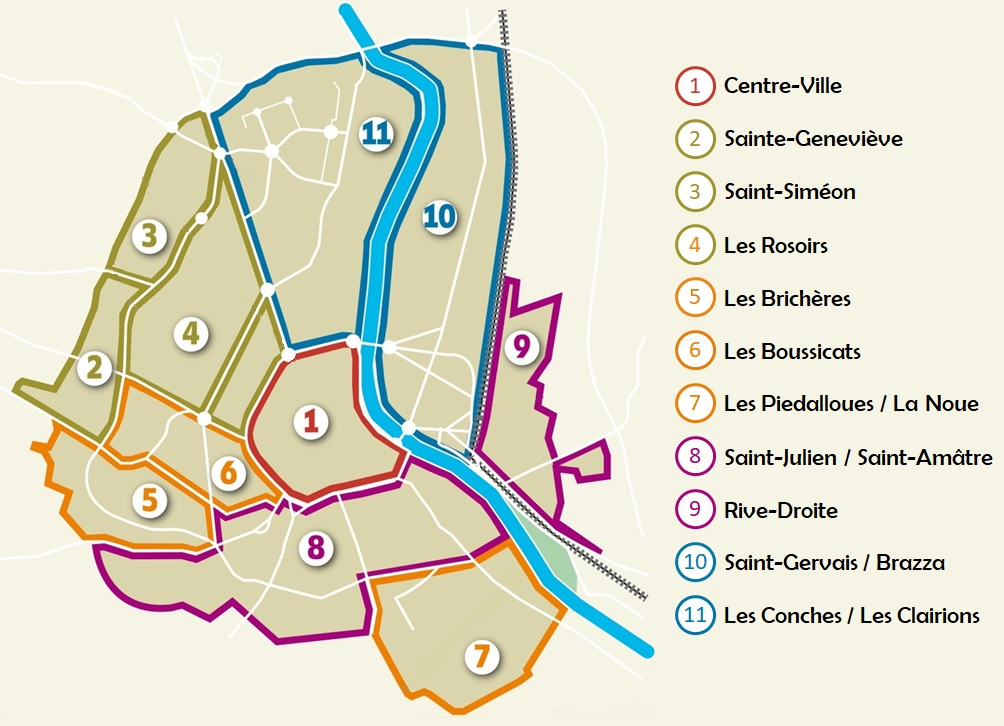
Quartiers d’Auxerre

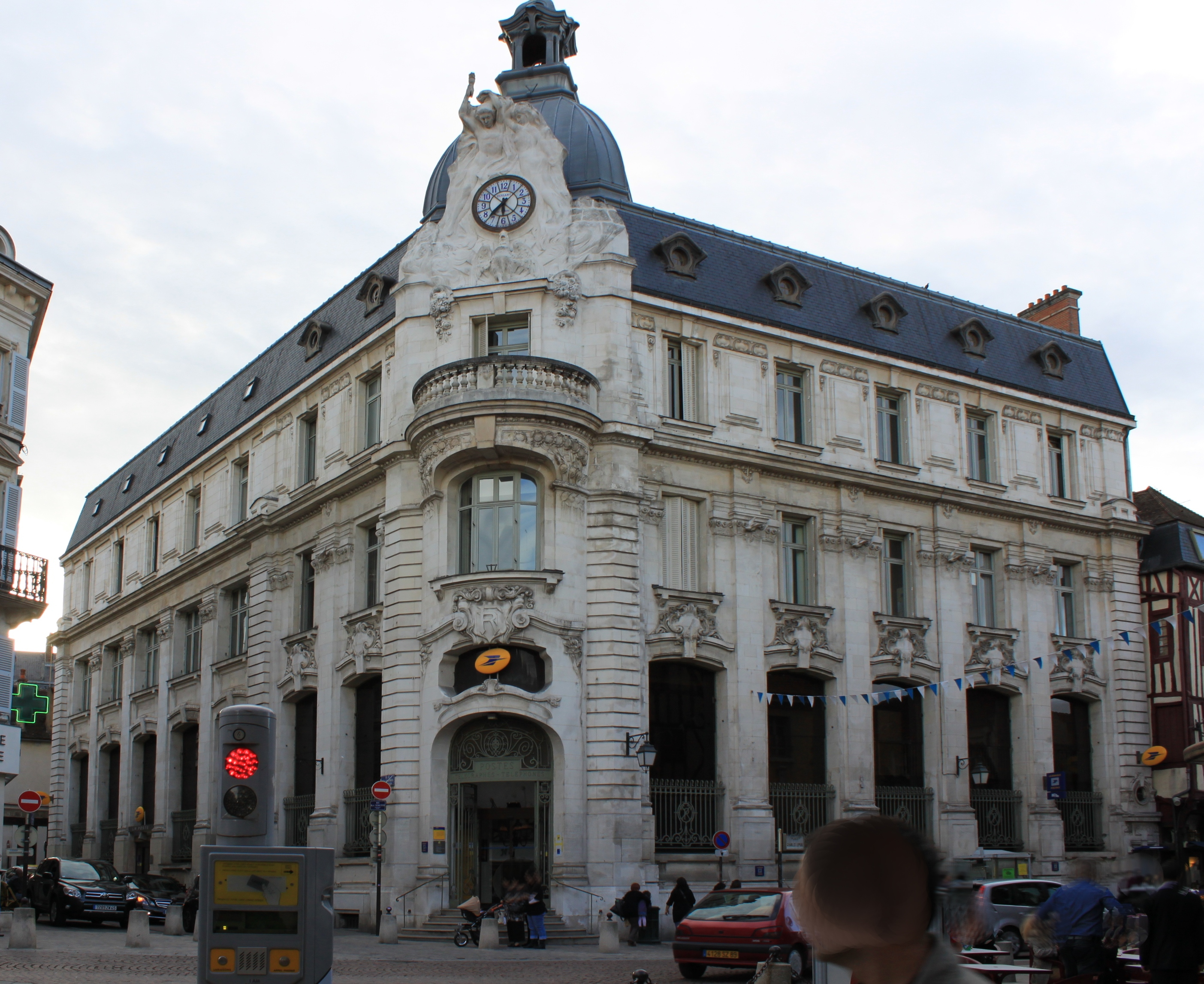
La Poste d'Auxerre au centre-ville

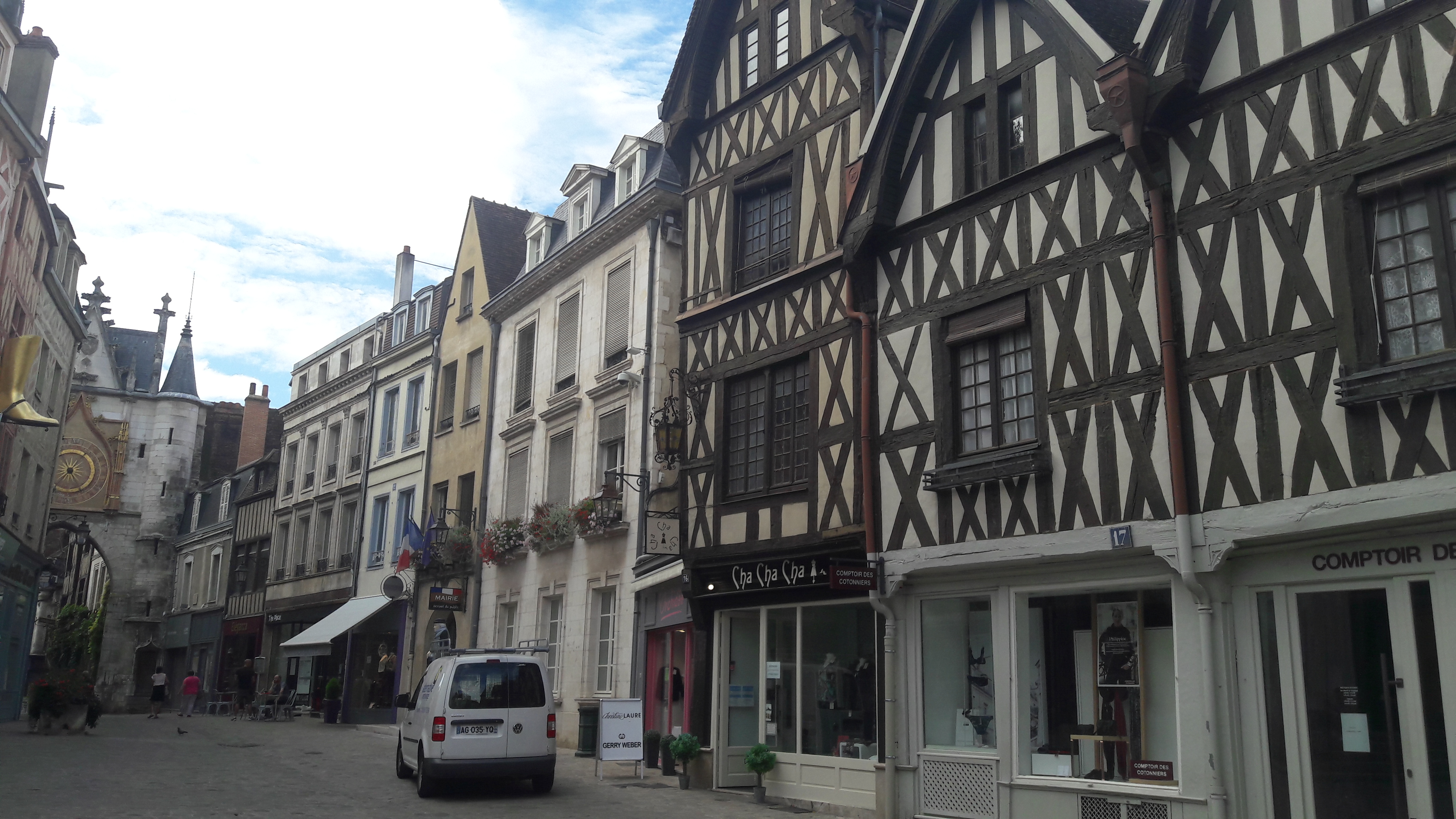
Centre-ville d'Auxerre

La ville d’Auxerre est divisée en onze quartiers :
Sur la rive gauche :
- Centre-ville, (5 372 habitants)
- Saint-Julien/Saint-Amâtre (5 005 habitants)
- Les Piédalloues/La Noue (2 950 habitants)
- Les Conches/Les Clairions (1 860 habitants)
- Les Rosoirs (3 912 habitants)
- Saint-Siméon (3 459 habitants)
- Sainte-Geneviève (3 865 habitants)
- Les Boussicats (2 264 habitants)
- Les Brichères (1 889 habitants)

Sur la rive droite :
- Rive Droite :Les Plattes, Les Vauviers, Croix du Sud, Cité d’Egriselles, Hameau du Coteau, Mignottes (3 656 habitants)
- Saint-Gervais/Brazza (2 326 habitants)

La commune d'Auxerre s'étend également sur les hameaux de Jonches, Laborde, et Les Chesnez, situés au nord de la commune, ainsi que sur l'ancienne commune de Vaux (commune associée d'Auxerre depuis 1972) située au sud.

### Logement
En 2015, on dénombre un total, pour Auxerre, de 20 111 logements. La répartition se fait comme suit : 16 951 résidences principales ; 589 résidences secondaires. Les logements vacants sont au nombre de 2 571. Sur l'ensemble des logements, on dénombre 7 214 maisons et 12 830 appartements. La majorité des résidences principales sont des trois pièces (28,1 %), les quatre pièces et cinq pièces ou plus sont également nombreux représentant, respectivement, 24,9 % et 22,5 % de l'ensemble des résidences principales.
Sur l'ensemble des résidences principales, 2 618 logements (soit 15,7 %) ont été construits avant 1919 ; et seuls 895 (soit 5,4 %) ont été construits entre 2006 et 2012. La majorité (5 185 logements, soit 31,1 %) ont été construits entre 1946 et 1970. Autrement dit, le parc immobilier Auxerrois est assez vieillissant.

### Projets d'aménagement
Des projets hérités de l'ancienne municipalité, risquent d'être bouleversés par la nouvelle, élue en 2020.
- Réaménagement de la place de l'Arquebuse et son marché[19] : la place, vieillissante, devait être complètement rénovée sur plusieurs années dès 2020. Cependant, la nouvelle équipe municipale suspend l'exécution du projet et veut entamer une réflexion plus globale avec les Auxerrois.
- La place des Cordeliers devait aussi être réaménagée[20]. Afin de pallier la suppression des places de stationnement, un parking à trois niveaux devait être construit à quelques dizaines de mètres[21], mais la nouvelle équipe municipale n'est pas favorable à ce projet, privilégiant pour les automobilistes la création d'un parc relais à l'extérieur du centre-ville[22].
- Réalisation de la rocade sud d'Auxerre[23].
- Rénovation du port et ses abords[24].
- Création d'un quartier aux Montardoins. Le projet consiste d'abord à réhabiliter les usines Guillet et y transférer le tiers-lieu puis le magasin Atac[25]; puis à créer des logements sur l'actuel terrain de football, puis sur la zone du magasin Atac et des silos du Batardeau, réaménagée.

### Principaux aménagement réalisés
Ici sont listés les principaux aménagements réalisés, du plus ancien au plus récent.
Le Centre Hospitalier d'Auxerre est en travaux depuis plusieurs années. Il est agrandi et les bâtiments déjà existants sont rénovés.
Les quais d'Auxerre ont été réaménagés en 2013. Au départ, ils n'étaient qu'un parking en boue, assez mal agencé (pas de places de parking définies, entraînant un parking « sauvage ».). La mairie a alors décidé de les rénover et en faire un atout pour la ville. À la suite de l'étude de plusieurs projets, un est retenu par la mairie avec l'avis favorable des habitants. Les travaux débutent début 2012 et s'achèvent à la fin de l'année 2013. Dorénavant, il n'y a plus qu'une voie de circulation dans chaque sens, séparées par un terre plein central végétalisé, et des places de parking payantes. Les abords de l'Yonne sont totalement piétons. Les chemins sont soient en terre soit bétonnés, et sont entourés de nombreuses fleurs, plantes et arbres donnant un aspect très naturel au lieu. Plusieurs terrasses de restaurants et bistrots ont également été aménagées pour les beaux jours. Ce lieu est désormais prisé de tous, Auxerrois comme touristes.
Le campus d'Auxerre a été récemment agrandi : le bâtiment de la vie universitaire a été construit. Il a été inauguré le 3 octobre 2018 après plusieurs années de travaux et contient, sur 2 000 m2 et cinq niveaux, un restaurant universitaire, une bibliothèque universitaire, la médecine préventive, des bureaux d'administration et d'associations étudiantes, une salle de sport ou encore quelques logements.
Le Pôle d'Échanges Multimodal de la Porte de Paris a été complètement restructuré. L'ancien site étant dangereux pour les élèves y prenant le bus, il a été décidé de réaménager la zone. Les élèves de nombreux établissements scolaires s'y retrouvent chaque matin et soir afin de prendre le bus pour rentrer chez eux. Les travaux ont duré près d'un an, et ont été terminés pour la rentrée de septembre 2018. Les quais de bus sont maintenant bien définis, évitant toutes manœuvres dangereuses avec les bus. Un petit square a également été aménagé près des quais de bus, et un parking libre et gratuit créé derrière la prison. Toute la voirie a également été refaite aux alentours de ce PEM : routes refaites, enfouissement des réseaux électriques et mise en place d'un éclairage public au LED. Cependant une friche et un le parking de l'ancien McDonalds, situés au cœur de ce PEM n'ont pas encore été réhabilités. Au printemps 2020, des travaux vont débuter et entraîner la création d'un premier immeuble de quatre étages comprenant cinquante logements, des commerces et des bureaux. Ce premier bâtiment sera terminé en 2022 et est construit par l'Office Auxerrois de l'Habitat. Par la suite, d'autres immeubles seront construits par des promoteurs privés, permettant la création d'au moins cent logements supplémentaires.
Le chantier du parc d'activités AuxR Parc s'est achevé en 2020, les voiries et équipements ont été installés et plusieurs entreprises souhaitent s'y installer.
Le pôle Environnemental, près d'Auxerrexpo est également finalisé en 2020. Il doit accueillir une pépinère d'entreprises ainsi que le public afin de le sensibiliser au développement durable. Il aura coûté 3,8 millions d'euros.

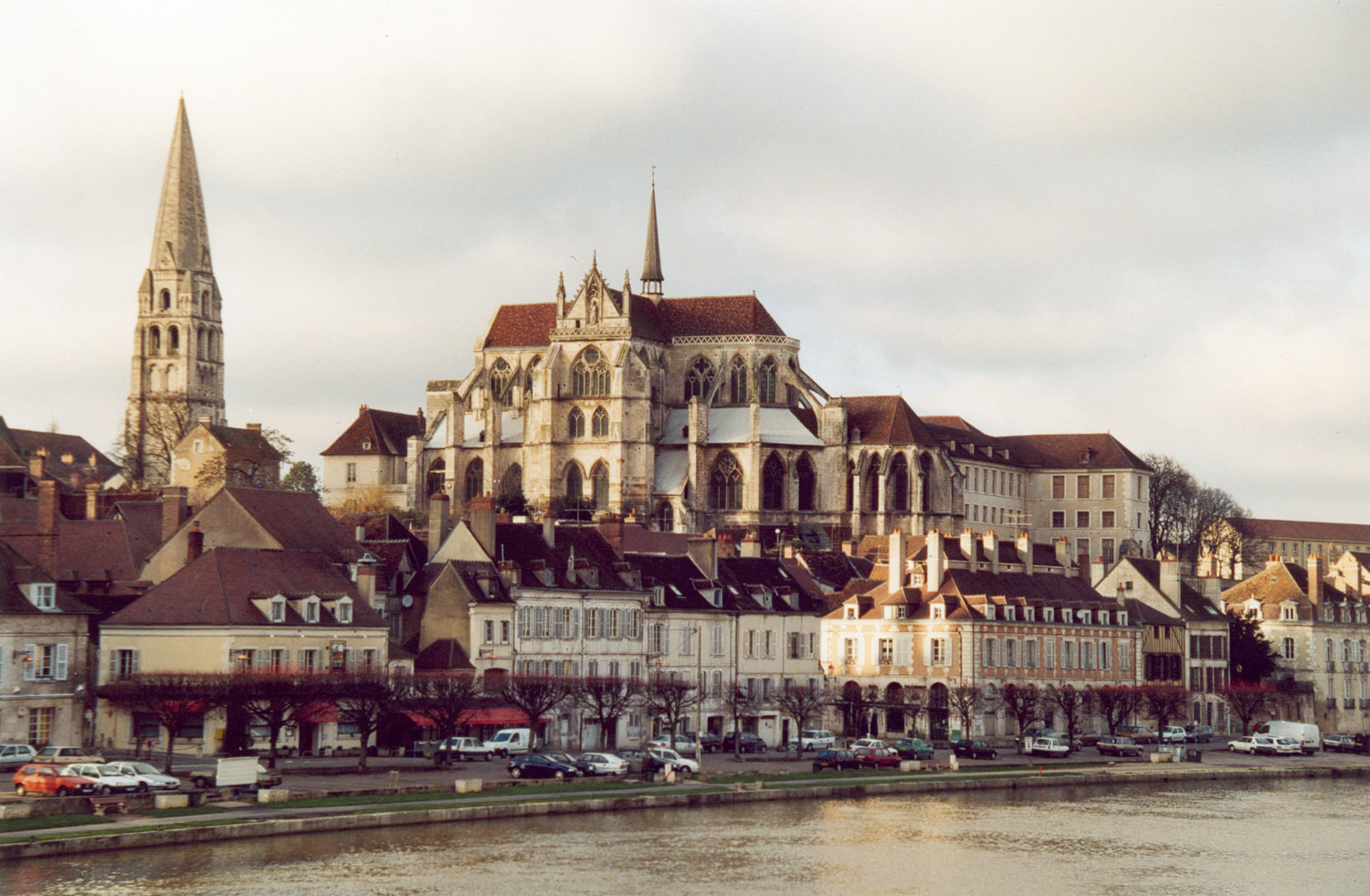
Les quais d'Auxerre avant qu'ils soient rénovés
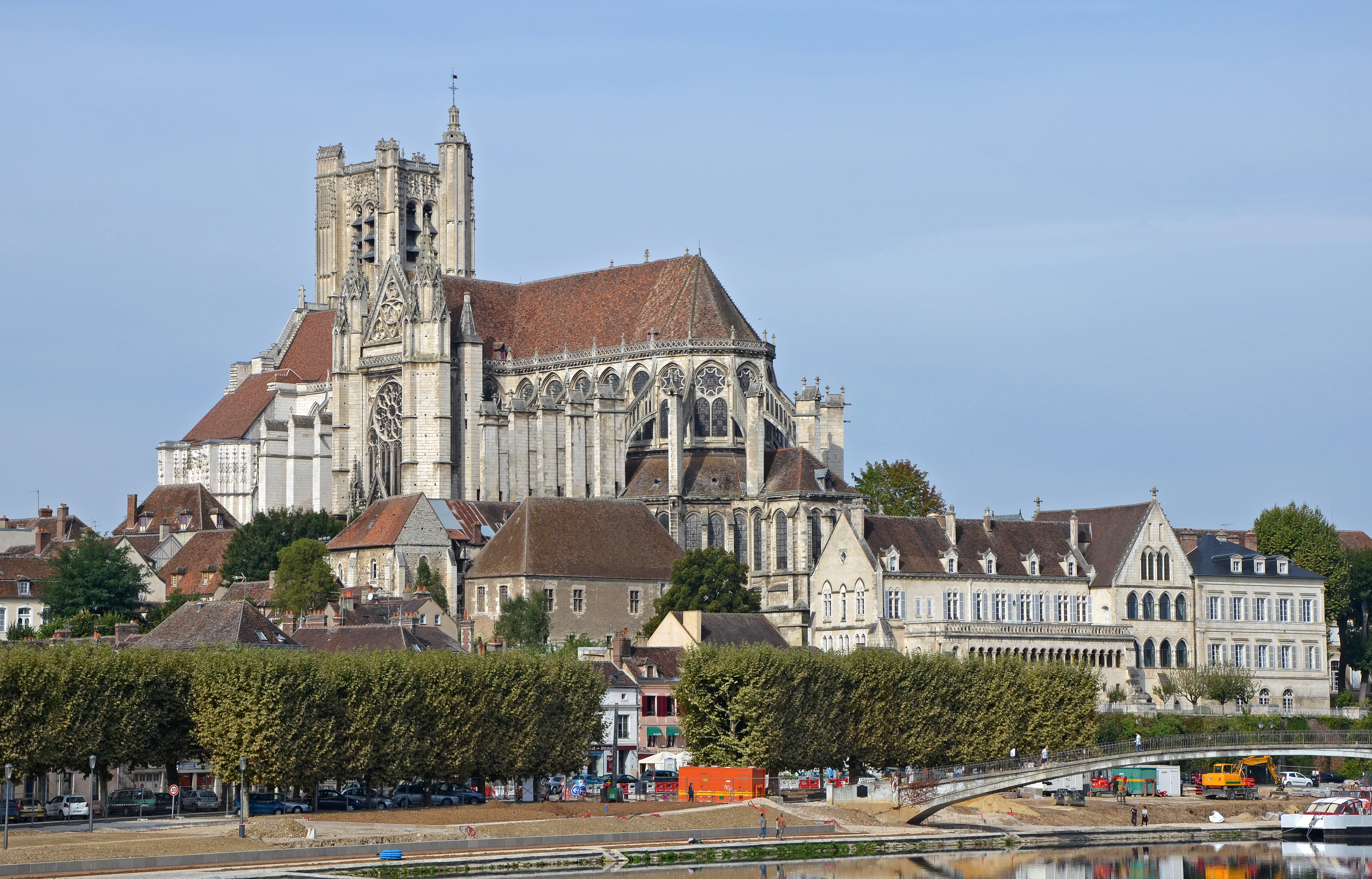
Cathédrale Saint-Étienne
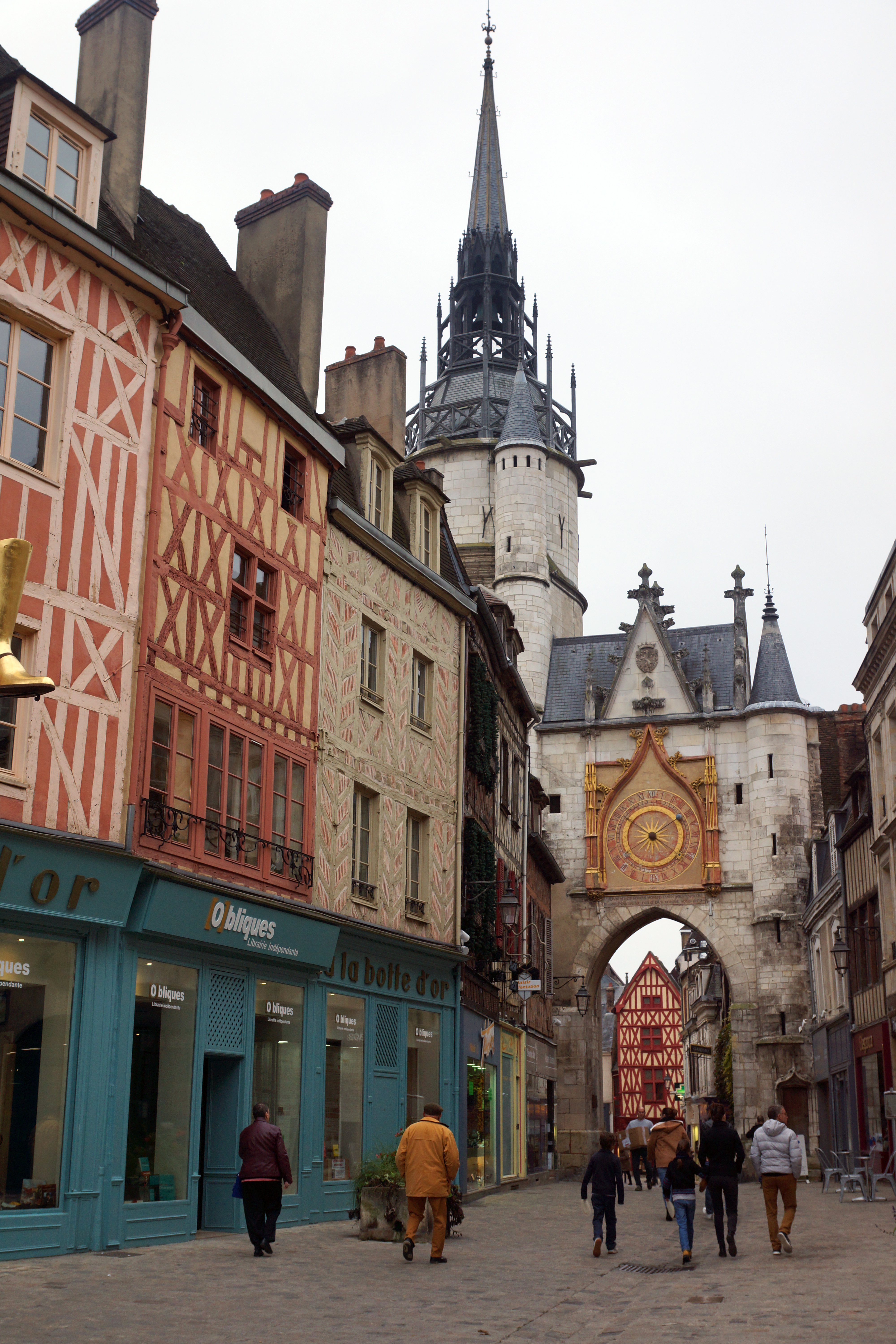
Auxerre - Place de l'Horloge

### Risques naturels et technologiques
Auxerre est exposée au risque d'inondation, ainsi qu'aux risques de ruissellement et de retrait-gonflement des argiles.
La ville est classée « Territoire à Risques Important d'Inondation » au sens de la Directive Européenne Inondation : ces territoires à risque important d’inondation correspondent à des zones dans lesquelles les enjeux potentiellement exposés aux inondations sont les plus importants (notamment les enjeux humains et économiques), ce qui justifie une action volontariste et à court terme de tous les acteurs de la gestion du risque. À ce titre, elle fait l'objet d'une cartographie des risques, et d'une stratégie locale de gestion des risques d'inondation.

### Voies de communication et transports

#### Pistes cyclables urbaines et location de vélos
Auxerre comporte de nombreuses pistes cyclables car des bandes cyclables sont tracées dans toutes les rues ou intersections réaménagées.

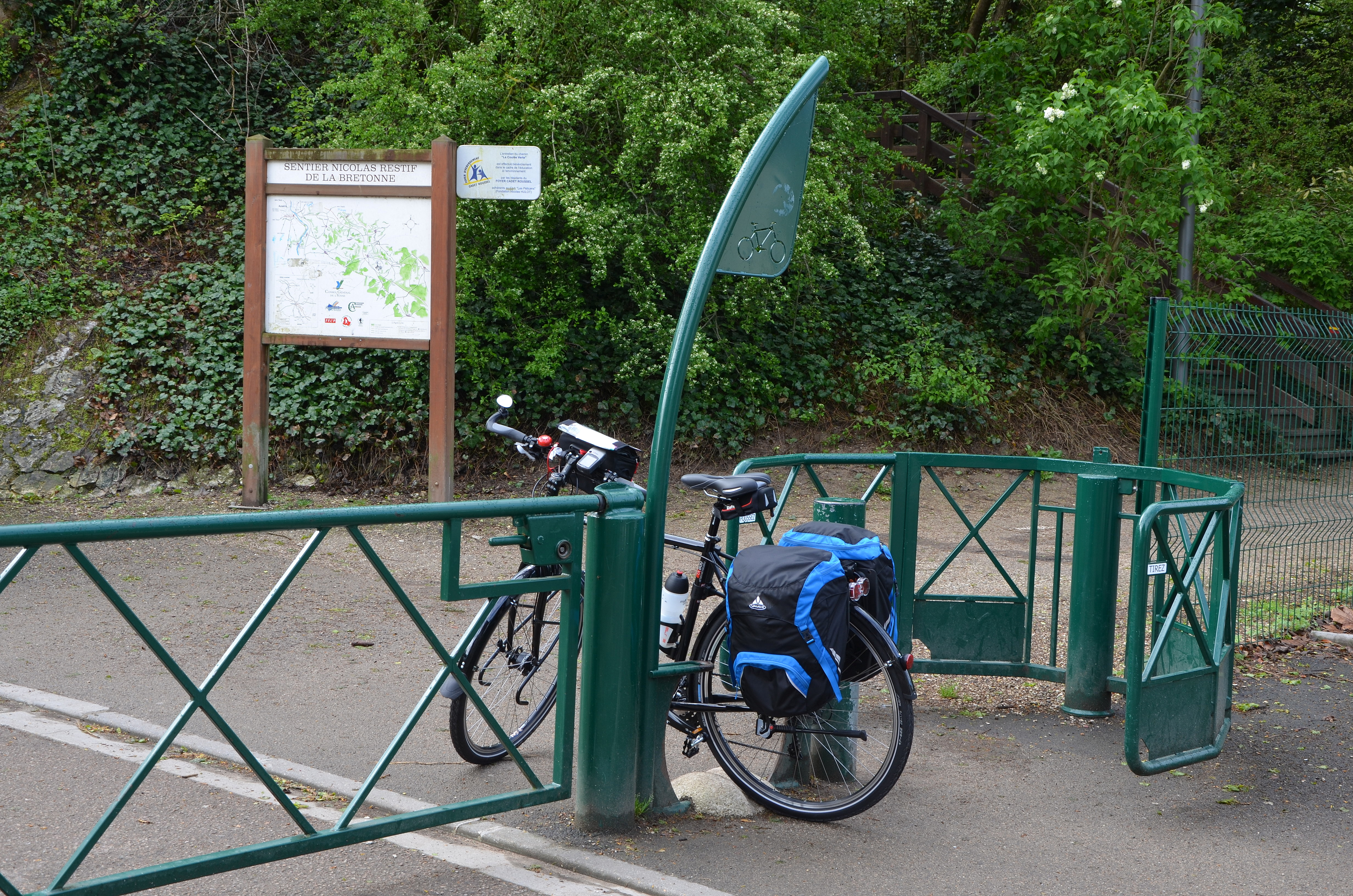
Véloroute du canal du Nivernais à Auxerre

On trouve ainsi des pistes cyclables sur trottoir dans les avenues Yver, Pierre-de-Courtenay et de la Résistance, sur les boulevards Gallieni et Lyautey) ; sur chaussée avec bordure de protection béton dans l’avenue de la Tournelle et en partie rue de Brazza ; sur la chaussée, matérialisées par une bande blanche dans le boulevard de la Chaînette, les rues de Preuilly, Max-Blondat, de la Maladière, et Guynemer, dans les avenues Foch et Joffre, sur les quais du Batardeau et de la Marine) ; sur contre-allée dans les boulevards du 11-Novembre et de Vauban ; sur le chemin de halage, ou encore sur le rond-point de la Chaînette où un couloir cyclable sécurisé a été aménagé parallèlement à celui des voitures.
Plusieurs voies sont de plus réservées aux cyclistes : la coulée verte, réservée aux piétons et 2 roues non motorisés. Une voie cyclable de 2,2 km est également en cours d'aménagement le long de l'Yonne entre Auxerre et Augy.
Cependant, la grande diversité des types d'aménagements sur un même trajet et leur interruption parfois brutale rendent difficile le choix d'un itinéraire sécurisé pour les cyclistes. Pour remédier à ce problème, la mairie a lancé en 2010 l'étude d'un « schéma directeur cyclable » préalable à la réalisation de nouveaux aménagements.
Depuis la fin du mois d'avril 2019, le réseau de transport Léo propose des vélos et trottinettes électriques à la location. Pour faire face à l'importante demande en vélos, le parc de 100 vélos sera agrandi.

#### Transports en commun

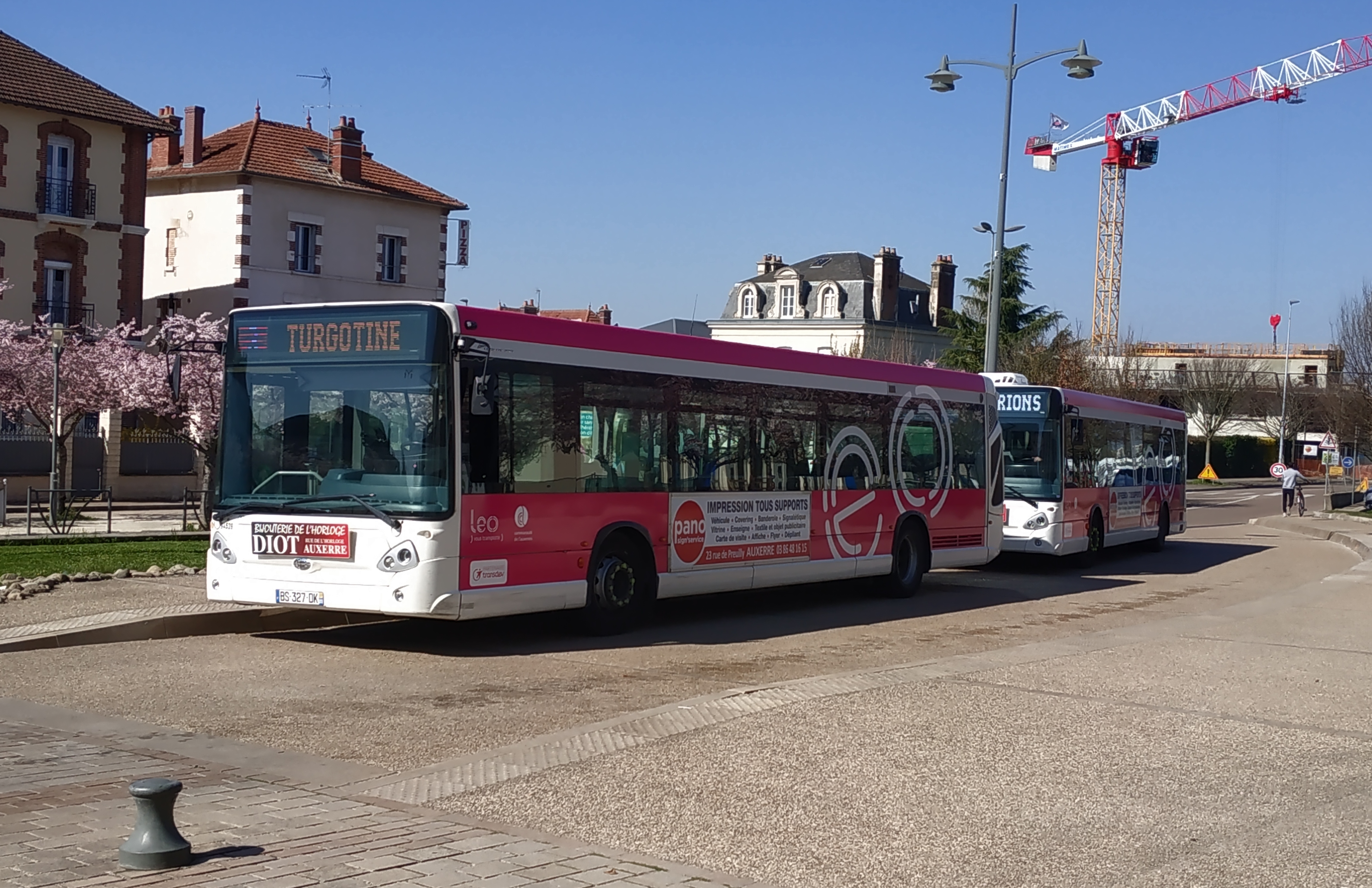
Deux autobus Leo devant la gare d'Auxerre

Sept lignes de bus régulières composent le réseau Léo, et desservent Auxerre et certaines villes de son agglomération (Monéteau, Perrigny, Saint-Georges-sur-Baulche, Villefargeau, Chevannes, Augy, Vallan, Appoigny) :
Le point de concordance des lignes est situé sur l’Arquebuse près de la Porte du Temple et sur la Porte de Paris.
La gare routière des Migraines est située à la Porte de Paris, diverses lignes du réseau TransYonne permettent la desserte dans tout le département de l’Yonne ainsi que ceux de la Nièvre, de l’Aube et de Seine-et-Marne.
À partir de septembre 2018, la septième ligne régulière est mise en service, elle desservira Appoigny. De plus, deux lignes circuleront le dimanche et les jours fériés, alors qu'une seule circulait jusque là.

#### Transports ferroviaires

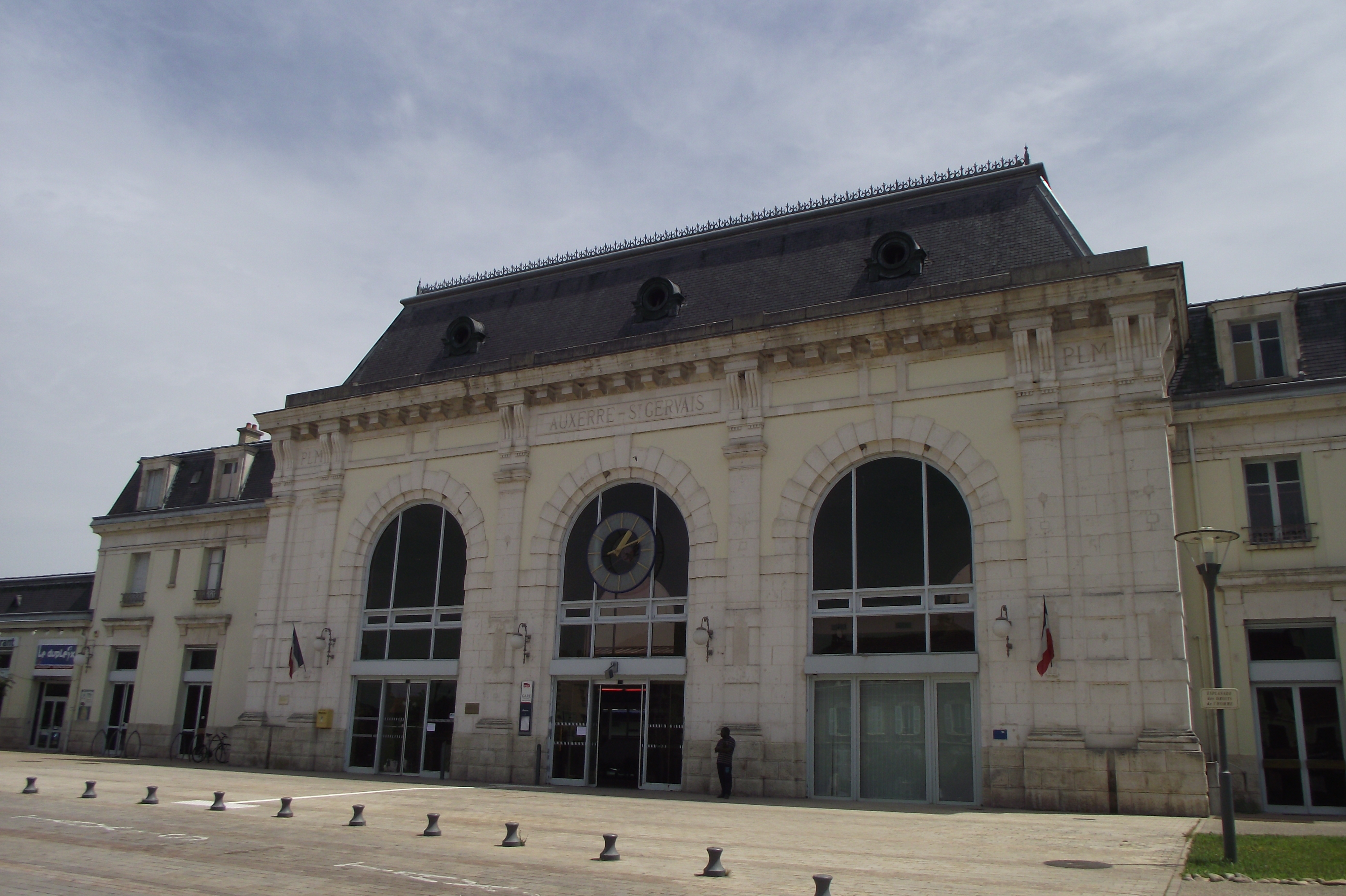
Gare d'Auxerre-Saint-Gervais

La gare SNCF d’Auxerre-Saint-Gervais est située sur une ligne secondaire non électrifiée qui se raccorde via la Gare de Laroche - Migennes à la ligne de Paris - Lyon à Marseille-Saint-Charles.
Depuis 2008, la moitié du trafic est assurée par des Autorail grande capacité (AGC) à propulsion mixte électrique et diesel. Avec ces AGC, les liaisons vers la Gare de Paris-Bercy-Bourgogne-Pays d'Auvergne s’effectuent en 1 h 35 min et vers la gare de Dijon en 1 h 55 min, tout ceci sans changement de train à Laroche-Migennes.

#### Transports routiers

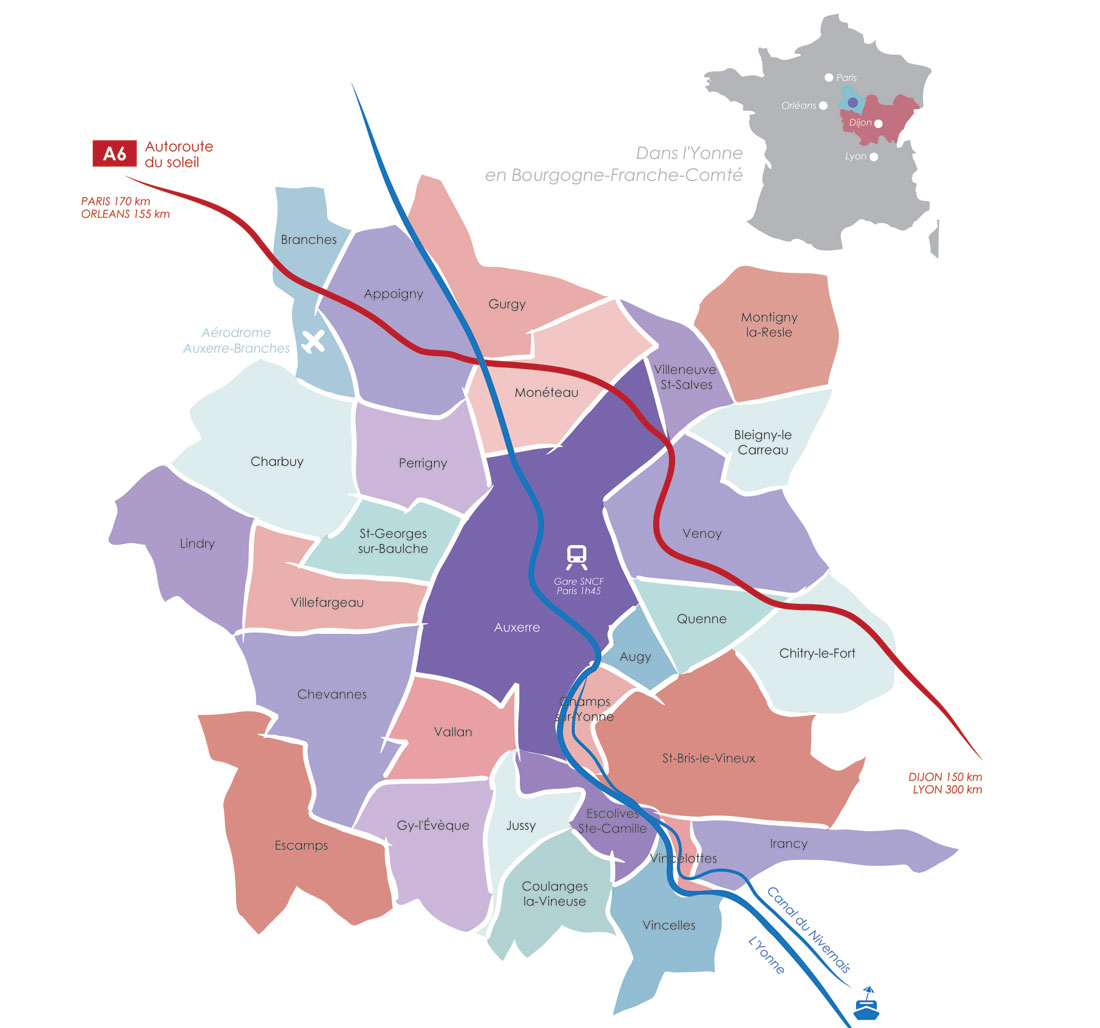
Autoroute A6

La circulation est parfois compliquée au sein d'Auxerre lors des heures de pointes, notamment car plusieurs boulevards sont en 1x1 voie seulement. Cependant, ce problème s'est atténué à certains endroits grâce au remplacement de carrefours à feux tricolores par des carrefours giratoires.
Auxerre est également desservie par l’autoroute A6 et bénéficie de deux échangeurs :
- 19 Auxerre-Nord sur la RN 6
- 20 Auxerre-Sud sur RN 65

Un réseau de routes nationales existe pour la desserte routière d’Auxerre vers Troyes : RN77, vers Bourges : RN 151, ainsi que pour la rocade Ouest de la ville : RN 6.
Un projet de contournement Sud d'Auxerre est à l'étude ; il aura pour but de dévier de l'agglomération le flux routier de la RN 77 et de la RN 151.

#### Transports fluviaux
Longtemps plaque tournante du trafic de bois en provenance du Morvan et à destination de Paris, qui a donné le nom de « quartier de La Marine », l’activité fluviale sur l’Yonne et le canal du Nivernais demeure aujourd’hui exclusivement touristique (péniches, croisière, restaurant…). Le port de plaisance est géré par la Chambre de commerce et d'industrie de l'Yonne.
Au XVIIe siècle l’Yonne servait pour transporter les vins jusqu’à Paris ; on disait : « Le Roi boit l’Auxerrois »[source insuffisante]. La manifestation « Fleurs de vigne », organisée conjointement par le Bureau interprofessionnel des vins de Bourgogne et la Ville d’Auxerre et qui a lieu annuellement le troisième dimanche de mai depuis 2005, vise à commémorer cet usage de la rivière.
Les quais et le port ont fait l’objet d’une rénovation importante lors de travaux qui ont duré de février 2012 à décembre 2013.
Le port de plaisance d'Auxerre est le plus important de l'Yonne parmi les neuf que compte le département. Il est fréquenté par près de 3 500 bateaux chaque année.
Le canal du Nivernais relie la Loire à Saint-Léger-des-Vignes, à l'Yonne à Auxerre.
Le port d'Auxerre va être l'objet d'un programme de requalification complet, on peut notamment citer la création d'un canal afin de pouvoir accueillir plus de bateaux. Le parc Roscoff fera partie de ce programme, qui devrait voir le jour en 2021.

#### Transports aériens
Le trafic aérien s’effectue à partir de l’aéroport Auxerre-Branches. L'activité de celui-ci est fortement limitée par la démographie d’une part, mais aussi par la proximité des aéroports de Paris. Il permet également l'aviation d'affaire. La gestion de la plate-forme aéroportuaire a été confiée à la Chambre de commerce et d'industrie de l'Yonne.

## Toponymie
Le toponyme Auxerre est issu du gaulois latinisé Autissiodorum ou Autessiodorum. Après avoir pris diverses formes latines, le nom évolua selon des formes françaises, parmi lesquelles Autcedre, Auceurre (XIVe siècle) et finalement, Auxerre (XVIe siècle).
En vertu d’une exception de la langue française, son nom se prononce [o'sɛːʁ] (Ausserre : le « x » se prononce « ss »). En effet l’orthographe actuelle du nom provient d’une habitude des scribes du Moyen Âge, de remplacer les doubles « s » par une croix, ce qui n’en modifiait pas la prononciation. Cette croix assimilée au « x » du grec ancien, n’a été prononcée « ks » en français qu’à partir du XVIIIe siècle, sans que cette modification ne change l’usage. Il existe d’autres exceptions en Bourgogne telles que Semur-en-Auxois (Semur-en-Aussois), Auxonne (Aussonne), Auxey-Duresses (Aussey-Duresses) ou Auxerrois (Ausserois) ; cette même prononciation de la lettre x concerne également Bruxelles (Brusselles) en Belgique et le nombre soixante (soissante), bien que Bruxelles soit issu de Bruocsella et soixante de sexaginta. Néanmoins, de nombreux journalistes des médias audiovisuels prononcent Auxerre [o'ksɛʁ].

## Histoire

### Préhistoire
Il reste quelques traces de l'occupation de la Protohistoire. Du Bronze final ont été trouvés un enclos circulaire de 20 m de diamètre marqué par un fossé en « V » dans la rue des Montardoins et des vestiges d'un bâtiment important avec fossé circulaire dans la rue Gérot qui a aussi révélé des structures de bâtiments de la Tène.
Datant de l'époque d'Hallstatt, la découverte d'un trépied en bronze d'origine étrusque permet de supposer que la route de l'étain passait par le territoire près du lieu où s'élève aujourd'hui la ville.

### Antiquité

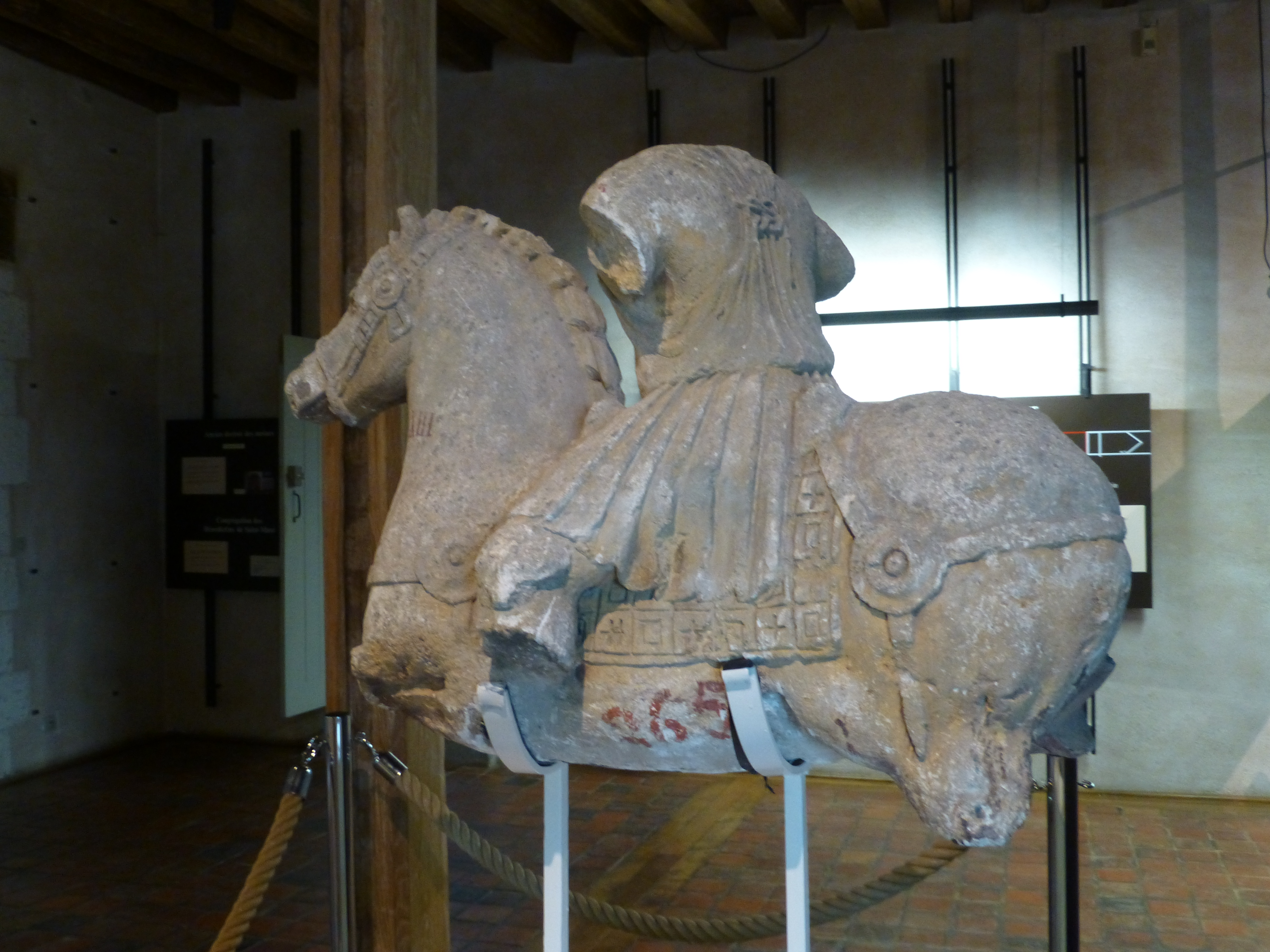
Statue équestre du Ier siècle, abbaye Saint-Germain d'Auxerre.

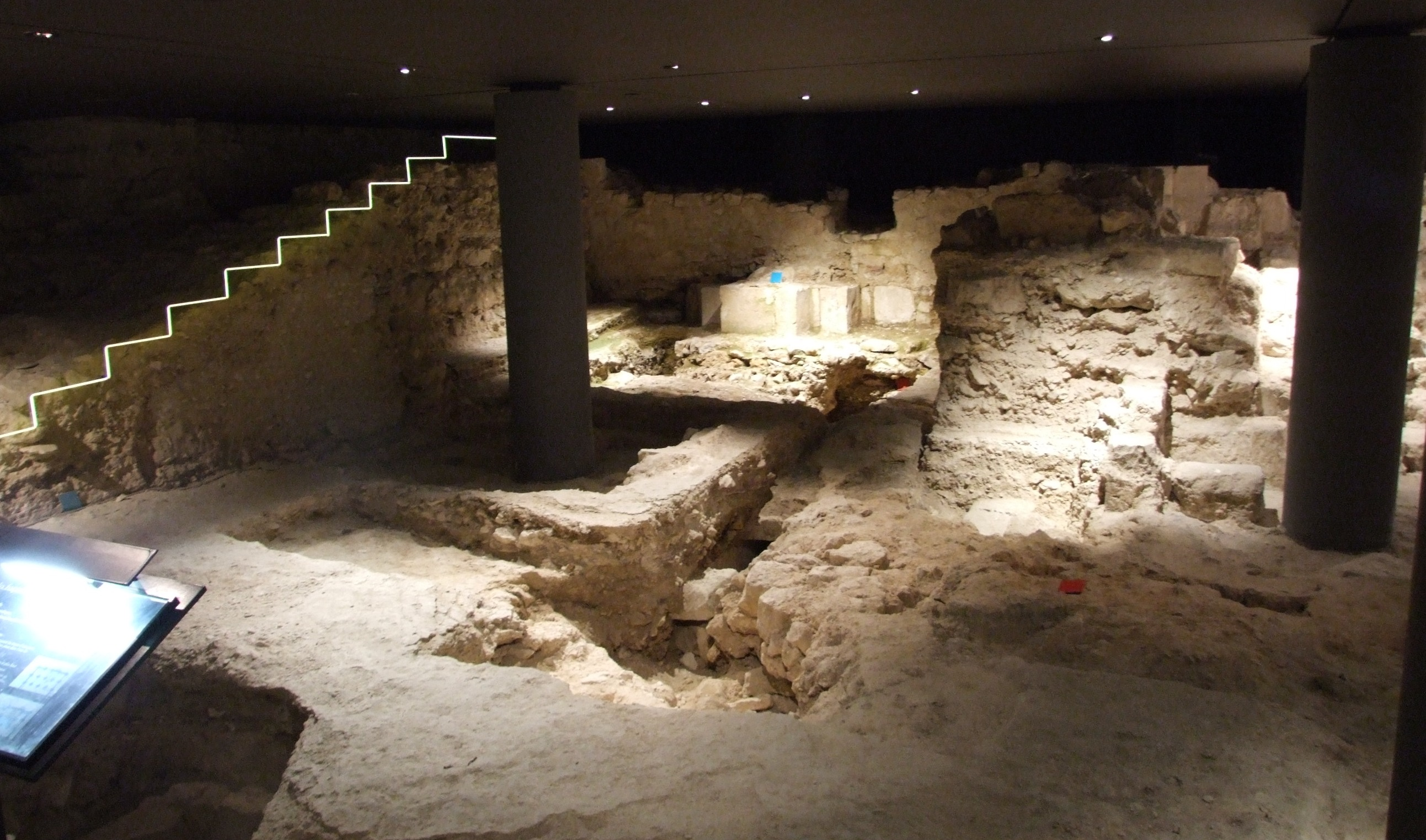
Site de fouilles dans l'ancienne crypte de l'abbaye Saint-Germain

#### Naissance et développement de la ville gallo-romaine
Auxerre, sous forme de simple bourgade, prend naissance au point d'élargissement définitif de la vallée de l'Yonne. La majeure partie de cette bourgade s'étale en rive gauche, dans la partie sud-ouest de la ville actuelle : plaine de Vallan, quartiers Saint-Pierre, Saint-Pèlerin et du pont aujourd'hui. Elle se trouve non sur la colline mais dans la plaine au sud d'Auxerre, où le ru de Vallan fournit alors à la plaine de l'eau très pure. À proximité, la rivière est franchie assez facilement.
Après la conquête de la Gaule, la ville romaine s'agrège à la ville gauloise ou, ce qui n'est pas établi, s'y juxtapose à l'ouest, jusqu'au mont Autric (place de l'Arquebuse).[réf. nécessaire]
Auxerre est relativement pauvre en vestiges de l'époque romaine. Il reste peu de vestiges apparents de la cité gallo-romaine avec son temple à Phoebus, un amphithéâtre, des monuments publics[Où ?] et des statues. Par contre les traces discrètes sont bien présentes et nombreuses,. Les fouilles de l'abbé Merlange de 1968 à 1971, préalables à la démolition de la « maison Saint-Martin » en vue de son remplacement par un ensemble résidentiel au début de la rue de l'Ocrerie (en rive droite), révèlent des céramiques du Ier siècle dans les murs de l'église du Haut Moyen Âge,, les céramiques résiduelles à l'hôpital de la Madeleine boulevard Davout (Ier au IIIe siècle) et à l'église Saint-Pierre-en-Château place de l'Abbé-Deschamps (IVe au Ve siècle), les remblais gallo-romains boulevard Davout, les habitats antiques rue des Sénons et rue Louis-Richard, ceux de la rue du Viaduc (Ier au IIIe siècle), le site notablement riche de la rue Gérot et du boulevard Vaulabelle avec une grande diversité d'habitats du Ier au IIIe siècle dont certains luxueux, des puits, silos, colonnades, portiques, jardins, cours et voie de passage, ou encore les habitations au lieu-dit Sainte-Nitasse, 3 km au sud d'Auxerre près de l'ancienne nationale 6 (IIIe au IVe siècle). En 2025, une campagne de fouilles préventives révèle l'existence à Sainte-Nitasse d'une villa romaine remarquablement bien conservée, un bâtiment de 4 000 m2 occupé du Ier au IVe siècle.
La présence des légions romaines assure la paix. Pendant les deux premiers siècles de l'ère chrétienne les échanges commerciaux sont actifs grâce à la présence de sa rivière et de ses routes ; Auxerre exporte ses vins et ses grains. La ville accède à la prospérité et le peuplement de la région s'accentue.[réf. nécessaire] Les premiers chrétiens (IIIe siècle) commencent à coloniser la colline, où il n'y a que des eaux très médiocres (église Saint-Pèlerin du IIIe siècle, première église construite à Auxerre).
Les voies de communication se font également plus nombreuses - dont la grande voie romaine d'Agrippa de l'Océan (Lyon - Boulogne-sur-Mer) qui traverse Auxerre et Aussetodunum figure sur la table de Peutinger.
À partir du IIIe siècle et pour les deux siècles suivants, la présence de bagaudes et l'invasion des Francs met fin à la prospérité de la ville. Auxerre se dote d'un rempart et un castrum de forme rectangulaire est construit en réutilisant les pierres des monuments publics et funéraires de l'époque romaine. 

Les fouilles préventives en 2010 jouxtant la place des Véens au nord, environ 50 m au sud des remparts du IIIe siècle, ont révélé les premières traces d'occupation du site : des fours à chaux de 3 à 5 m de diamètre dont 9 ont été identifiés, creusés dans le limon du site, les uns façonnés dans le substrat, les autres maçonnés. Une grande partie des structures associées à cette exploitation a également été identifiée. Le site a été actif du IIIe au IVe siècle, c'est-à-dire pendant la construction des premiers remparts au pied duquel ils se trouvaient. Le type de calcaire transformé est d'ailleurs le même que celui qui a servi à la construction desdits remparts. L'endroit a ensuite été inoccupé pendant près de 4 siècles avant qu'un grand fossé y soit creusé le long des remparts pour servir de latrines et de fosse à déchets, eaux usées, etc.

#### La christianisation de la ville au Bas-Empire
Vers 258, le pape envoie Pèlerin, citoyen romain de noble famille, évangéliser l'Auxerrois.
Avant de subir le martyre à Entrains (Nièvre), en 303, Pèlerin avait élevé à Auxerre une église primitive (église Saint-Pèlerin), là où existe l'église reconstruite au XVIe siècle qui lui est dédiée, dans la rue qui porte son nom. 

Selon la tradition, le puits Saint-Jovinien dans le sous-sol de l'édifice serait le baptistère des premiers chrétiens d'Auxerre.
Sous Dioclétien (284-305), Auxerre est détachée de la civitas de Sens et érigée en chef-lieu de civitas, circonscription administrative soumise à l'autorité administrative d'un comte. Cependant il est incertain qu'Auxerre soit érigée en diocèse avant l'édit de Milan (313) qui institue la liberté des cultes. Le premier évêque d'origine locale est saint Amatre (5e év. 386-418).
La présence chrétienne à Auxerre est donc relativement précoce.

#### Déclin de la ville au Bas-Empire
À la fin du IIIe siècle, Auxerre se relève à peine de l'incendie et du pillage que les Alamans et les Francs lui font subir en 275-276, que de fortes menaces se précisent aux frontières de l'Empire où s'agitent des peuplades barbares attentives à la décadence romaine.
Conscients de la menace d'un plus grand danger, les habitants s'emploient alors à édifier des fortifications derrière lesquelles ils seraient alors à l'abri des incursions.
Ils choisissent pour emplacement de défense l'élévation de terrain que domine aujourd'hui la cathédrale, surplombant l'Yonne, défense naturelle (4 ha ; celles de Paris ne faisaient que 9 ha). Les limites sont la rue des Boucheries et la rue Lebeuf.
Dans cet enclos s'élève la résidence des comtes, protégée par cinq tours. La base de la tour Saint-Alban et le soubassement de celle de l'Horloge sont les seuls restes que l'on puisse apercevoir de cette enceinte qui perdure jusqu'au XVIIe siècle.
La solidité des murailles assure l'intégrité de la ville pendant les grandes invasions germaniques de 407. Mais ses faubourgs n'échappent pas au saccage des Huns en 451, dont les dévastations la privent d'évêque pendant dix ans. Les territoires passent ensuite sous le commandement militaire des comtes, les évêques partageant leur activité entre les préoccupations guerrières et l'organisation de leur diocèse.

### Moyen Âge

#### Haut-Moyen Âge: période mérovingienne
Les IVe et Ve siècles sont marqués par deux personnalités remarquables: l'évêques saint Amâtre et surtout par saint Germain, noble gallo-romain converti qui fait à l'église d'Auxerre d'importantes libéralités. La renommée de Germain, entourée d'une légende merveilleuse, ne cesse de grandir après sa mort. La reine Clothilde, femme de Clovis, remplace l'oratoire où Germain avait choisi de reposer, par une basilique qu'elle fait construire à Auxerre et qu'elle lui dédie: l'abbaye Saint-Germain. Leur quatrième fils, Childebert, fait construire à Paris près du Louvre l'Église Saint-Germain-l'Auxerrois.
Pendant les trois siècles qui suivent, les évêques, font du monastère la base de la floraison spirituelle et artistique qui caractérisent le Haut Moyen Âge.
La faiblesse mérovingienne, l'esprit de corruption, les rivalités guerrières, l'insécurité généralisée ouvrent au VIe siècle une ère de désordre. Charles Martel s'empare des richesses de l'église et confisque l'Auxerrois ; ce n'est qu'au IXe siècle que l'évêque d'Auxerre recouvre la souveraineté qu'il a perdue sur les établissements religieux de la ville.
Pendant ce temps, les évêques d'Auxerre n'ont pas négligé leur mission. Dès le VIe siècle, Auxerre possède neuf églises et monastères en plus des oratoires : Saint-Pèlerin (première (église d'Auxerre), Saint-Étienne, Saint-Germain, Saint-Pierre dont les églises, reconstruites, sont parvenues jusqu'à nous ; Saint-Amâtre, Saint-Martin dont il subsiste quelques vestiges de la reconstruction ; Saint-Marien, Saint-Julien, Notre-Dame-de-la-Cité, disparues ; oratoire Saint-Symphorien sur le Mont-Artre.
Le VIIe siècle voit s'élever de nouveaux monastères hors de l'enceinte de l’époque. Vers 634 l'évêque Pallade transfère le monastère Saint-Julien, qui acquiert plus tard trois basiliques juxtaposées et deux oratoires. Il fonde aussi le monastère Saint-Eusèbe. Vigile, son successeur, fait édifier l'abbaye disparue de Notre-Dame-la-d'Hors (hors les murs de la ville) qu'il destine à sa sépulture.

#### Haut-Moyen Âge: période carolingienne
Au IXe siècle l'évêque d'Auxerre Humbaud fonde les monastères Saint-Marien, Saint-Père, Saint-Gervais et des Îles.
Une première urbanisation se dessine, avec un peuplement progressif autour des communautés religieuses. Faisant leur apparition à l'époque carolingienne, les paroisses, à leur tour, viennent se superposer aux domaines monastiques.
Au IXe siècle, Auxerre est le siège d'une école monastique autour de l'abbaye Saint-Germain, qu'illustrent des érudits comme Murethach, Haymon d'Auxerre, Heiric d'Auxerre et Remi d'Auxerre. Son rayonnement intellectuel touche tout l'Occident chrétien.
Les invasions normandes ont épuisé le pays. Abbés et prélats ont ceint l'épée. En 912, saint Géran, évêque d'Auxerre, défait les Normands à Saint-Florentin.

#### Moyen Âge classique: féodalité et mouvement communal

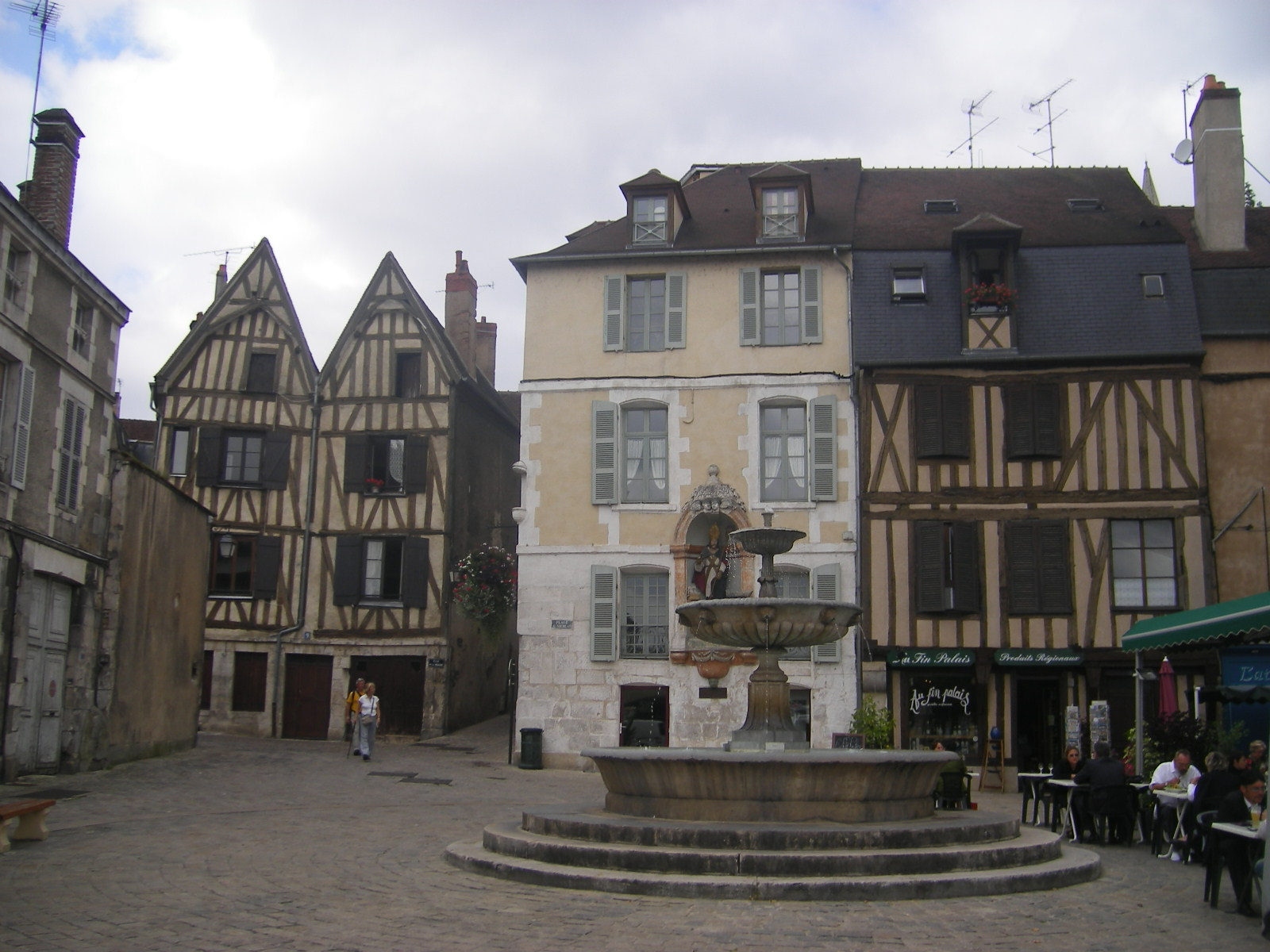
Place Saint-Nicolas,
face à l'ancien port du même nom

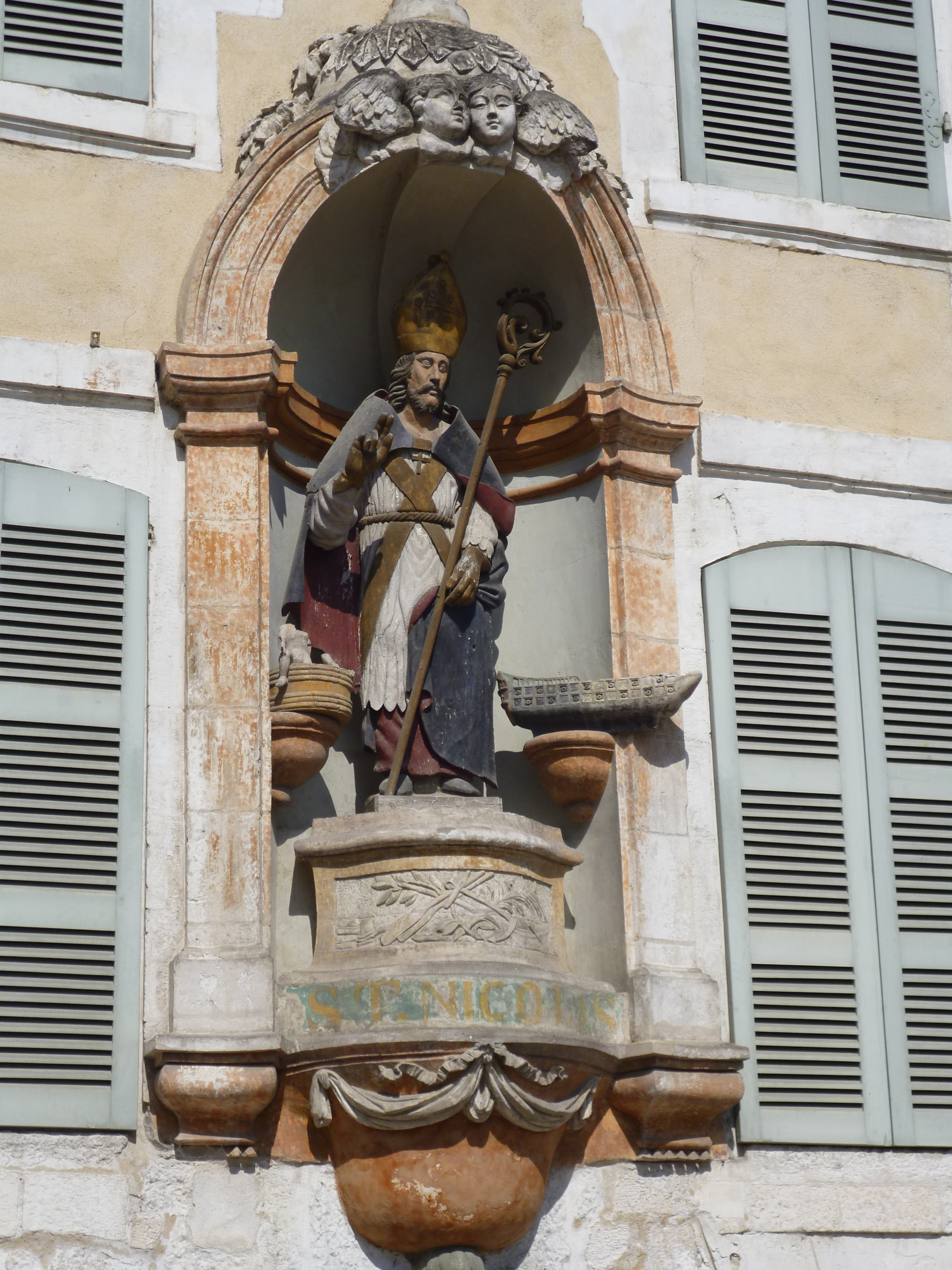
Saint Nicolas,
patron des flotteurs

L'Auxerrois et le Sénonais sont réunis à la Bourgogne de Richard le Justicier (†921). Ces deux comtés sont récupérés par la robertienne Emma, épouse du roi Raoul, fils de Richard.

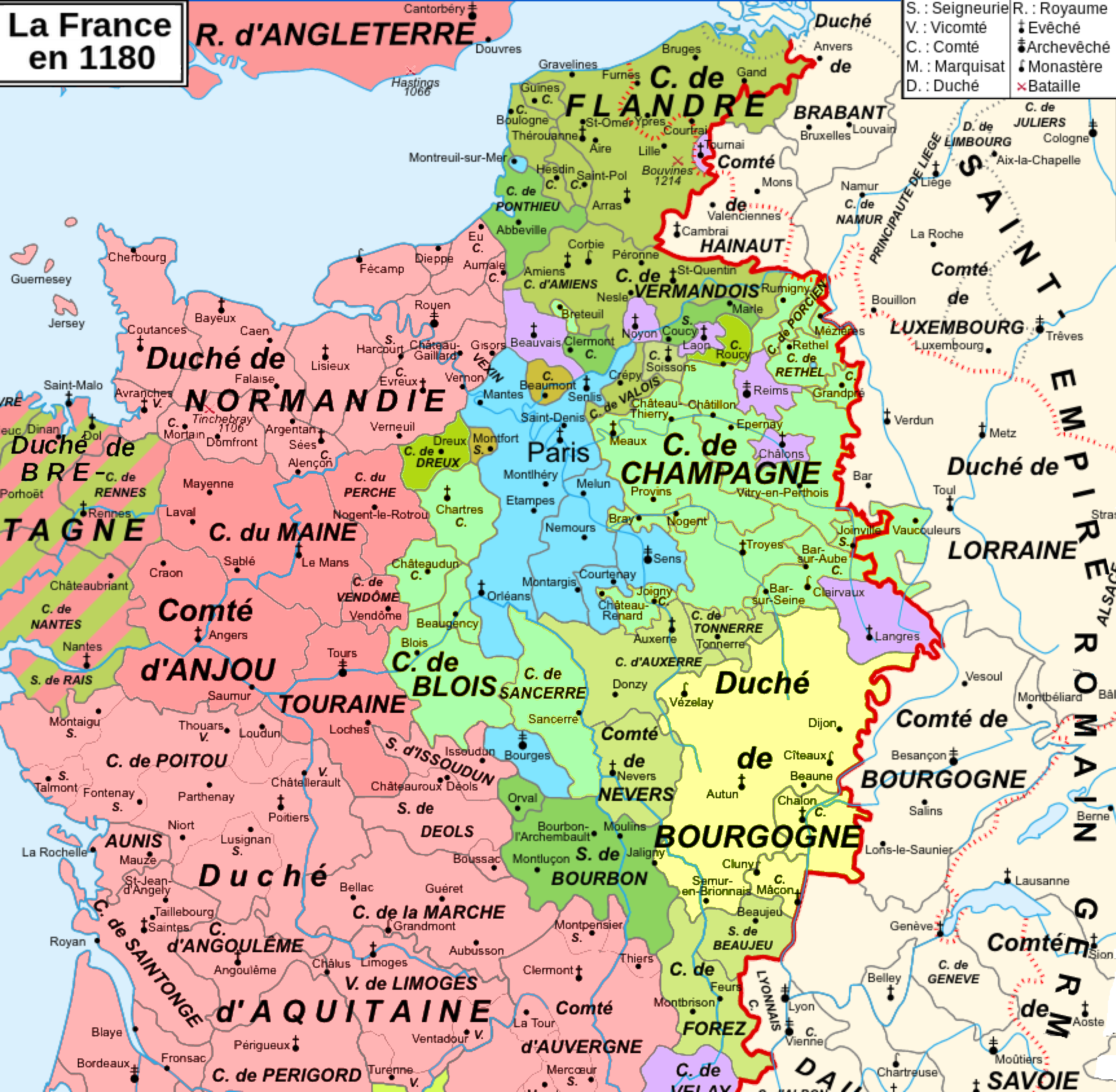
Auxerre entre la Bourgogne, la Champagne et le domaine royal

Le comté d'Auxerre reste sous contrôle robertien jusqu'à la mort de duc Henri Ier de Bourgogne († 15 octobre 1002) sans héritier de sang. Son fils adoptif Otto-Guillaume est donc en mesure de lui succéder face à son neveu, le roi Robert II. Une guerre éclate, le roi s'allie à Richard de Normandie. Ils échouent devant Auxerre (10 novembre 1003) et devant Saint-Germain (fin novembre 1003) tenus par Landry de Nevers, gendre et allié d'Otte-Guillaume; de dépit, il met la région à sac. À l'été 1005, le roi et Richard II reviennent dans le nord de la Bourgogne et soumettent définitivement Auxerre et Avallon.
En 1023, le concile d'Héry a lieu pour y faire certains règlements dans l'intérêt de l'Église, et réclamer du ciel l'apaisement des calamités et des fléaux dont le peuple était accablé - les années 1022 à 1024 étant celles de la crise de succession champenoise. Le concile s'est tenu à l'extérieur de la cité car un incendie ravagea en 1023 la cathédrale Saint-Étienne, ainsi qu’une grande partie de la ville.
Outre la famine qui règne vers l'an 1030, Auxerre subit un second grand incendie. Seule l'église Saint-Alban, que saint Germain avait bâtie dans le haut de la cité, échappe au premier incendie : la cathédrale est réduite en cendres. L'évêque Hugues de Chalon, au lieu de la rebâtir de moellons, comme auparavant, en jette les fondements sur le roc avec des pierres de taille ; il demande une enceinte d'une plus grande étendue, et il y fait faire les grottes ou cryptes telles qu'on les voit encore aujourd'hui sous le sanctuaire et sous la moitié du chœur. L'ouvrage est déjà bien avancé lorsque arrive un second incendie ; mais l'église est indemne, et le feu ne touche que quelques maisons.
1039 voit renaître les guerres de Bourgogne. L'évêque devient indépendant du comte Renaud sur arbitrage de saint Bernard, et suzerain d'une partie de la ville.[réf. nécessaire]
Les différends qu'il soutient, notamment en 1166 contre le comte de Chalon, incitent le comte Guillaume IV à protéger les faubourgs de la ville. Dans la 5e année de son gouvernement, soit vers 1166, une deuxième enceinte fortifiée est hâtivement construite (sur 4 km), appuyée à la rive gauche de l'Yonne, comme la première, mais englobant largement abbayes et monastères. Les boulevards, aujourd'hui séparant les villes ancienne et moderne, en figurent exactement le tracé.
Le fait que la ville ait pu se satisfaire de ses limites médiévales pendant près de six siècles est caractéristique de l'absence de vigueur de l'économie rurale confinée qui était celle de la région.
En 1183, l'évêque de la ville Hugues de Noyers prend la tête de la répression armée du mouvement égalitaire des Capuchonnés.
À la fin du XIIe siècle et au début du XIIIe siècle Auxerre reçoit plusieurs fois des chartes d'affranchissement : en 1188, en 1194, en 1215 et 1223.
En 2005 et 2006, des campagnes de fouilles effectuées dans le quartier des Brichères ont permis de délimiter plus précisément l'occupation médiévale du XIIe siècle.
Pierre de Courtenay, le plus illustre des comtes d'Auxerre (1185-1219) et cousin germain de Philippe Auguste, achève en 1192 la deuxième enceinte de la ville commencée en 1166 par Guillaume IV de Nevers. Sa fille Mathilde († 1257) attache son nom à l'octroi des franchises communales.

##### Communauté juive

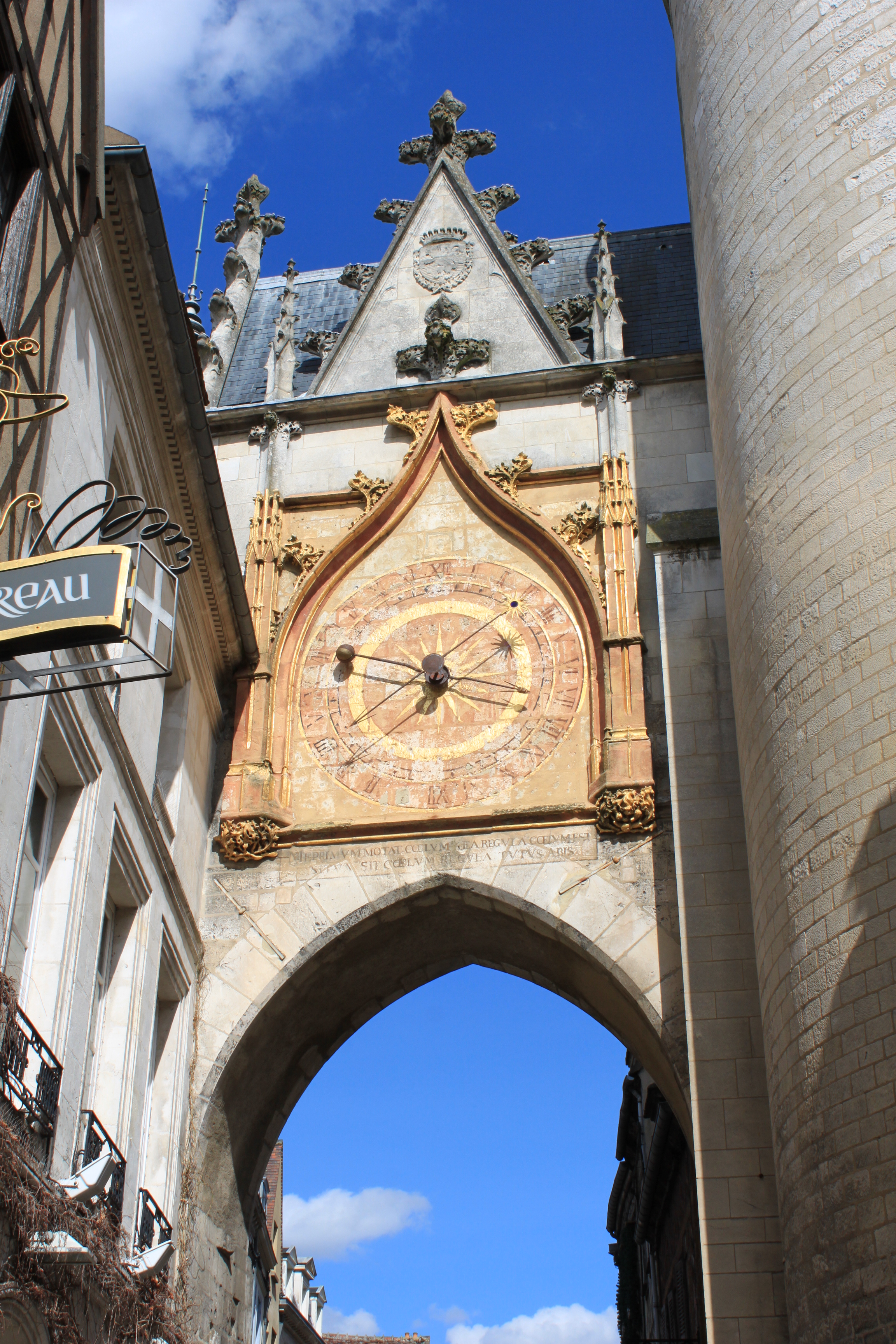
Tour de l'Horloge (1485) où figure une inscription hébraïque.

La présence des Juifs auxerrois est attestée dès le XIe siècle grâce à une lettre de Rachi, rabbin exégète érudit et vigneron, adressée aux talmudistes de la région bourguignonne.
La synagogue d'Auxerre devient plus tard l’église Saint-Regnobert, et l'évêque catholique Hugues de Noyers obtient du comte Pierre de Courtenay qu’il les chasse de leur quartier, vers 1200. Les Juifs s'installent alors rue Saint-Jacques qui devient plus tard « rue des Juifs » ou « rue du Puits-des-Juifs » à cause d’un puits qui s’y trouve - devenue l'actuelle « rue du Pont ».
Un des quartiers juifs se situait près de la Porte Féchelle et la synagogue un peu plus haut, au milieu de la ville médiévale. L'actuelle place des Cordeliers recouvre l'ancien cimetière juif d'Auxerre. Une pierre d’un mur de la Tour de l’Horloge fondée en 1485 contient également une inscription hébraïque.
Les Juifs sont expulsés de la ville à plusieurs reprises entre 1184 et 1393. « En 1398, les habitants obtinrent enfin du Roi des lettres-patentes pour les expulser de la ville, « attendu que leur commerce était nuisible aux gens du pays ». La populace fut autorisée à brûler leurs papiers et leurs débiteurs furent déclarés libérés de leurs dettes ». Dès lors, il n'est plus fait mention des Juifs dans l’histoire de la ville pendant des siècles.
Les Juifs auxerrois feront à nouveau partie de la ville avec le vent d’émancipation de la Révolution française. Néanmoins, on ne trouve plus que 70 Juifs à Auxerre, à la veille de la Seconde Guerre mondiale.

#### Bas Moyen Âge: Rattachement d'Auxerre au royaume de France

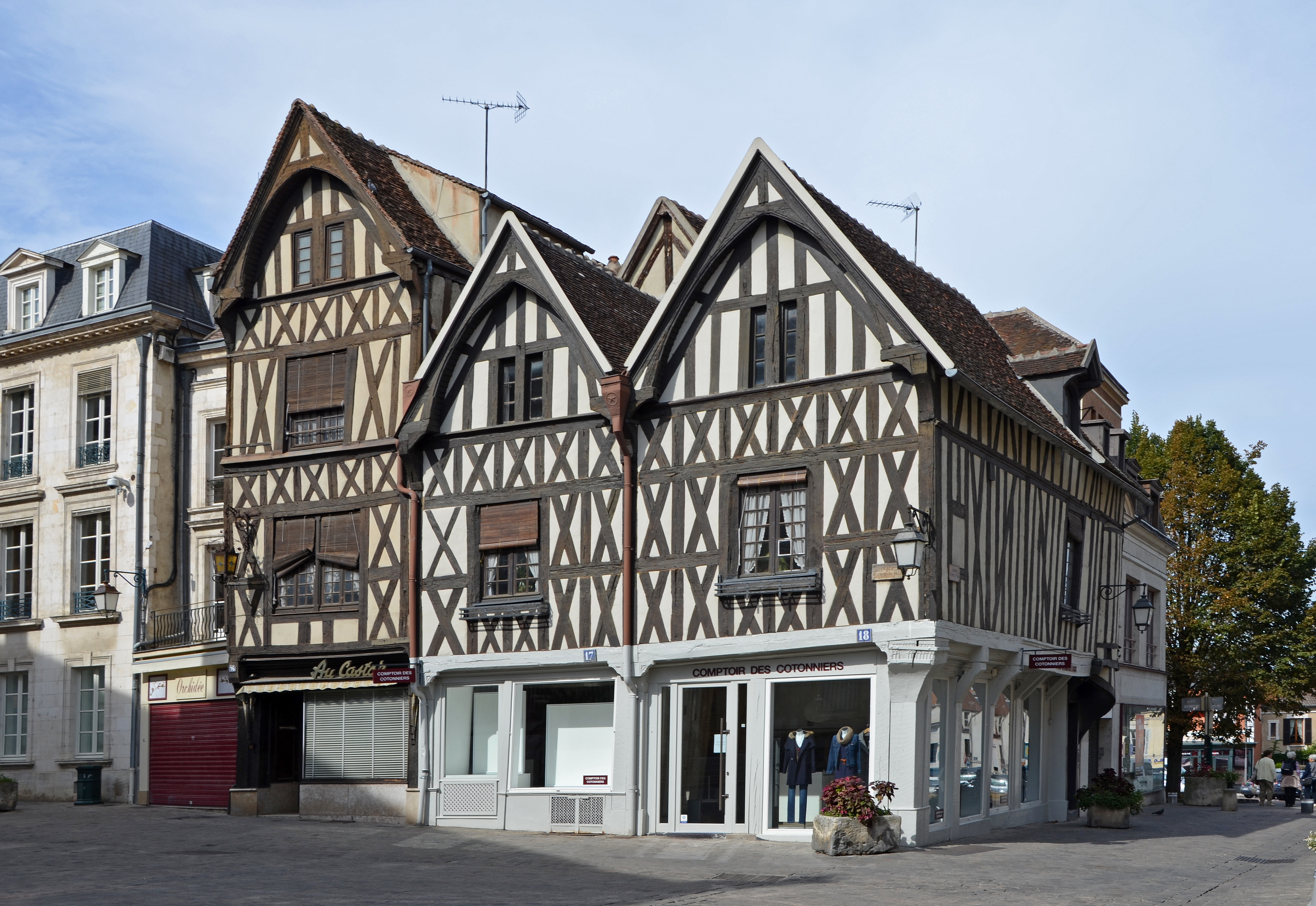
Maisons médiévales
place de l'Hôtel de ville

Lors de la guerre de Cent Ans, en janvier 1358 l'anglais Robert Knolles et ses routiers attaquent Auxerre et s'emparent de la ville par surprise le 10 mars 1358, la mettant en pillage et, faute d'avoir reçu le tribut exigé, rasent à leur départ en 1359 les remparts de la ville. Ces derniers sont reconstruits en 1402 grâce à l’argent de l'octroi accordé par les rois Charles V et Charles VI. En 1348 et 1361, la peste noire ajoute ses ravages aux excès de brigandage.
Le vieux comte Jean IV de Chalon vend le comté au roi Charles V, par acte du 25 janvier 1370, moyennant 30 000 francs d'or. Par cette première réunion à la couronne, les Auxerrois deviennent bourgeois du roi. Mais la guerre des Armagnacs et des Bouguignons survenant, Auxerre prend le parti du duc de Bourgogne Jean sans Peur. Une paix plus ostentatoire que sincère est signée à Auxerre le 22 juillet 1412. Louis XI obtient la cession du comté d'Auxerre, cession régularisée en 1490.
Entre-temps, en 1411 les bourgeois font installer une pendule dans la tour de l'église Saint-Eusèbe pour assurer une plus grande régularité dans le service de défense de la ville ; et un hôtel de ville est construit en 1452,. Les Auxerrois font leur soumission au roi, et Charles le Téméraire périt à Nancy en 1477. Le rattachement du comté d'Auxerre à la France est devenu cette fois définitif,.
Louis XI confirme également en janvier 1477 les privilèges de la ville et ordonne la création d'un bailliage particulier, détaché de celui de Sens,.

### Époque moderne

#### La Renaissance: embellissement d'Auxerre

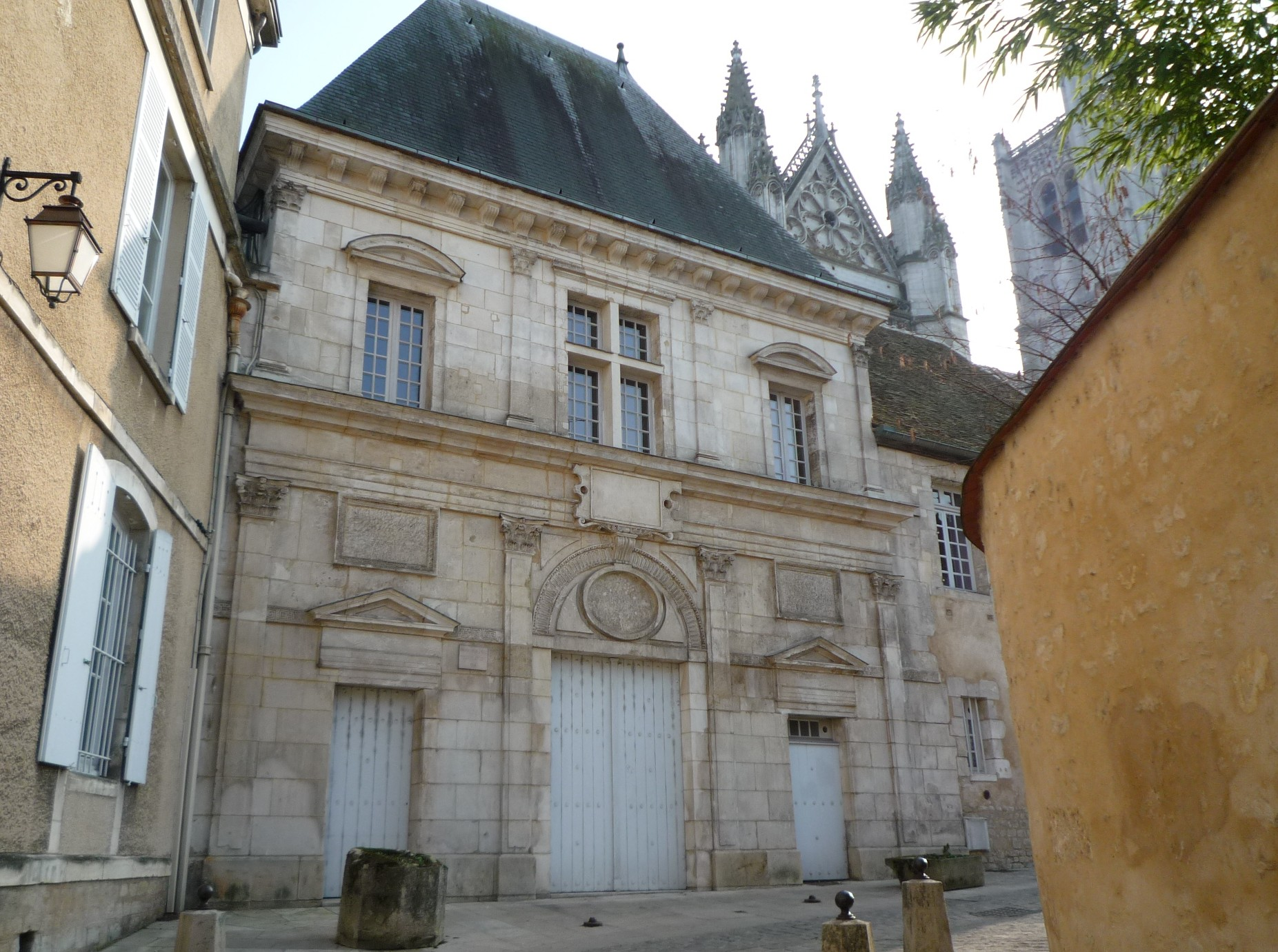
portail de l'ancien évêché

La guerre passe les Alpes. Avec éblouissement, les nobles découvrent l'Italie d'où ils rapportent une conception nouvelle de la vie et, choc décisif, une idée de l'art.

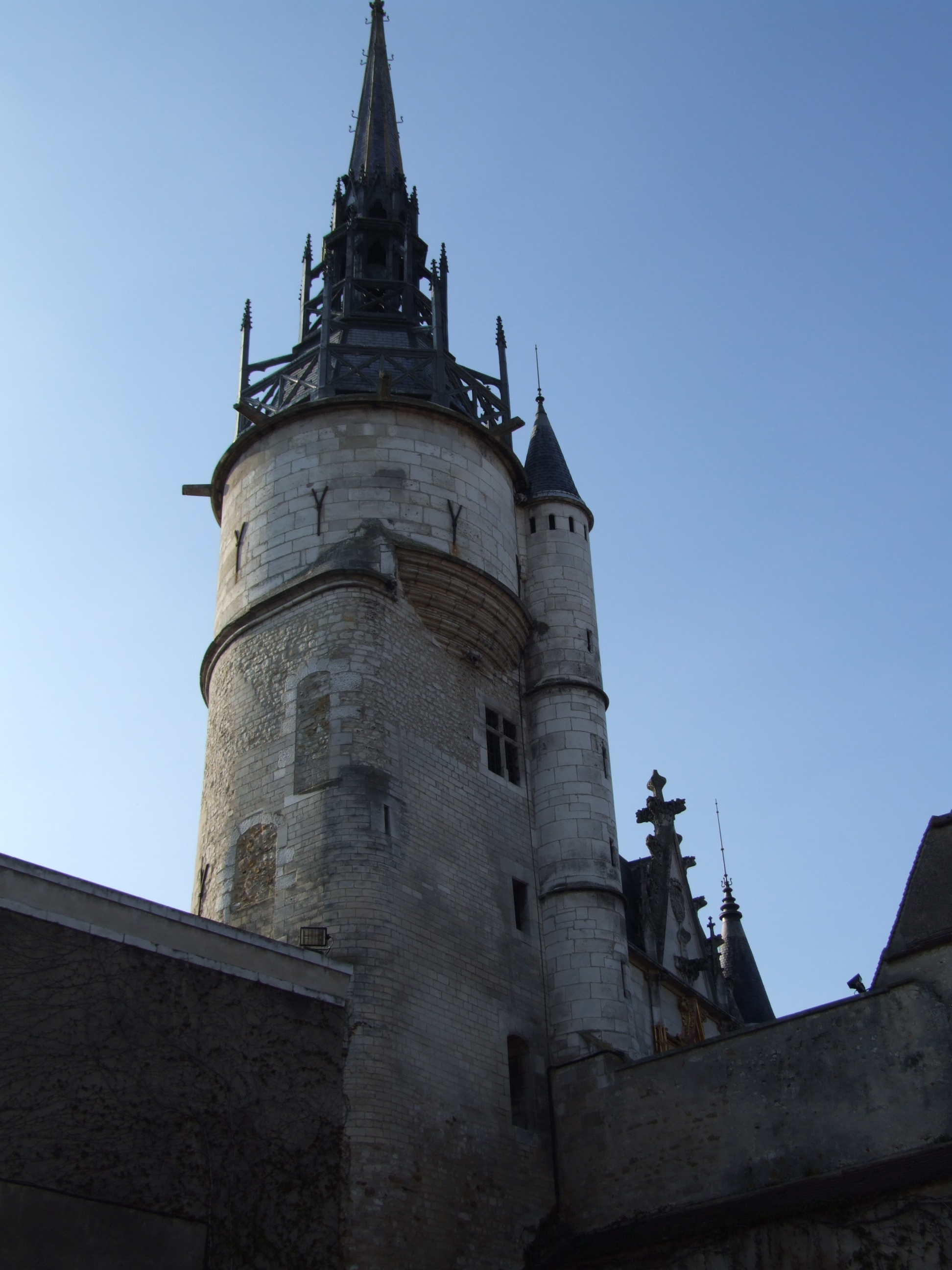
La tour de l'Horloge
(érigée vers 1485)

Villes et campagnes pansent alors leurs plaies. On relève partout les églises. Auxerre s'approvisionne en eau en dérivant les abondantes eaux de Vallan (1495). On y achève la cathédrale.
L'imprimerie est florissante (surtout à Joigny) et l'évêque Jean Baillet fait exécuter les tapisseries fameuses de l'invention des reliques de saint Étienne dont il orne la cathédrale.
Mais c'est sûrement le portail de l'évêché qui est considéré comme le plus intéressant des monuments auxerrois de la Renaissance. Il est l'œuvre de François II de Dinteville que des missions en Italie avaient familiarisé avec l'art nouveau. Il faut aussi ajouter la reconstruction de l'église Saint-Pierre et de la porte de la même abbaye, ouvrant sur la rue Joubert avec sa belle arcade Renaissance.
N'oublions pas le style des hôtels privés auxerrois du XVIe siècle qui est celui de la seconde période de la Renaissance : l'hôtel de Crole, l'hôtel Amyot ou encore l'hôtel du Cerf-Volant, qui passe pour être le plus ancien édifice civil d'Auxerre (XIVe – XVe siècles).

#### L'essor urbain duXVIesiècle
La fin des guerres de France-Bourgogne a apporté à l'Auxerrois une ère de sécurité et de prospérité au cours de laquelle le chef-lieu va se façonner au monde moderne. L'affranchissement fait de rapide progrès dans les campagnes, le commerce est actif. Auxerre s'enrichit de l'exportation de ses vins. L'aisance grandit parmi les vignerons, les voituriers par eau, et les propriétaires.
Dès le début du siècle, le développement de la construction entraîne le recul des clos monastiques au profit des lotissements. Les règlements de voirie font leur apparition. Le réseau des voies urbaines prend peu à peu la physionomie qu'il conservera jusqu'à l'époque contemporaine.
Dotée d'un maire par Charles IX en 1561, la municipalité se consacre aux tâches d'édilité, construit ou reconstruit les bâtiments publics (hôtel de ville, pont, horloge, palais de Justice, hôpital de la Maladière…).

#### Auxerre, ville ligueuse
La seconde moitié du XVIe siècle ramène les troubles. Les idées issues de la Réforme ont pénétré dans l'Auxerrois par l'Yonne et la Loire.
L'édit de 1562 interdit le culte protestant dans les villes. Les protestants auxerrois se retrouvent alors à Cravant (20 km). Aidés par le gouverneur, ils s'emparent de la ville le 27 septembre 1567. Ils s'y livrent incontinent au pillage et à la dévastation des églises.
Les catholiques récupèrent la ville l'année suivante et massacrent environ 150 réformés. Mais les querelles des princes viennent s'ajouter aux passions locales. La majorité des habitants d'Auxerre se déclare pour la Ligue contre le roi. Il faudra l'abjuration d'Henri IV et surtout la présence des troupes royales aux portes d'Auxerre pour que la ville, le 19 avril 1594, fasse sa soumission à Henri IV.

#### Auxerre sous l'Ancien Régime, de la Fronde à Port-Royal
Le château comtal étant propriété royale depuis 1370 et restant inhabité, le siège du bailliage y est transféré. Le 13 mars 1578 Henri III autorise la municipalité à y stocker artillerie, munitions et arsenal. En 1602 la ville en reçoit la concession pour y établir le palais de justice.
Les abus de la fiscalité, les intempéries, la peste et la réapparition de la lèpre, éprouvent les Auxerrois depuis le début du siècle. D'inspiration médiocre, la municipalité s'épuise en procès multipliés.
Les troubles armés réapparaissent avec la Fronde. Auxerre tient pour le roi et résiste à l'assaut de Condé. Mais le va-et-vient des troupes des deux partis, le brigandage, laissent le pays ravagé. Économiquement, le XVIIIe siècle est décevant. Lors de la famine de 1709, on dénombre à Auxerre 3 000 pauvres. Aussi la fin du siècle accuse-t-elle un sérieux recul démographique.
Cependant vers 1750, le pouvoir se préoccupe de l'extension et de la restauration des voies de communication dont l'état est lamentable. L'aménagement des anciennes fortifications en promenades publiques débute en 1732. L'éclairage public fait aussi une timide apparition en 1788 avec deux lanternes.
La grande querelle des théologiens sur la prédestination et la grâce, après avoir opposé les catholiques aux protestants, vient à diviser les catholiques eux-mêmes. Fidèle aux idées de Port-Royal, Charles de Caylus, évêque d'Auxerre, entraîne avec lui la majorité de son clergé.
Le diocèse d'Auxerre, « refuge des pécheurs », accueille les prêtres persécutés et s'attire les foudres du gouvernement pour son action clandestine. Les séquelles du jansénisme marquent durablement l'Auxerrois. L'ostracisme contre les prêtres jansénistes, la défiance des populations contre leurs successeurs, la pénurie de prêtres après la Révolution, favorisent, jusqu'à la Restauration, le développement d'un « culte laïcal » déchristianisateur et d'un anticléricalisme qui ne faiblit qu'au XXe siècle.

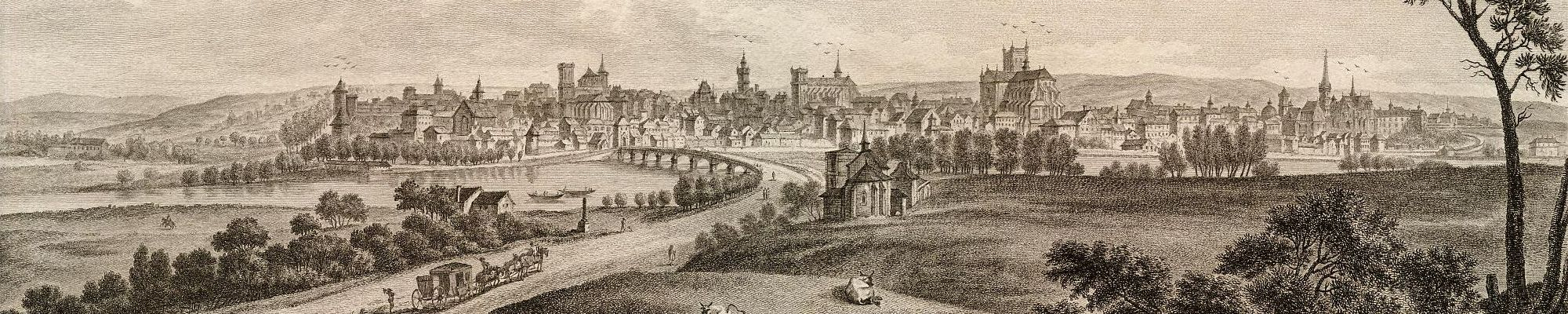
Vue de la ville d'Auxerre, sur le grand chemin de Dijon par Jean-Baptiste Lallemand.

### Époque contemporaine

#### Révolution française
La convocation des États généraux, l'élection des députés du Tiers (23 mars 1789), se font, à Auxerre, dans l'enthousiasme. En 1790, le découpage administratif du pays entraîne la laborieuse création du département de l'Yonne. Peu après, le diocèse d'Auxerre est supprimé.
L'histoire révolutionnaire auxerroise a su éviter d'être sanglante excepté le meurtre accidentel de deux gardes nationaux en 1792. Les passions, sans doute, ne donnèrent le cours qu'elles eurent ailleurs : incarcérations, persécution du clergé, fermeture, démolition des églises (Saint-Loup, N.D.-la-d'Hors, Saint-Regnobert…), leur affectation au culte révolutionnaire, aux clubs, à des services publics. Sur l'air de Jean de Nivelle, les Auxerrois ont popularisé la figure pittoresque et agitée de Guillaume Roussel (le fameux Cadet Roussel), Auxerrois d'adoption, que ses attitudes dans les manifestations et cortèges révolutionnaires ont rendu célèbre.

### XIXesiècle
L'invasion de 1814 amène les Autrichiens à Auxerre, reprise par les troupes françaises, occupée à nouveau après les adieux de Fontainebleau. Retour de l'île d'Elbe, Napoléon arrive à Auxerre le 17 mars 1815, loge deux jours à la préfecture auprès du préfet Gamot, beau-frère du maréchal Ney. L'empereur et le maréchal se rencontrent le 18 mars. L'Empereur passe en revue les troupes de Ney venues se joindre à lui.
Enfant d'Auxerrois, né à Annoux, écolier du collège d'Auxerre, volontaire de 1792, Davout fut l'un des meilleurs[réf. souhaitée] lieutenants de Napoléon (statue Davout érigée sur les promenades). La ville montre de nombreuses sympathies bonapartistes pendant plusieurs décennies. La célébrité du capitaine Jean-Roch Coignet y a sans doute été pour beaucoup. Natif de l'Yonne, Coignet est aussi un véritable héros des guerres de l'Empire (il meurt en 1860).
L'histoire d'Auxerre se poursuit, au XIXe siècle, à l'unisson de l'histoire nationale.
En 1838, la ville est l'une des deux seules villes de garnison du département avec Joigny. Elle héberge la 15e Compagnie de fusiliers vétérans.
En 1848, la ville se tient au bord des manifestations séditieuses. L'opinion républicaine libérale et socialiste a de vigoureuses racines dans la région. La répression politique de 1852 y sera sévère. Entre-temps, la ville a fait toilette. On pousse au pavage des rues et l'aménagement des promenades s'achève. En 1866, Napoléon III est accueilli en visiteur à l'occasion d'un concours agricole régional. À la charnière des siècles, les promenades publiques se garnissent de vastes demeures agrémentées de parcs et de jardins.
Le 20 décembre 1870, durant la guerre franco-allemande, l'artillerie prussienne bombarde la ville qui se rend rapidement aux assiégeants. Auxerre est occupée par 7 à 8 000 soldats prussiens commandés par le général Heinrich Adolf von Zastrow jusqu'au 28 décembre 1870, date à laquelle les prussiens l'évacuent. La ville est de nouveau brièvement occupée par les prussiens du 6 au 9 janvier 1871.

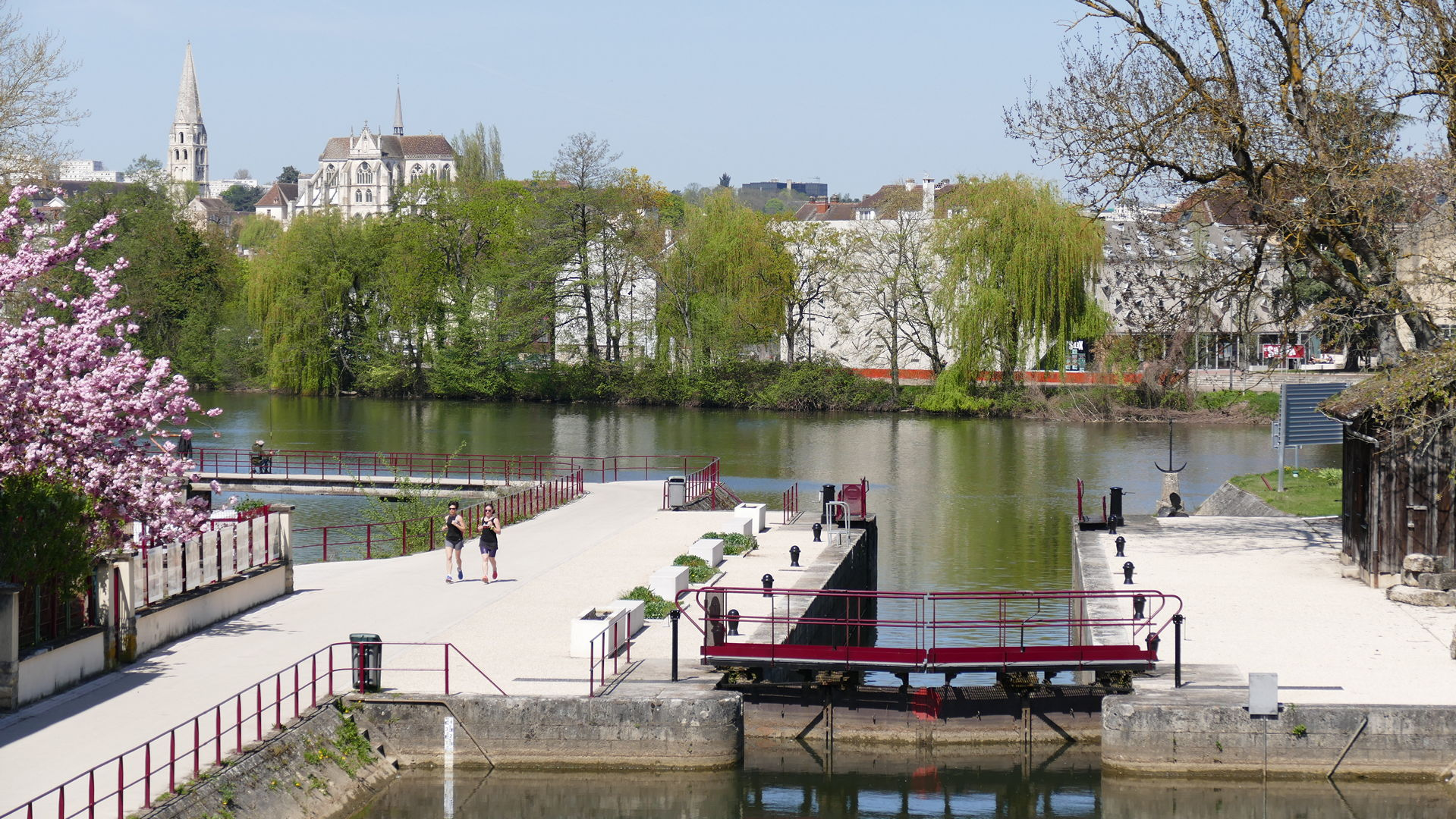
Écluse du Batardeau

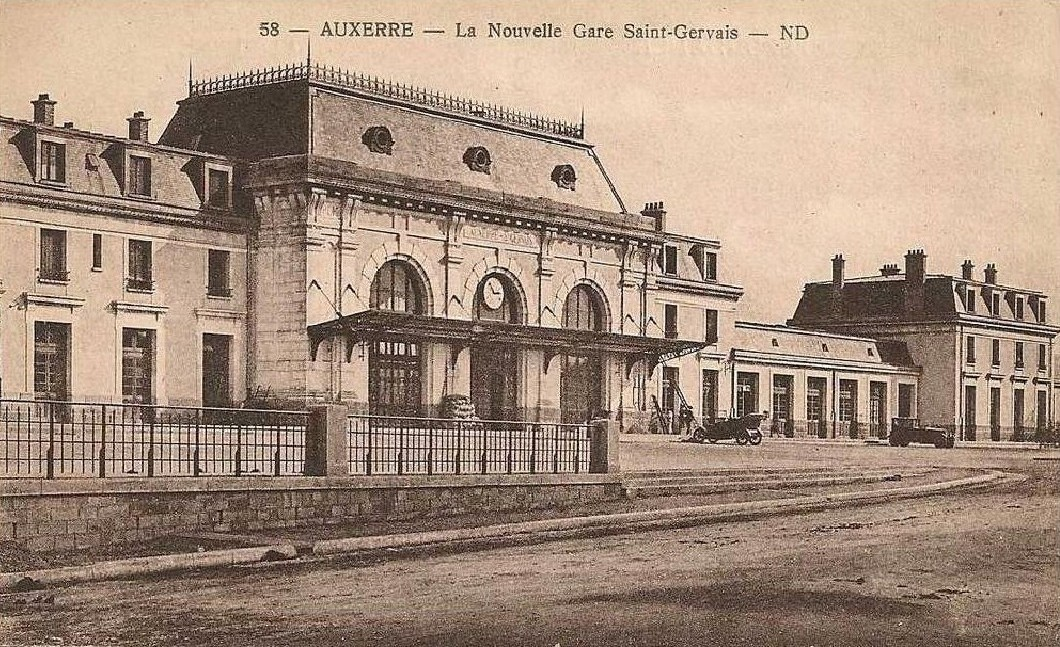
Nouvelle gare Saint-Gervais
vers 1930

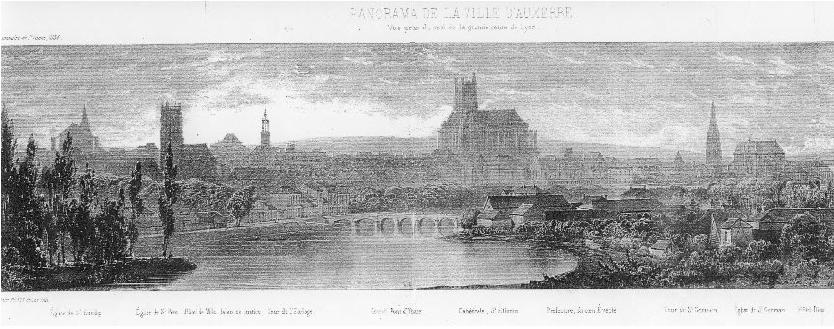
Auxerre en 1854

### XXesiècle
Les guerres apportent à Auxerre leurs émotions et leurs deuils. Le 21 décembre 1870, le drapeau blanc est hissé au sommet de la cathédrale après un bombardement. Les bombardements allemands de 1940 entraînent la destruction d'une partie du quartier du Pont. En août 1944, la ville est libérée par les troupes du maréchal Leclerc. 

Deux monuments commémorent les morts et victimes de ces périodes néfastes (place de l'arquebuse et place Saint-Amâtre). En août 1945, la 101e division aéroportée américaine (Screaming Eagles) y installe un camp (ainsi que dans les villes de Sens et de Joigny). Elle y reste jusqu'au 30 novembre de la même année, jour de sa démobilisation.
De 1932 à 1970, la base aérienne 177 Auxerre forme des générations de sous-officiers techniciens de haut niveau, à l'école des télémécaniciens (BEST/Base École des Spécialistes en Télécommunications).
La commune de Vaux fusionne avec Auxerre le 1er octobre 1972.

## Politique et administration

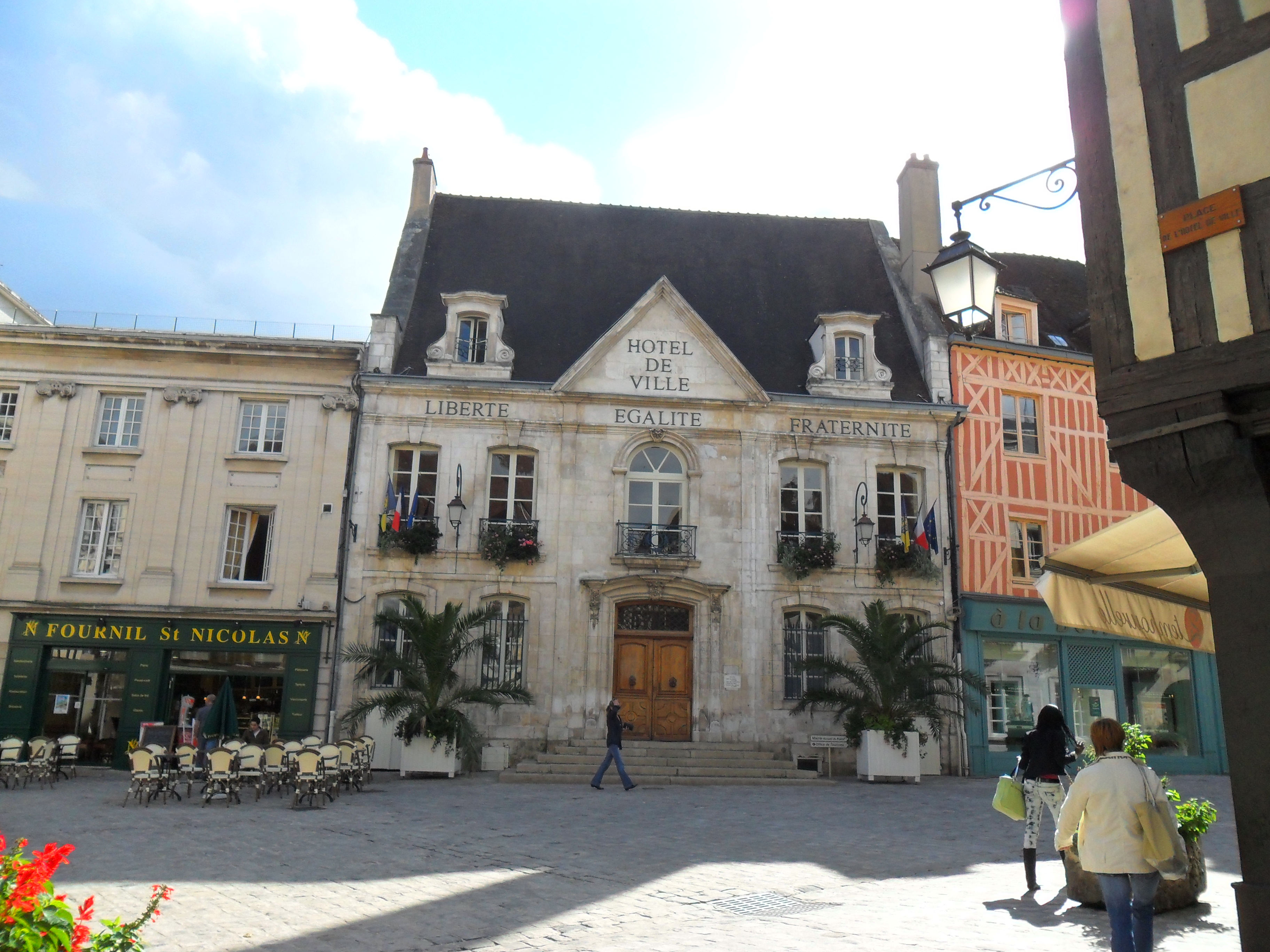
Mairie d'Auxerre

### Situation administrative
D'un point de vue administratif, Auxerre est la préfecture et le chef-lieu du département de l'Yonne. Elle est aussi chef-lieu de l'arrondissement d'Auxerre et est le centre de plusieurs cantons qui s’étendent également sur les communes voisines :
- Auxerre-1 ;
- Auxerre-2 ;
- Auxerre-3 ;
- Auxerre-4.

Auxerre est membre de la communauté d'agglomération de l'Auxerrois, dont elle est le siège, et qui compte vingt-et-une communes. Cette intercommunalité a été créée en 2005.
Auxerre relève de la première circonscription législative de l'Yonne, dont le député est Guillaume Larrivé depuis les élections législatives de 2012.

### Tendances politiques et résultats
Les résultats du 2e tour de l'élection présidentielle à Auxerre sont les suivants : Emmanuel Macron (En Marche!) arrive en tête du scrutin, avec 70,08 % des suffrages exprimés. Il devance Marine Le Pen (FN) qui récolte 29,92 % des voix.
Au 1er tour à Auxerre, Emmanuel Macron (En Marche!) était également arrivé en première position avec 25,24 % des votes.
On observe un vote blanc à hauteur de 9,28 %, ainsi que 2,68 % de votes nuls.

### Administration municipale
Le nombre d'habitants au dernier recensement étant compris entre 30 000 et 39 999, le nombre de membres du conseil municipal est de 39.
Lors des élections municipales en 2020, et à l’issue du premier tour, la liste Divers droite menée par Crescent Marault (DVD) est en tête, devant celle menée par le maire en poste depuis 20 ans, Guy Férez (DVG) ainsi que les écologistes Maud Navarre et Denis Roycourt, tous trois en position de se maintenir. Pour le second tour, Férez et Navarre fusionnent leurs listes pour constituer « L’Assurance d’une transition sereine », tandis que Roycourt maintient sa liste « Auxerre Écologie ».
Le second tour a lieu trois mois après le premier, en raison du confinement dû à la crise sanitaire du Coronavirus. Crescent Marault et sa liste arrivent en tête dans la ville avec 49,02%. Le Maire sortant Guy Férez est battu avec 38,43%, de même que Denis Roycourt qui récolte seulement 12,54% des voix.
Pour la mandature 2020-2026, le Maire est Crescent Marault (DVD). Le Conseil Municipal est composé de 39 membres : 30 pour la liste « Soyons fiers d’Auxerre », 7 pour la liste « L’Assurance d’une transition sereine » et 2 pour la liste « Auxerre Écologie ».
Crescent Marault est condamné en décembre 2021 pour prise illégale d'intérêt après que son entreprise de mobilier ait participé à un marché public de la commune voisine de Saint-Georges-sur-Baulche, alors qu'il en était maire.
Il conserve ses fonctions de maire d'Auxerre, comme le jugement l'y autorise.

### Liste des maires
Six maires différents se sont succédé à Auxerre depuis 1945. Parmi eux, trois ont effectué plusieurs mandats. Un maire a effectué cinq mandats de suite, il s'agit de Jean-Pierre Soisson, en poste de 1971 à 1998. Jean Moreau a lui aussi assuré cinq mandats mais à trois périodes différentes (de 1941 à 1944, de 1947 à 1959 et de 1959 à 1971). Guy Férez est élu trois fois à cette fonction, en 2001, 2008 et 2014. Crescent Marault est officiellement élu Maire d'Auxerre le 5 juillet 2020. 

Quelques maires d'Auxerre
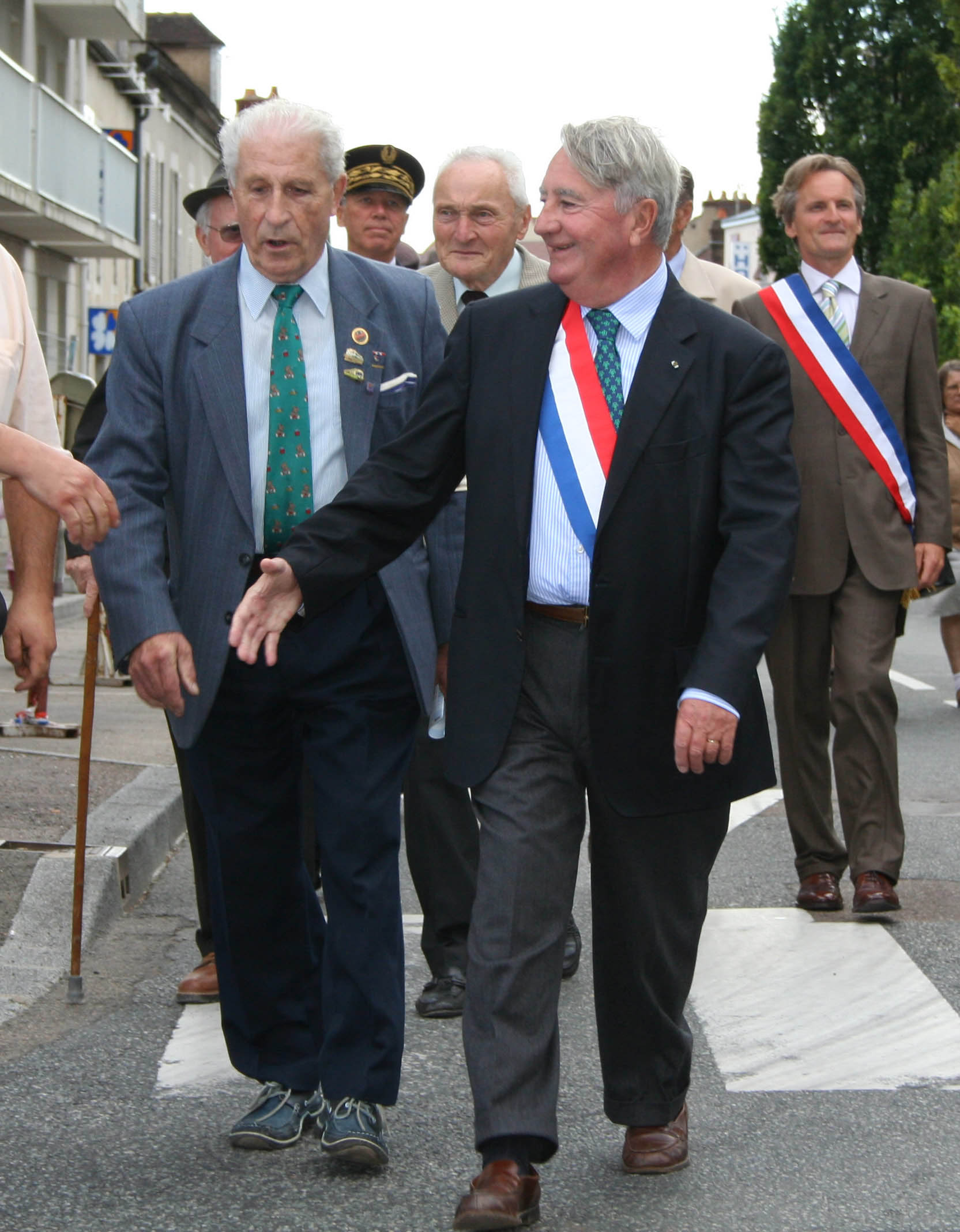
Jean-Pierre Soisson, maire de 1971 à 1998.
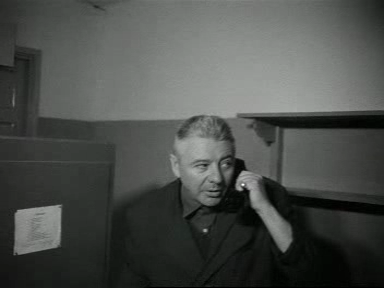
Jean Garnault, maire de 1998 à 2001.
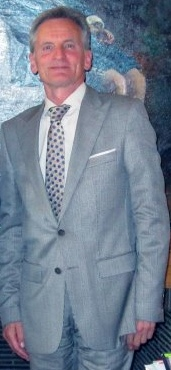
Guy Férez, maire de 2001 à 2020.

Auxerre est considérée en matière électorale comme la ville-type française en matière d’élection. Ce particularisme a valu à la ville diverses attentions, notamment le réseau France Inter et le New York Times.

### Politique environnementale
La ville a engagé une politique de développement durable en lançant une démarche d'Agenda 21 en 2006.
La ville a été récompensée par le concours des Villes et Villages Fleuris durant de nombreuses années. Cependant, elle s'en est retirée au cours des années 2000.
La ville a pour objectif d'obtenir le label Cit'ergie, qui récompense les collectivités mettant en œuvre des politiques favorables à l'environnement.
Dès 2021, la ligne 1 du réseau Léo circulera avec des bus à hydrogène.

#### Gestion des déchets
Les habitants possèdent une poubelle jaune, utilisée pour le recyclage de nombreux composants, permettant le ramassage au porte à porte. Cependant, divers points de collectes sont répartis sur le territoire.

#### Actions
La ville a engagé diverses actions quant à son éclairage public :
- remplacement des luminaires fonctionnant à l'aide d'ampoules à vapeur de mercure par des luminaires fonctionnant à l'aide d'ampoules au sodium haute pression (ces dernières sont moins énergivores) jusqu'en 2015 ;
- à partir de 2016, la ville a commencé à remplacer de nombreux luminaires à ampoules sodium haute-pression par des luminaires LED, bien moins énergivores et dont la puissance peut être ajustée en direct. De nombreuses rues sont déjà dotées de LED et plusieurs en sont équipées chaque année (les quais rénovés en 2013, rues de Preuilly, Vaux, boulevard Vaulabelle, la contre-allée du Boulevard du 11-Novembre (notamment) en 2016 ; les rues Faidherbe, des Migraines, la partie basse de l'avenue Charles de Gaulle, ainsi que le quai du Batardeau en 2018) ;
- suppression des lampadaires « boules », qui sont accusés de mieux éclairer le ciel que le sol.

Auxerre sera desservie progressivement par des trains à hydrogène. Le premier doit être mis en service en 2022.
À partir de 2021, les véhicules de la ligne 1 de transports urbains fonctionneront à l'hydrogène.
Plantation d'arbres lors de divers réaménagements, afin de lutter contre les îlots de chaleur en été, notamment. Cela a été fait lors du réaménagement de la Porte de Paris par exemple.

#### Espaces verts

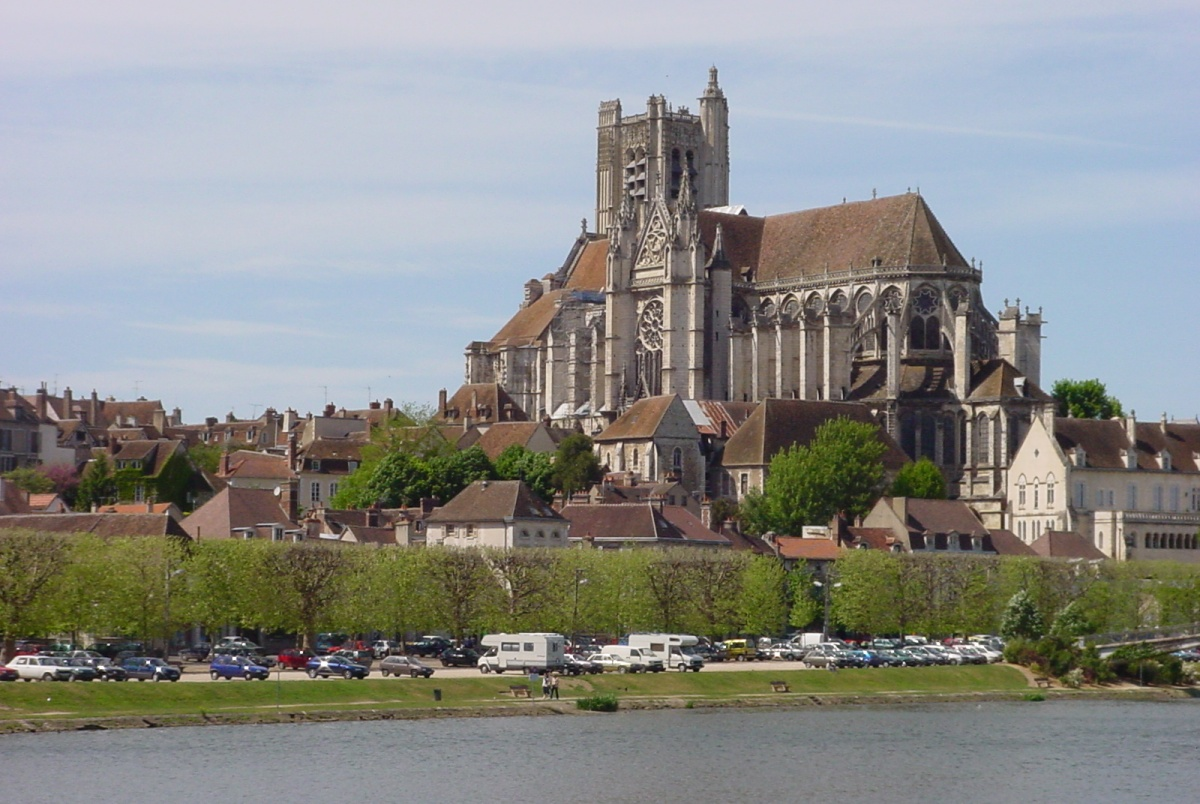
Cathédrale Saint-Étienne

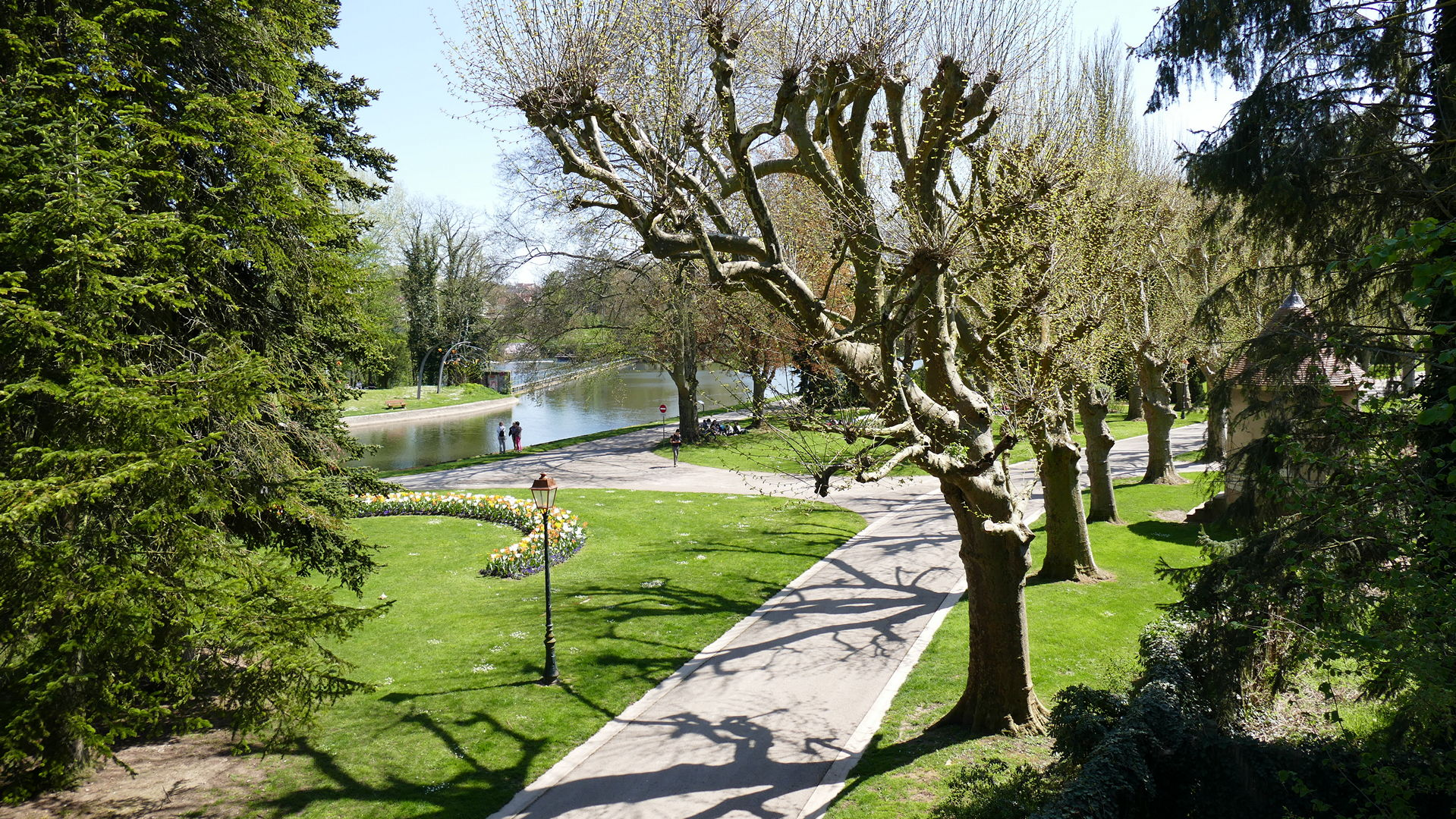
Parc de l’Arbre-Sec

Auxerre a été récompensée par la distinction Grand Prix et quatre fleurs au Concours des villes et villages fleuris durant de nombreuses années. Cependant, elle n'y est aujourd'hui plus inscrite.
- Les jardins de l’abbaye Saint-Germain : autrefois lieu de méditation et de repos dans l’ancienne abbaye, ancien verger et potager, les jardins balisent désormais l’entrée du musée. Une terrasse permet des animations d’été où le public découvre l’art de la botanique.
- Les Promenades : sous la pression des Auxerrois frustrés de ne pas pouvoir accéder au jardin du Chevalier-de-l’Arquebuse, est créé ce « boulevard vert » en lieu et place des anciennes fortifications du centre-ville. Rangées de parterres fleuris, de pelouses et de tilleuls, les Promenades offrent également un jardin à la française sur le site de l’Arquebuse.
- Jardin du Muséum : sur le site du Muséum d’Histoire naturelle de la ville d’Auxerre est créé un magnifique jardin à la française aux espèces aussi superbes qu’exotiques. Situé sur les boulevards périphériques du centre-ville, le jardin du muséum offre au public de nombreuses animations et expositions.
- Parc des Maréchaux : parc privé situé dans un hôtel proche du Muséum, son nom est tiré de l’avenue Foch sur laquelle il s'ouvre.
- Square Leblanc-Duvernoy : square situé dans l’hypercentre d’Auxerre, le square Leblanc-Duvernoy est un corridor vert qui mène au musée de la Faïence.
- Arboretum Darnus-Rantheaume : d'une surface de 3 ha, cet espace naturel offre à deux pas du centre-ville une flore magnifique et variée ainsi qu’un espace de jeux et de détente pour le public.
- Les Plaines de l’Yonne : Promenade de plus d’1,5 km allant de l’île aux Plaisirs jusqu’au site d’Auxerrexpo, cette promenade offre au visiteur une faune et une flore riche le long de la rivière.
- Le chemin de halage : autrefois, les chevaux y tiraient les péniches. Désormais, ce chemin qui longe l’Yonne et le canal du Nivernais est fréquenté par les joggers, promeneurs et vététistes. À partir du parc de l’Arbre-Sec, on peut longer la rivière jusqu’au département de la Nièvre, 60 km plus au sud.
- Parc de l’Arbre-Sec : avec ses 25 hectares, le parc de l’Arbre-Sec est « le » poumon vert de la ville et son plus grand espace vert. Situé au bord de l’Yonne, on y accède par une allée de platanes. Outre ses espaces de loisirs, l’Arbre-Sec contient plus de 300 arbres et 7500 plantes[111].
- Le square de Roscoff : sur l’emplacement d’un ancien monastère, le square de Roscoff est bordé par l’Yonne. Situé sur la rive droite, il offre sans doute l’une des plus belles vues sur les monuments d’Auxerre. On y accède par une passerelle depuis le quartier de « La Marine ». Il accueille les manifestations du 14 juillet autour du port de plaisance.
- Coulée verte : une promenade sur un chemin naturel préservé où la flore est très riche et la vue imprenable, chemin d’agrément de 4 km qui emprunte l’ancienne ligne de chemin de fer Auxerre-Gien et qui va de la gare SNCF à la route de Toucy. À terme il fera le tour de la ville, en passant derrière les Brichères, les quartiers Sainte-Geneviève et Saint-Siméon, avant de redescendre le long des quais de l’Yonne, côté rive droite, et rejoindre la gare SNCF. La Coulée verte traversera également les îles du Moulin du Président, un parc naturel de quatre hectares que la ville vient d’acquérir. Une fois terminée, une promenade de quinze kilomètres s’offrira aux Auxerrois et à ses visiteurs, soit quatre heures de marche en pleine nature[112].
- Campagne icaunaise : l’Yonne offre de multiples paysages naturels, tels les vignobles du Chablisien, au sud du département et aux portes du Morvan : le château de Chastellux et Vézelay, à l’est les châteaux d'Ancy-le-Franc et de Tanlay, le village de Noyers. Au sud-ouest, la Puisaye, le chantier médiéval de Guédelon et le château de Saint-Fargeau, etc.

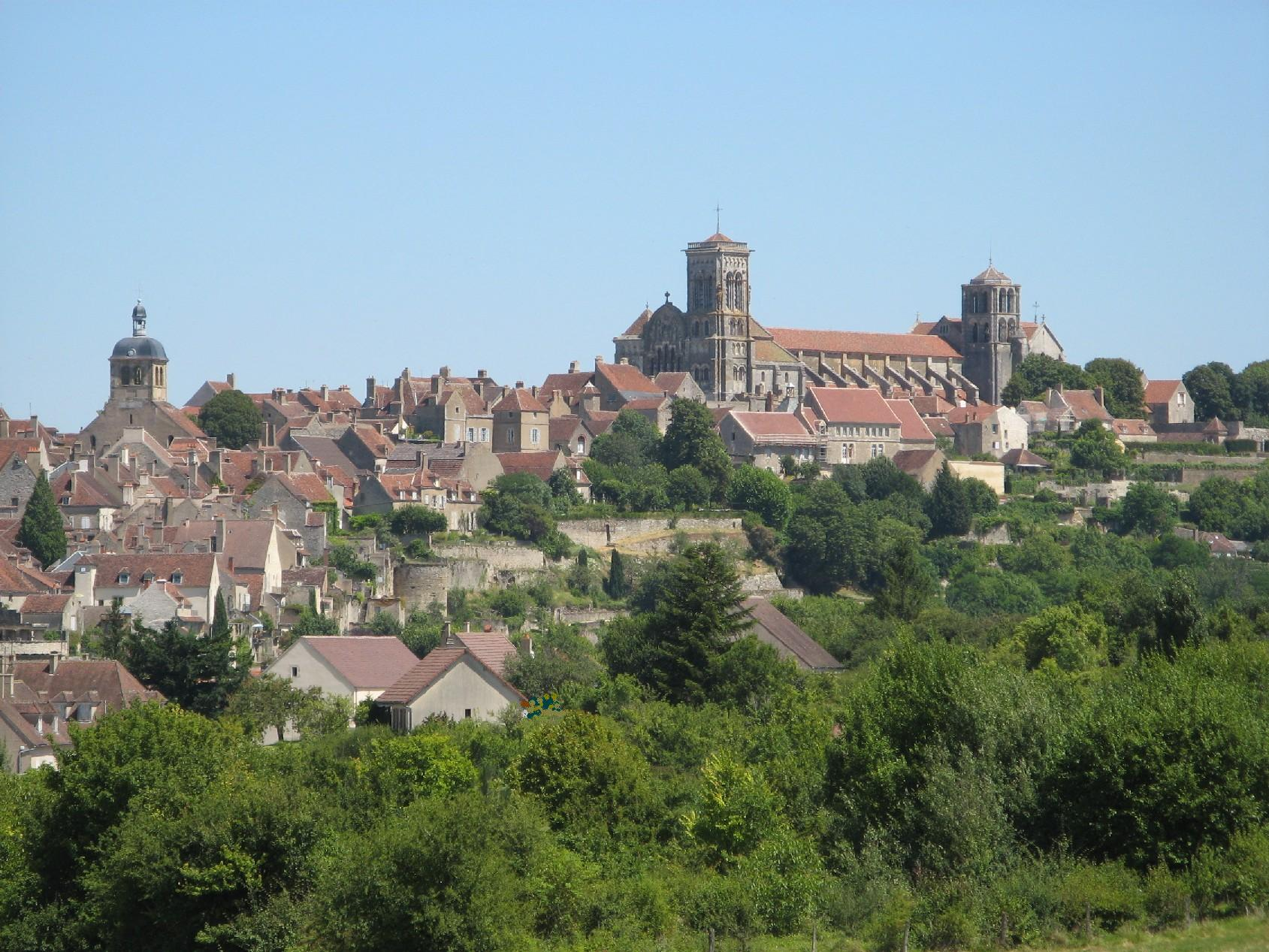
Vézelay et sa basilique
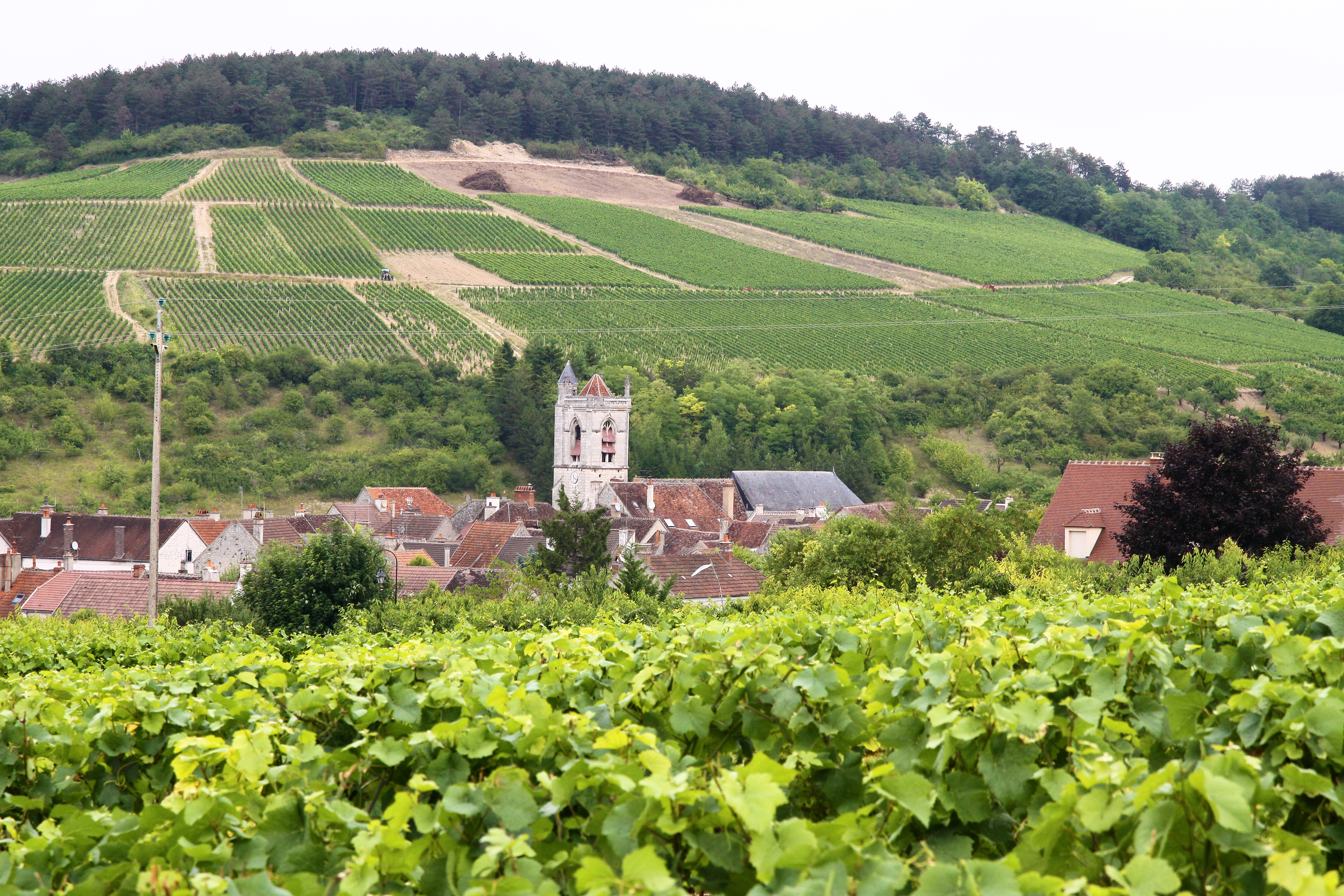
Village et vignoble d'Irancy
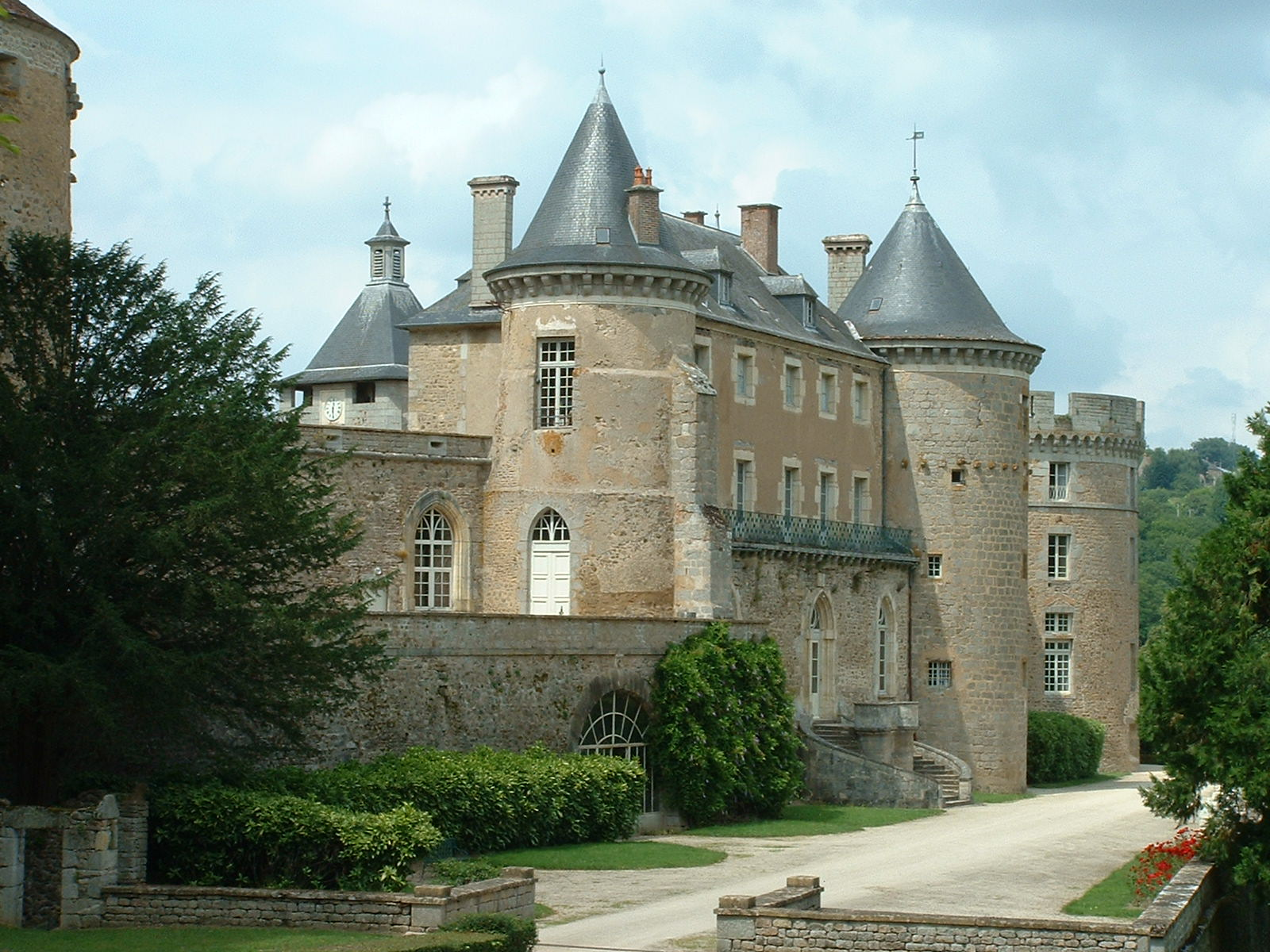
Château de Chastellux
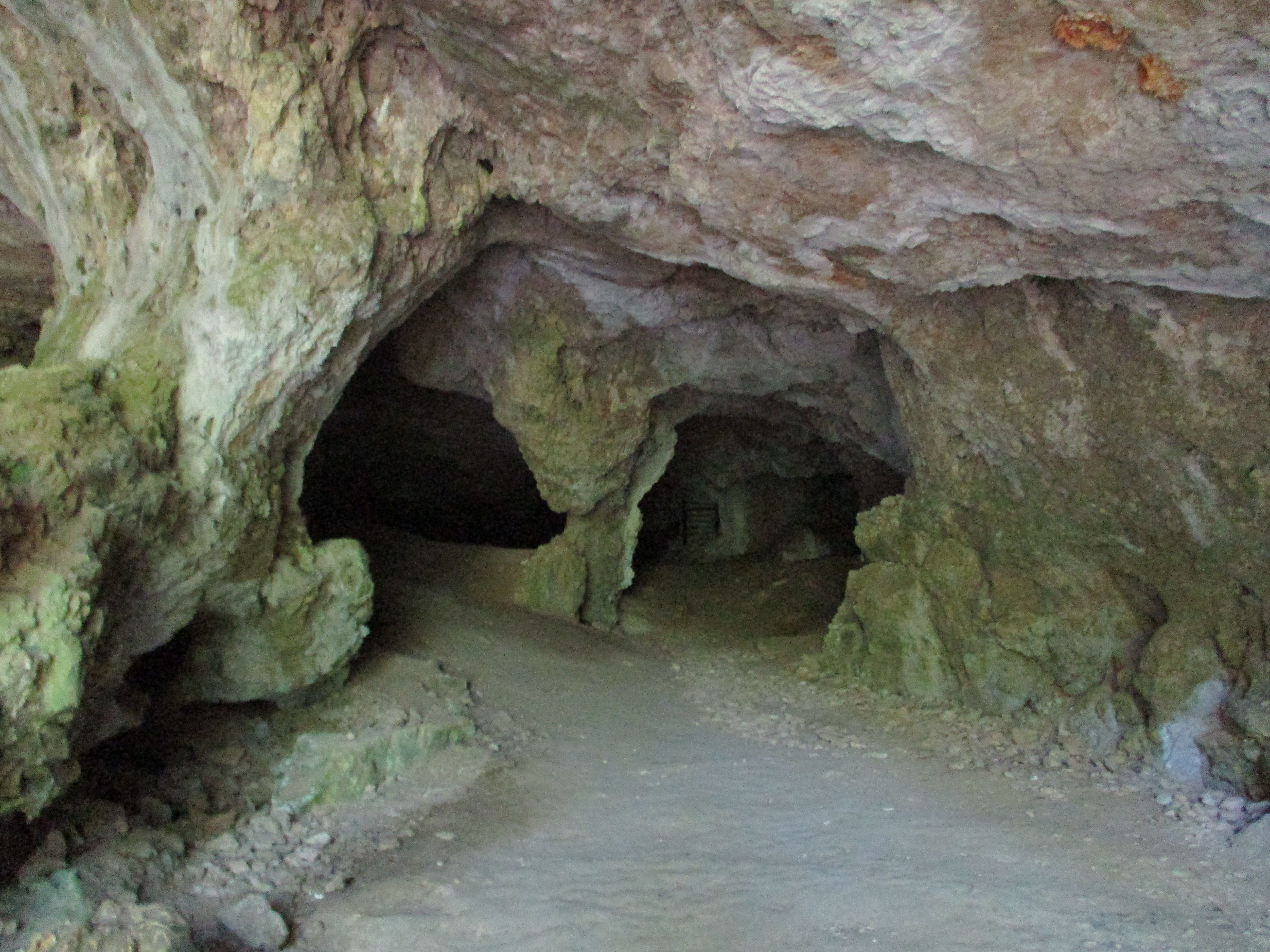
Grottes d'Arcy-sur-Cure
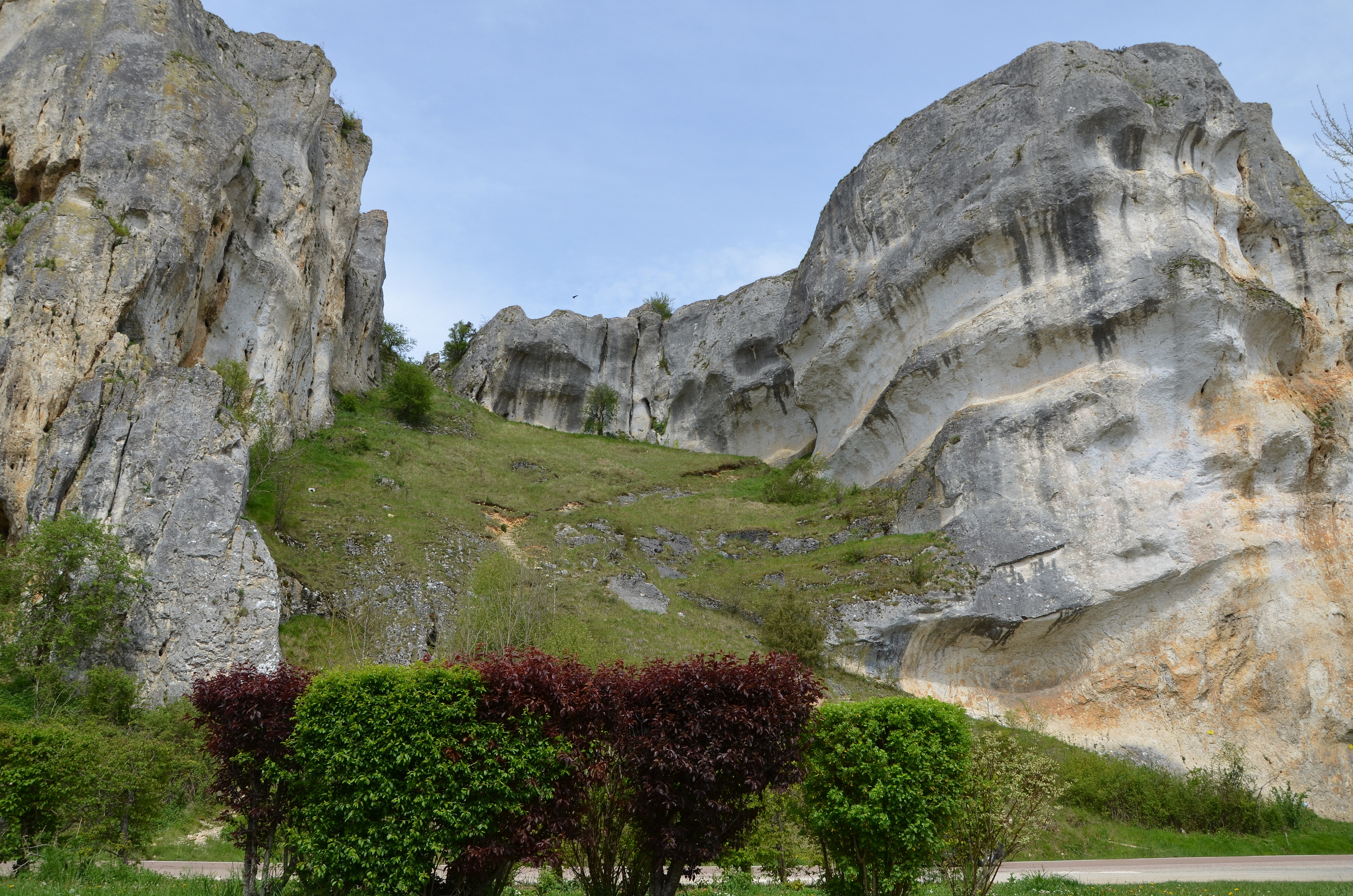
Site d’escalade du Rocher du Saussois
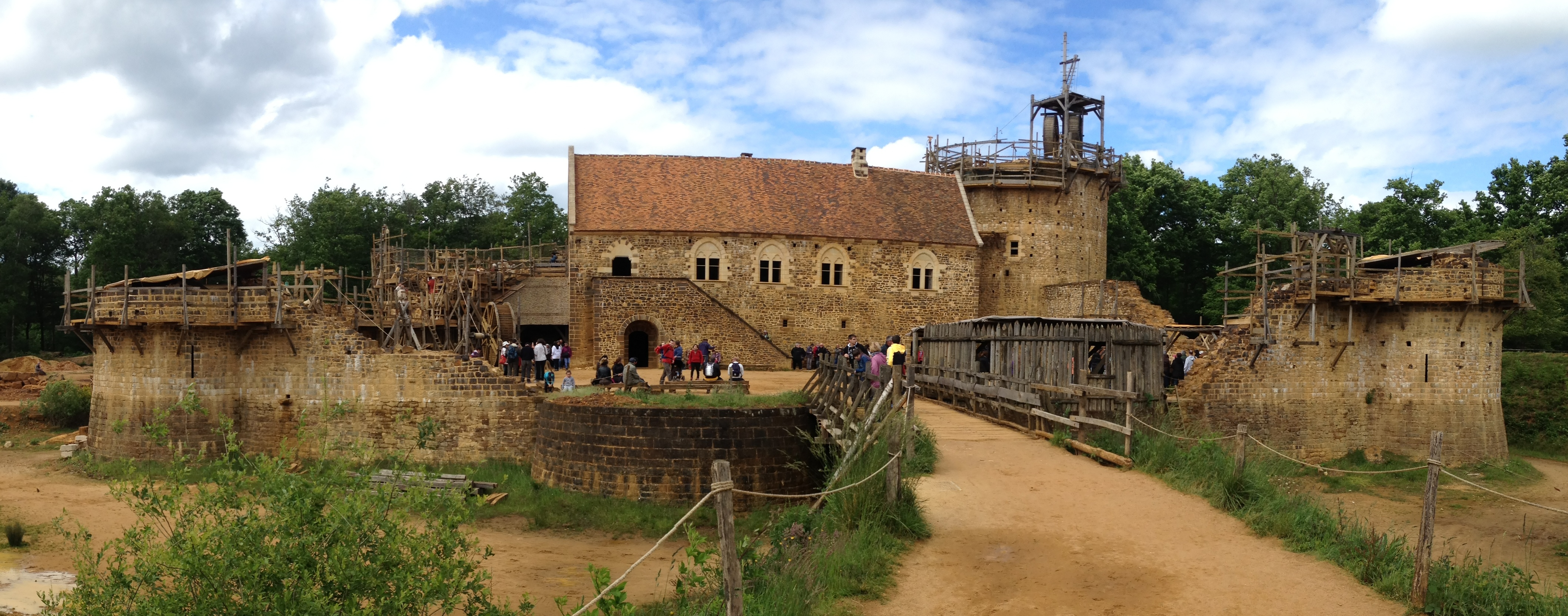
Chantier médiéval de Guédelon
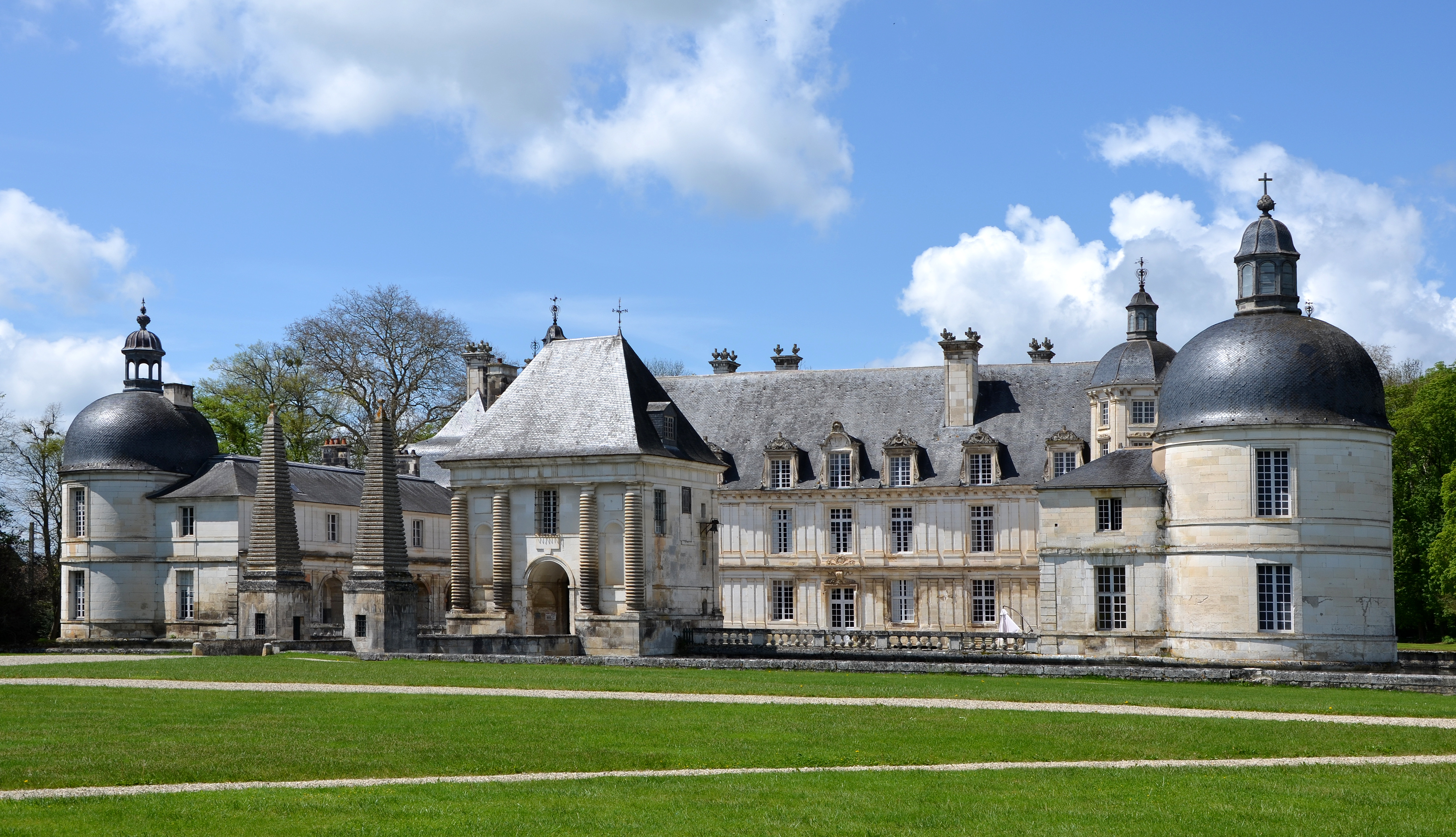
Château de Tanlay
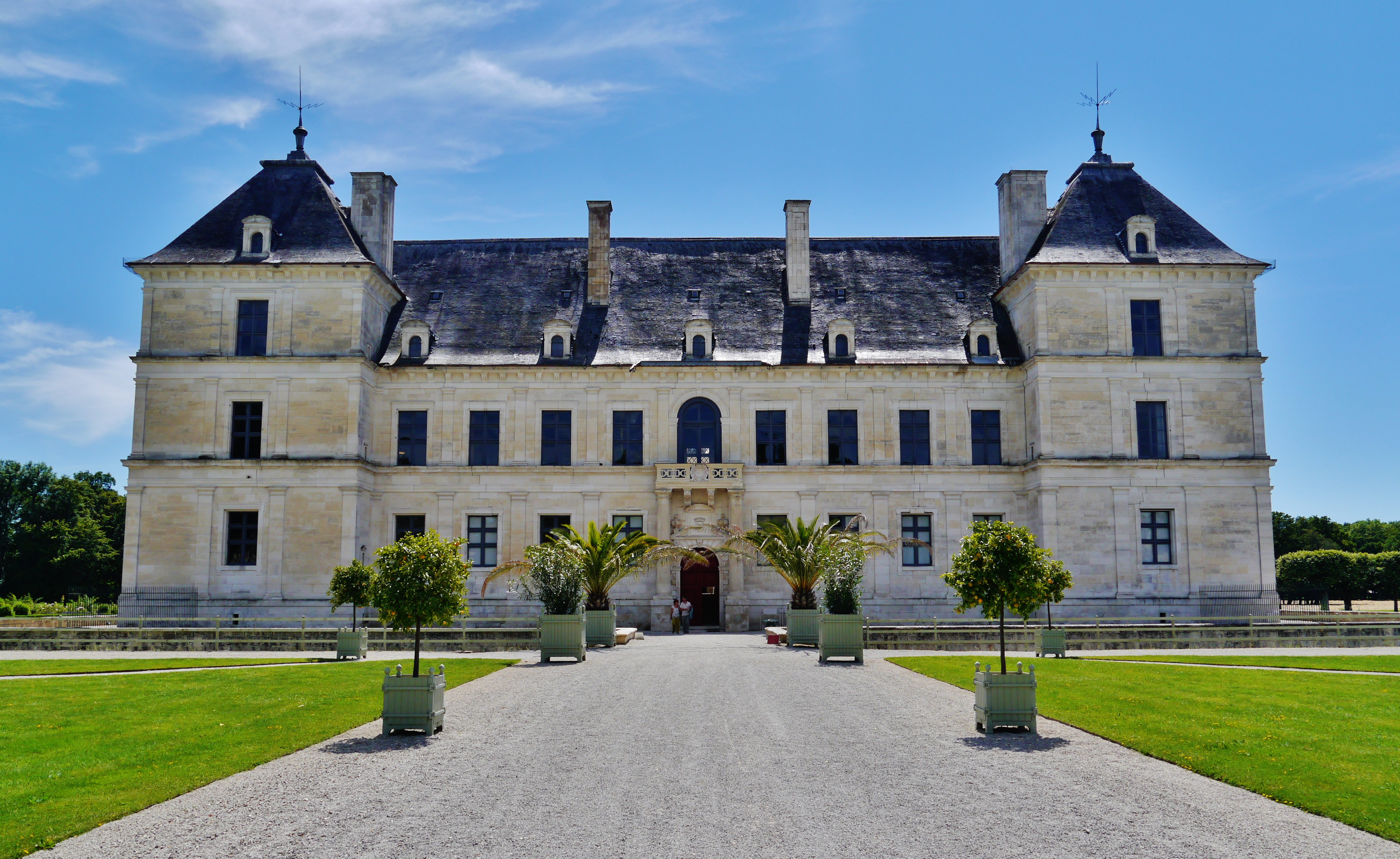
Château d'Ancy-le-Franc
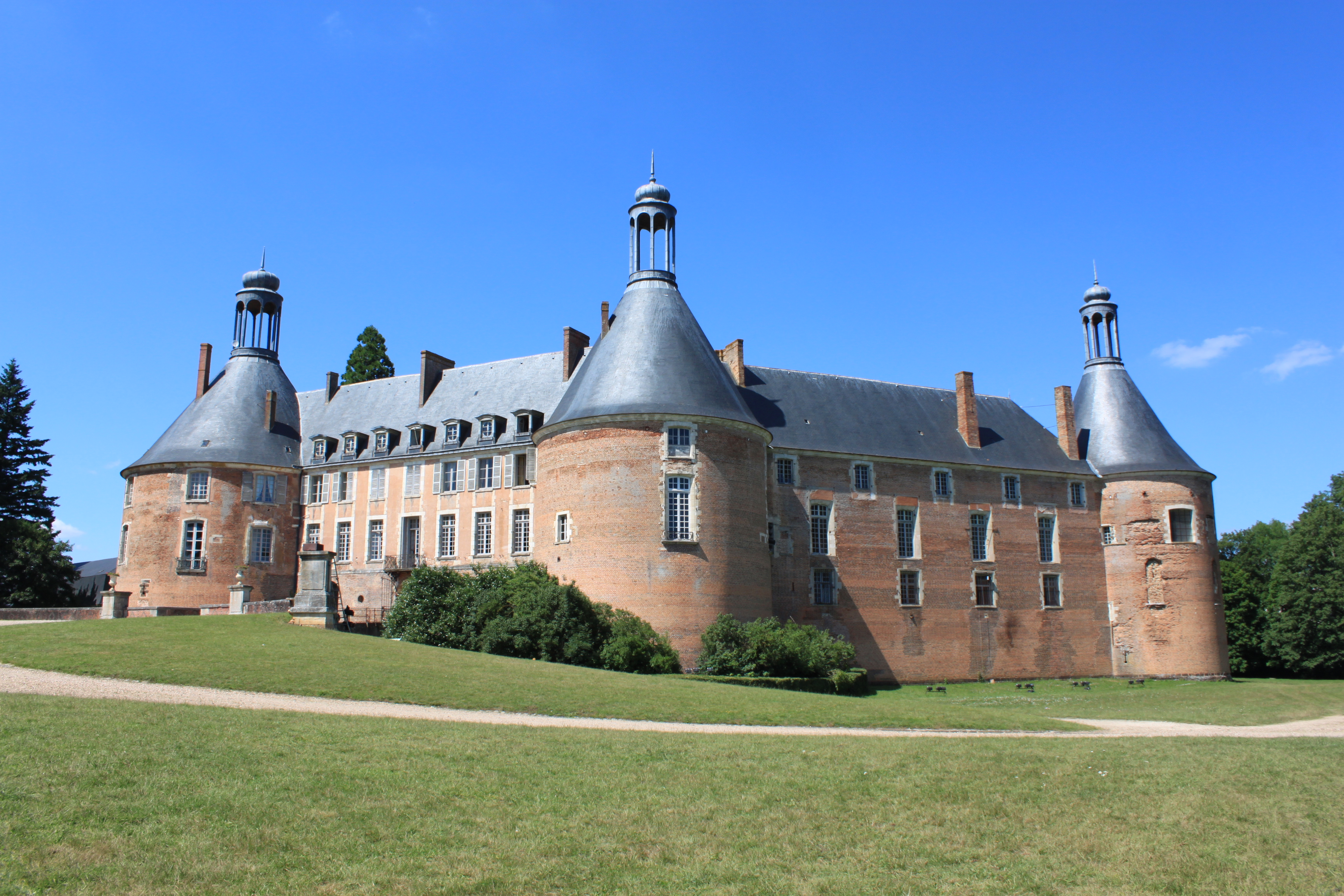
Château de Saint-Fargeau
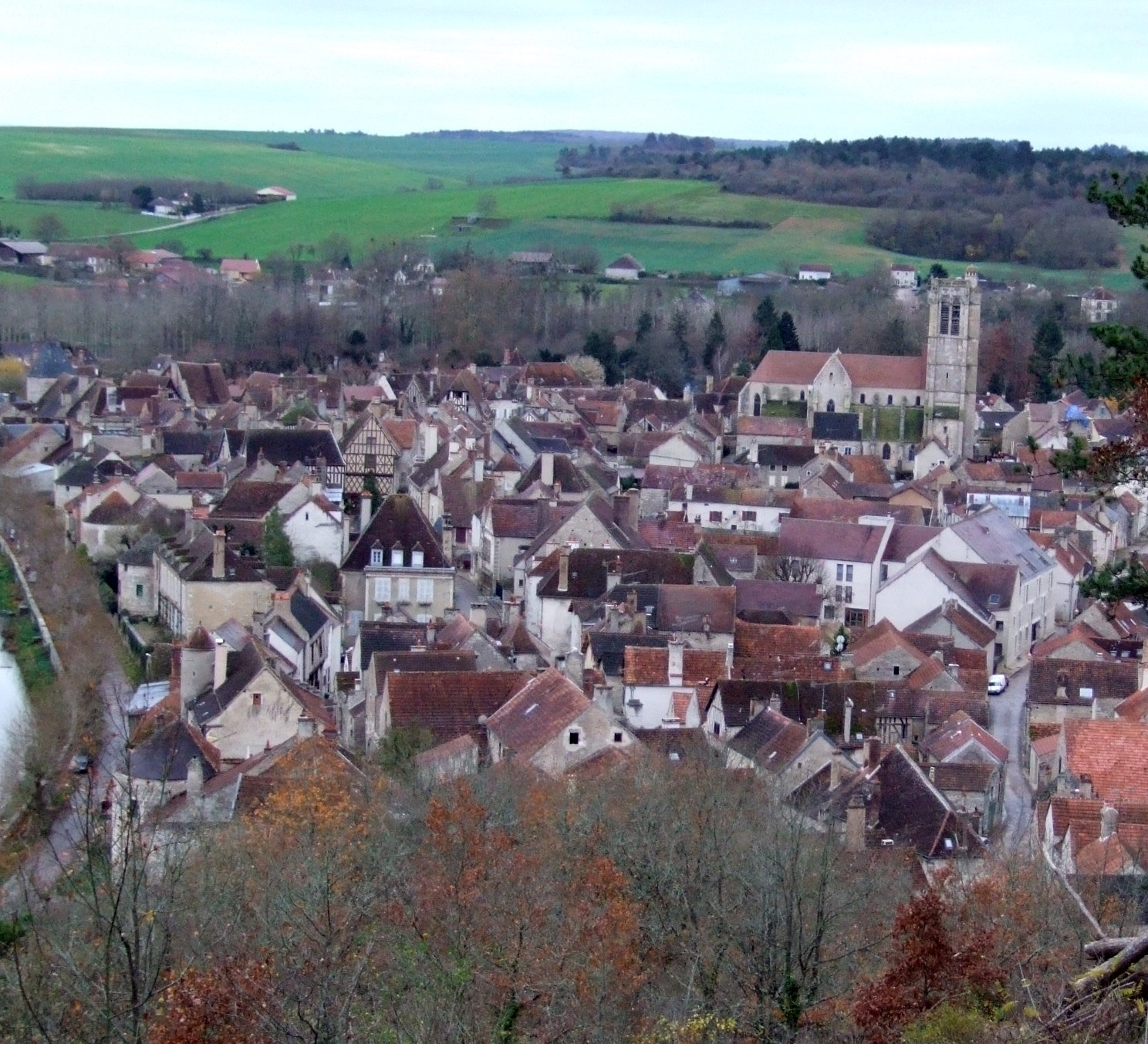
Village de Noyers (un des « plus beaux villages de France »)
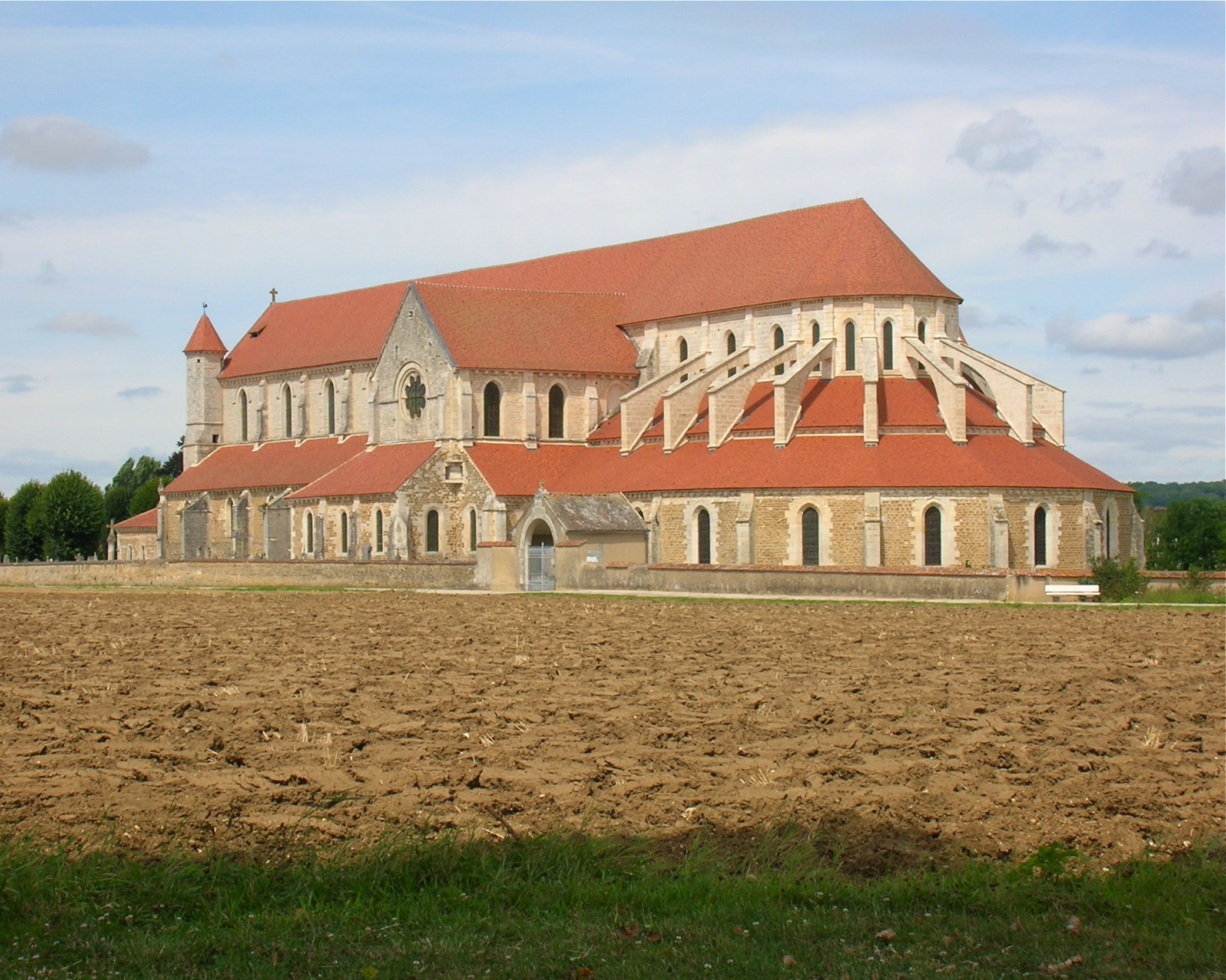
Abbaye de Pontigny
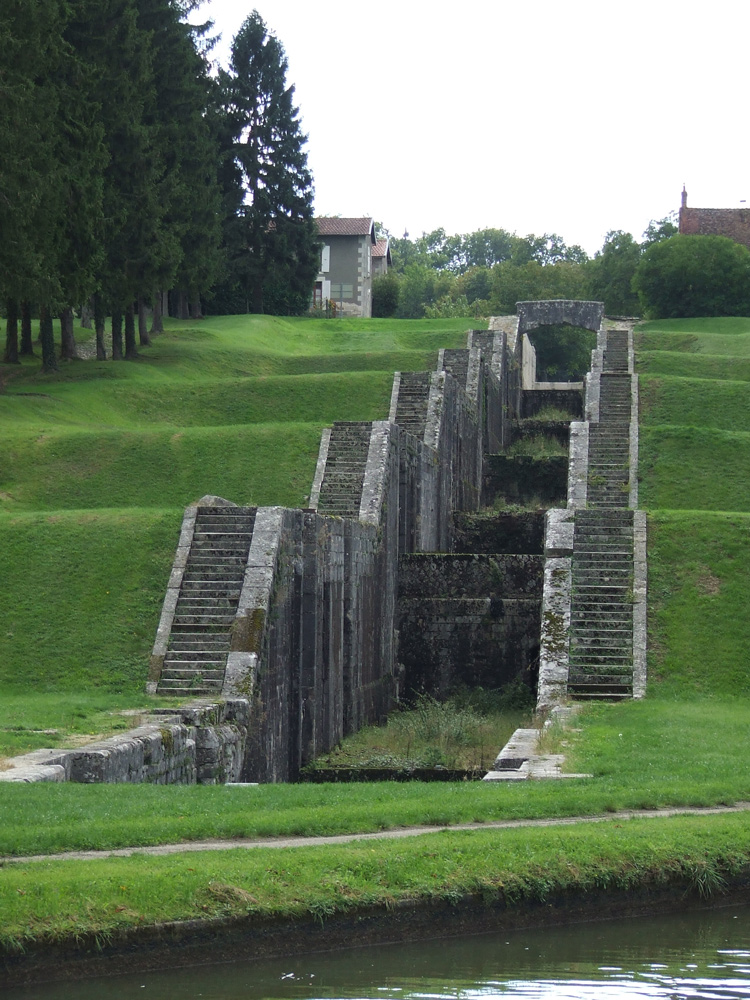
Rogny-les-Sept-Écluses
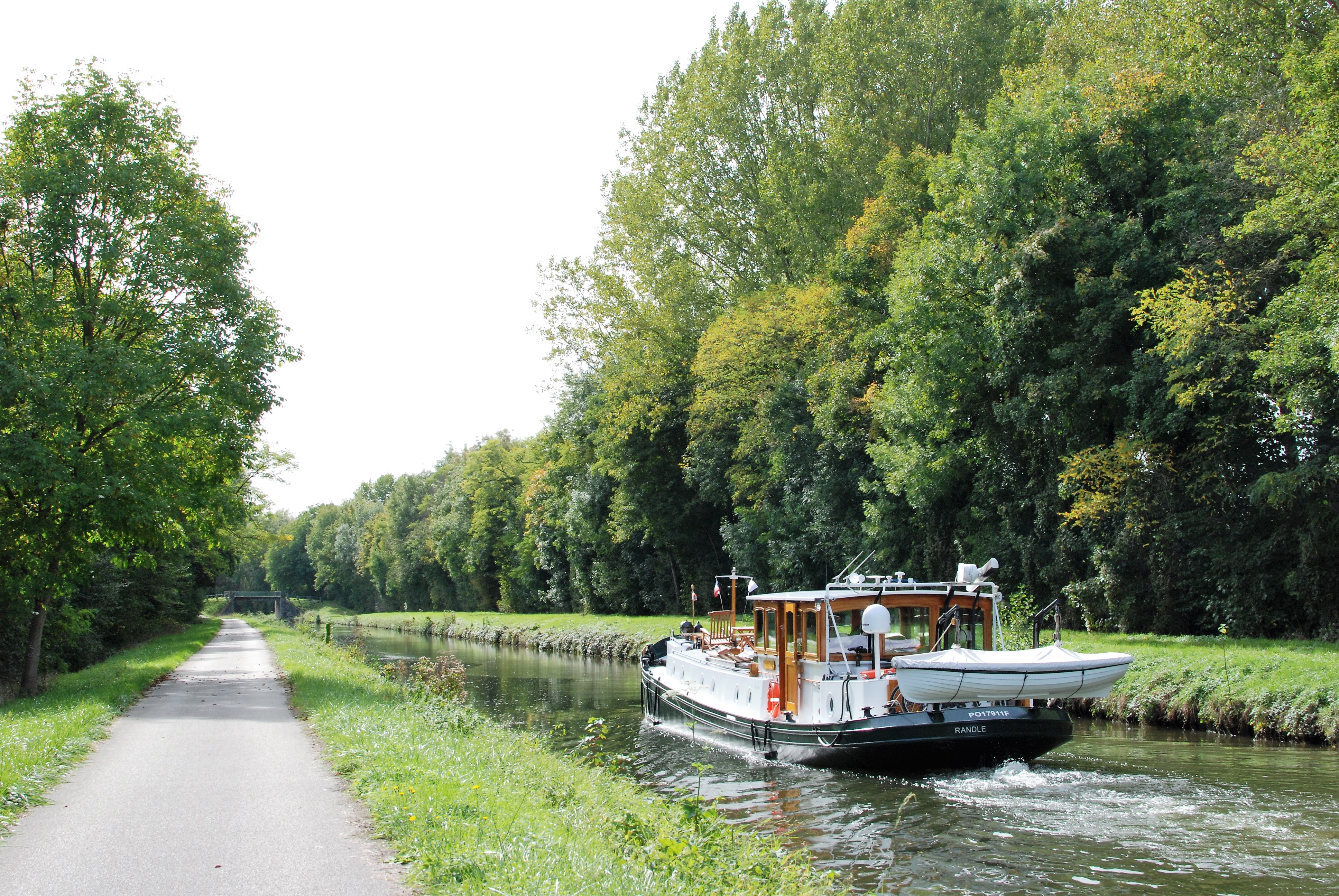
Canal du Nivernais

### Instances judiciaires et administratives
Auxerre est dotée d'un tribunal judiciaire, d'un tribunal de commerce et d'un conseil de Prud’hommes et dépend de la cour d'appel de Paris. Au niveau des juridictions administratives, la ville dépend du tribunal administratif de Dijon et de la cour administrative d'appel de Lyon.
Le palais de justice est connu pour avoir accueilli des affaires criminelles aux forts échos médiatiques (affaire dite des disparues de l'Yonne, affaire Géraldine Giraud et Katia Lherbier, etc.).

### Sécurité
Auxerre possède une unité de police municipale, qui sera armée courant 2019.
Le commissariat de police est situé boulevard Vaulabelle, près de l'Yonne, et a été totalement rénové et agrandi à partir de 2010.
La gendarmerie est implantée rue du Colonel Arnaud Beltrame (ancienne rue des Migraines).
Du côté des Sapeurs-Pompiers, la direction du Service Départemental d'Incendie et de Secours (SDIS) de l'Yonne est placée avenue Charles de Gaulle. Auxerre dispose également de son propre centre de secours situé allée des Bourdillats, dans le quel servent plus de 120 soldats du feu, aussi bien volontaires que professionnels.
Une prison est située sur l'avenue Charles de Gaulle, cette dernière a été érigée au XIXe siècle. Cette dernière connaît plusieurs problèmes, le plus important étant celui de la surpopulation carcérale. Cent soixante huit détenus y sont incarcérés alors que la prison ne peut accueillir que cent prisonniers ; ces derniers sont surveillés par 57 gardiens.

### Jumelages
| Ville | Ville            | Pays | Pays        | Période     |
| ----- | ---------------- | ---- | ----------- | ----------- |
|       | Greve in Chianti |      | Italie      | depuis 1998 |
|       | Płock            |      | Pologne     | depuis 2000 |
|       | Redditch         |      | Royaume-Uni | depuis 1956 |
|       | Roscoff          |      | France      | depuis 1978 |
|       | Saint-Amarin     |      | France      | depuis 1981 |
|       | Worms            |      | Allemagne   | depuis 1968 |

## Population et société

### Démographie

#### Évolution démographique
L'évolution du nombre d'habitants est connue à travers les recensements de la population effectués dans la commune depuis 1793. Pour les communes de plus de 10 000 habitants les recensements ont lieu chaque année à la suite d'une enquête par sondage auprès d'un échantillon d'adresses représentant 8 % de leurs logements, contrairement aux autres communes qui ont un recensement réel tous les cinq ans,.

En 2022, la commune comptait 35 236 habitants, en évolution de +1,12 % par rapport à 2016 (Yonne : −1,95 %, France hors Mayotte : +2,11 %).
| 1793   | 1800   | 1806   | 1821   | 1831   | 1836   | 1841   | 1846   | 1851   |
| ------ | ------ | ------ | ------ | ------ | ------ | ------ | ------ | ------ |
| 12 000 | 12 047 | 12 044 | 12 065 | 11 439 | 12 326 | 12 326 | 13 968 | 14 166 |

| 1856   | 1861   | 1866   | 1872   | 1876   | 1881   | 1886   | 1891   | 1896   |
| ------ | ------ | ------ | ------ | ------ | ------ | ------ | ------ | ------ |
| 15 119 | 15 081 | 15 497 | 15 631 | 16 239 | 16 986 | 17 456 | 18 036 | 18 576 |

| 1901   | 1906   | 1911   | 1921   | 1926   | 1931   | 1936   | 1946   | 1954   |
| ------ | ------ | ------ | ------ | ------ | ------ | ------ | ------ | ------ |
| 18 901 | 20 931 | 21 929 | 21 203 | 21 978 | 22 900 | 24 282 | 24 052 | 26 583 |

| 1962   | 1968   | 1975   | 1982   | 1990   | 1999   | 2006   | 2011   | 2016   |
| ------ | ------ | ------ | ------ | ------ | ------ | ------ | ------ | ------ |
| 31 178 | 35 784 | 38 342 | 38 741 | 38 819 | 37 790 | 37 419 | 35 534 | 34 846 |

| 2021   | 2022   | - | - | - | - | - | - | - |
| ------ | ------ | - | - | - | - | - | - | - |
| 34 778 | 35 236 | - | - | - | - | - | - | - |

#### Pyramide des âges
En 2018, le taux de personnes d'un âge inférieur à 30 ans s'élève à 34,8 %, soit au-dessus de la moyenne départementale (31,4 %). À l'inverse, le taux de personnes d'âge supérieur à 60 ans est de 28,7 % la même année, alors qu'il est de 31,2 % au niveau départemental.
En 2018, la commune comptait 16 389 hommes pour 18 375 femmes, soit un taux de 52,86 % de femmes, légèrement supérieur au taux départemental (51,33 %).
Les pyramides des âges de la commune et du département s'établissent comme suit.
| Hommes | Classe d’âge | Femmes |
| ------ | ------------ | ------ |
| 0,8    | 90 ou +      | 2,3    |
| 7,7    | 75-89 ans    | 10,8   |
| 16,3   | 60-74 ans    | 19,0   |
| 18,6   | 45-59 ans    | 19,4   |
| 18,5   | 30-44 ans    | 16,7   |
| 21,1   | 15-29 ans    | 16,5   |
| 17,1   | 0-14 ans     | 15,2   |

| Hommes | Classe d’âge | Femmes |
| ------ | ------------ | ------ |
| 0,9    | 90 ou +      | 2,5    |
| 8,5    | 75-89 ans    | 11,2   |
| 20,1   | 60-74 ans    | 20,5   |
| 20,5   | 45-59 ans    | 20     |
| 17,2   | 30-44 ans    | 16,7   |
| 15,1   | 15-29 ans    | 13     |
| 17,7   | 0-14 ans     | 16     |

### Enseignement

#### Enseignement du premier degré
La ville d’Auxerre dispose d’une trentaine d’établissements scolaires de premier degré dans le public et deux dans le privé. Ces écoles sont situées dans l’ensemble des quartiers et dans le hameau de Laborde.
| - École Maternelle Brazza - École Maternelle des Brichères - École Maternelle des Mignottes - École Maternelle Henri Matisse - École Élémentaire des Boussicats Pierre et Marie Curie - École Élémentaire des Boussicats Theodore de Bèze - École Élémentaire et Maternelle Courbet - École Élémentaire et Maternelle des Clairions - École Élémentaire et Maternelle des Piédalloues | - École Élémentaire et Maternelle des Rosoirs - École Élémentaire et Maternelle Laborde - École Élémentaire et Maternelle Renoir - École Élémentaire et Maternelle Rive-Droite - École Élémentaire et Maternelle Rue de Paris - École Élémentaire et Maternelle Jean Zay - École Élémentaire et Maternelle Saint-Siméon - Ecole privée Sainte Marie Rue de la Fraternité - Ecole privée Sainte Thérèse Boulevard de Montois |

#### Enseignement du second degré
| Collèges - Collège Albert Camus - Collège Denfert-Rochereau - Collège Paul Bert - Collège privé Saint-Joseph - La Salle | Lycées - Lycée agricole Auxerre-La Brosse - Lycée Joseph Fourier - Lycée Jacques Amyot - Lycée professionnel Saint-Germain - Lycée privé Saint-Joseph - La Salle - Lycée professionnel Vauban |

Malgré la démographie limitée de la ville, Auxerre bénéficie d’un réseau d'établissements scolaires non négligeable, de l’enseignement du premier degré jusqu’à l’enseignement supérieur. La décentralisation de certaines formations permet aujourd’hui à la ville d’émerger en matière de formations professionnelles.

#### Enseignement supérieur

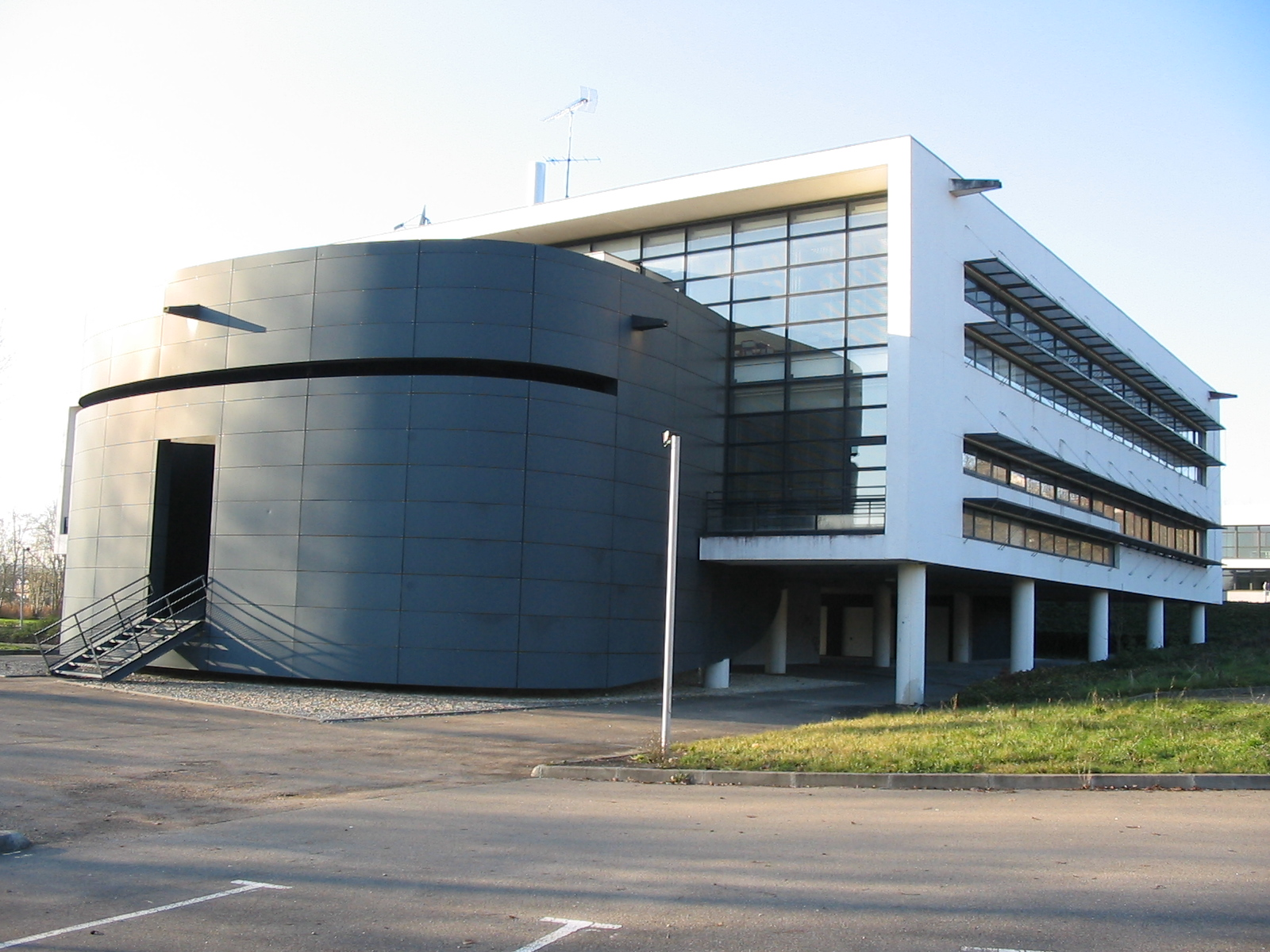
IUT Université de Bourgogne

Même si la majorité de l'Institut Universitaire Technologique de Bourgogne est concentrée sur Dijon, il existe une annexe à Auxerre dans le but de décentraliser l'Université de Bourgogne de la capitale régionale.
Diverses formations peuvent être suivies à Auxerre :
- Le Centre départemental de l’IUFM
- Le CIFA (Centre interprofessionnel de formation d’apprentis) qui prépare aux métiers de la gestion, de la vente, de l’esthétique, de l’immobilier et de l’hôtellerie/restauration.
- Chambre de commerce et de l’industrie avec des formations en management, commerce, gestion et forces de vente.
- Institut de formation des soins infirmiers
- Lycée Jacques-Amyot, lycée Fourier, lycée Saint-Joseph - La Salle. Formations aux classes préparatoires aux grandes écoles à Jacques-Amyot (PCSI -PSI) et BTS : en comptabilité, gestion et force de vente; analyse agricole biologique et biotechnologique, commerce international.
- IUT d’Auxerre. Il existe 3 DUT : techniques de commercialisation ; réseaux et télécommunications ; Génie Civil et Construction Durable. Cette antenne de l’université de Bourgogne accueille aussi une antenne de la Faculté des Sciences et Techniques, offrant 5 licences professionnelles en alternance.
- Maison de l’entreprise : formation en alternance d’ingénieurs (Institut des techniques d'ingénieur de l'industrie de Bourgogne) et de commerce et gestion. Les locaux de la Maison de l’entreprise sont également occupés par l’Institut de formation aux affaires et à la gestion, école de commerce et de management qui forme des jeunes à partir de bac + 2 jusqu’à bac + 5.
- LEGTA et CFPPA Auxerre-La Brosse : BTSA ACSE, APV...

À l'avenir, Auxerre pourrait voir naître une Faculté de médecine afin de lutter contre les déserts médicaux.
En juillet 2019, le Pôle Formation annonce que ses locaux de Sens vont fermer. Ainsi, toutes les formations ainsi que les étudiants seront transférés à Auxerre. Ce qui permettra un accroissement de l'offre post-bac et du nombre d'étudiants dans la préfecture icaunaise dès la rentrée 2019. L'EPSI, école d'informatique devant initialement s'installer à Sens, s'installera également à Auxerre.

#### Autres établissements
Il est aussi possible de suivre des formations dans plusieurs établissements tels que le Centre interprofessionnel de formation d'apprentis (C.I.F.A.), le centre du bâtiment et des travaux publics (C.F.A.), l'Association pour la formation permanente icaunaise (A.F.P.I.), le Centre de formation des apprentis de l'industrie (C.F.A.I.) ou encore au conservatoire national des arts et métiers (C.N.A.M.).

### Manifestations culturelles et festivités

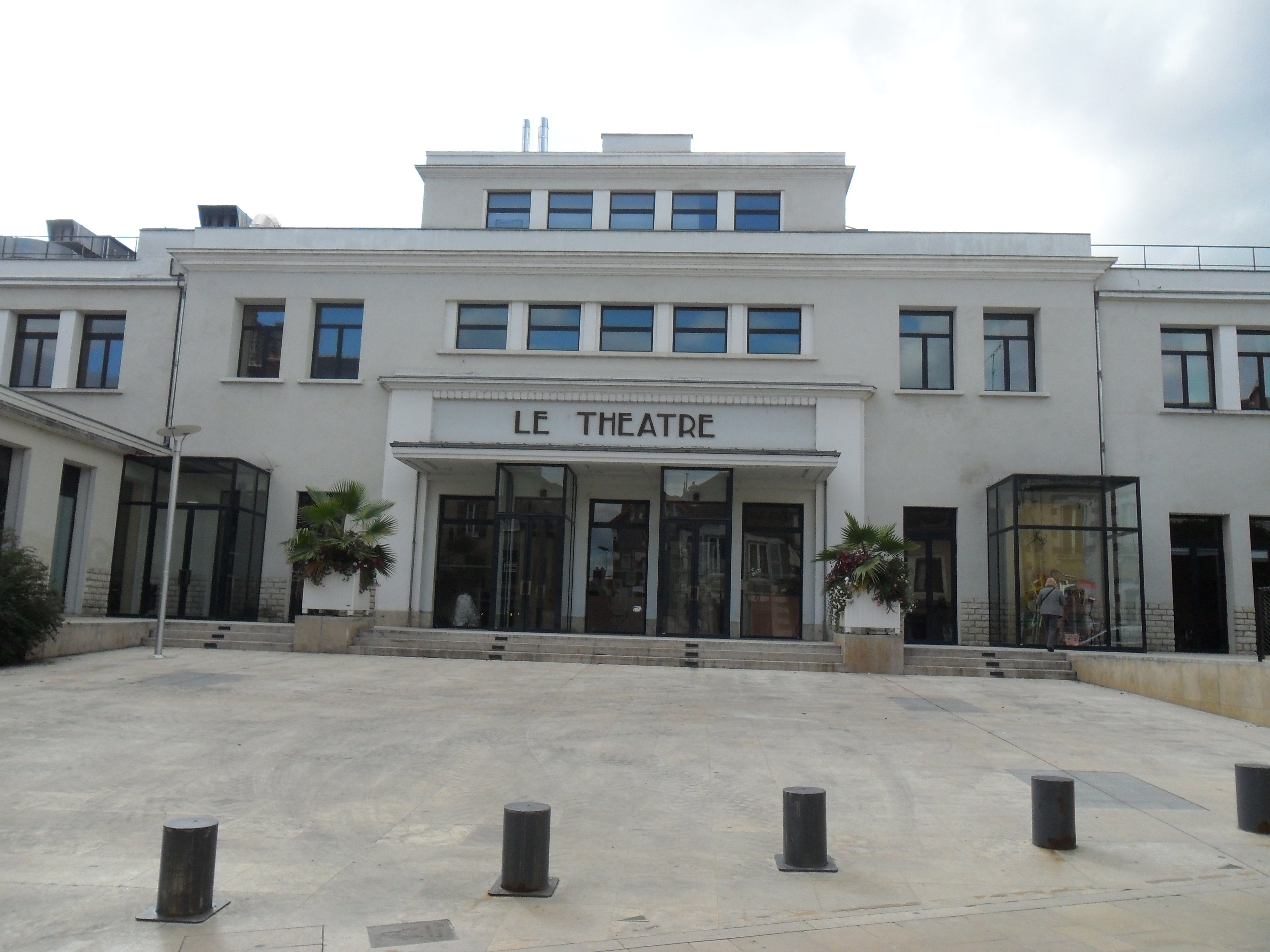
Le Théâtre,
scène conventionnée d'Auxerre

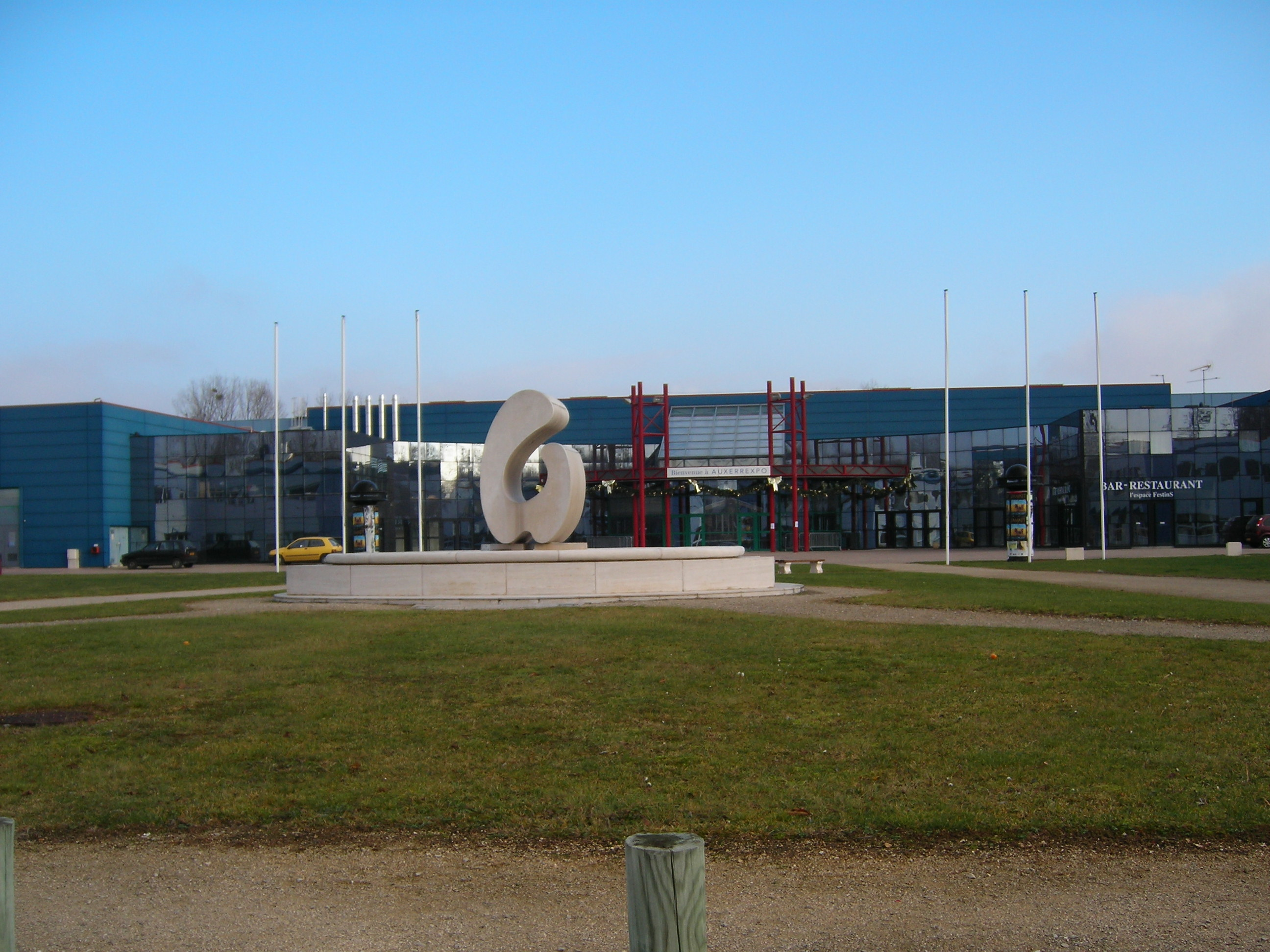
Auxerrexpo

Le 22 janvier est célébrée la Saint-Vincent tournante du grand Auxerrois, dans une ville des environs ou à Auxerre même. À cette occasion est organisé un défilé des confréries vineuses, une messe et un baptême du Saint Vincent du Grand Auxerrois, ainsi que des dégustations. Les rues sont par ailleurs ouvertes à des animations musicales et artistiques, ainsi qu’à des expositions d’artisanat.
Depuis 2005, le 3e dimanche de mai, la manifestation Fleurs de Vigne réunit une centaine de viticulteurs de Chablis et du Grand Auxerrois sur les quais de l’Yonne, lieu de départ historique des vins vers Paris. La manifestation a lieu à présent tous les ans.
Depuis 2022, la ville d'Auxerre commémore le capitaine Jean-Roch Coignet le samedi le plus proche de sa date de décès, le 10 décembre 1865.
Cette commémoration s'inscrit dans le cadre du réseau "Villes impériales" dont Auxerre est ville partenaire.
Elle est réalisée avec le concours de reconstitueurs napoléoniens de l'association Jean-Roch Coignet, et avec le soutien de la Fondation Napoléon et du Souvenir napoléonien.
La manifestation - nommée "Auxerre impériale" - conjugue défilé des reconstitueurs, présentation de la biographie du maréchal Davout, hommages militaires sur la tombe du capitaine au cimetière Saint-Amâtre, et cycle de conférences-dédicaces d'historiens spécialistes de l'Empire et du bonapartisme à l'abbaye Saint-Germain.
En 2025, une édition spéciale d'Auxerre impériale s'est déroulée du 21 au 23 mars. Commémorant les 210 ans de l'épisode du Vol de l'aigle qui a vu la rencontre entre Napoléon et le maréchal Ney le 18 mars 1815 dans le bâtiment de la préfecture de l'Yonne à Auxerre, cette manifestation a réuni 150 reconstitueurs napoléoniens (infanterie, cavalerie et artillerie.
Elle a également été marquée par un cycle de conférences d'historiens napoléoniens : Jean Tulard, Thierry Lentz, Jacques-Olivier Boudon, David Chanteranne, Franck Favier et François Houdececk.
Le Festival Aux Zarbs, qui se tenait chaque année en juillet au parc de l’Arbre-Sec, a accueilli des artistes pendant trois jours par an entre 2003 et 2010. Le Catalpa Festival a depuis pris la relève en proposant trois soirées de concerts gratuits entre musiques actuelles et musiques du monde le dernier week-end de juin avec 38 000 spectateurs en 2018. Une quinzaine de concerts de groupes internationaux, nationaux et régionaux sont présentés au parc de l’Arbre-Sec.
Chaque été depuis 2001 « Le festival Garçon, la Note ! » anime la ville d'Auxerre avec un concert gratuit dans un café du lundi au samedi de 21h à 23h30. Une programmation variée, allant du jazz au rock en passant par la musique celtique, est proposée chaque année sur les mois de juillet et d'août. Les concerts s'étendent depuis quelques années à Auxerre et l'Auxerrois. Fort du succès de l'opération, Auxerre (l'office de tourisme et la municipalité) a exporté son festival à Cosne-sur-Loire, Dijon et Sens.
Au mois de décembre se tient en sur les quais un marché de Noël.
Une course a lieu tous les ans à la fin du mois de décembre, avant noël : la Corrida. Plusieurs courses de différentes longueurs se succèdent dans le centre-ville.
De 2000 à 2008, le Festival International Musique & Cinéma se tenait à Auxerre  se déroulait mi-novembre et mettait en vedette la musique de film.

### Santé
Au XIIe siècle, Auxerre possède déjà plusieurs établissements dédiés à la santé : une léproserie, l'hôtel-Dieu ou les Grandes Charités d'Auxerre, mais également l'hôpital Saint Antoine.
Le centre hospitalier d'Auxerre, ayant en 2018 une capacité de 572 lits et places, dont :
- médecine : 241 ;
- chirurgie : 108 ;
- gynéco-obstétrique : 48 ;
- moyen séjour : 65 ;
- long séjour : 80 ;
- SSIAD : 30.

### Sports
La ville d’Auxerre reste une ville très dynamique en matière de sport. Derrière son club de football professionnel (AJ Auxerre), de nombreuses autres activités sportives peuvent être pratiquées sur la ville. Cent vingt-cinq associations sportives offrent la possibilité de pratiquer soixante disciplines.
La ville d'Auxerre sert de « ville-arrivée » à l'épreuve de cyclisme sur route Paris-Auxerre, dont le départ est donné à Varennes-sur-Seine depuis les années 1970.
Éric Cantona, ancien joueur à l'AJA, démarqua la ville avec ces propos : « La France ne mérite pas Auxerre, l'Angleterre sans doute, mais pas la France. »

#### Principales équipes

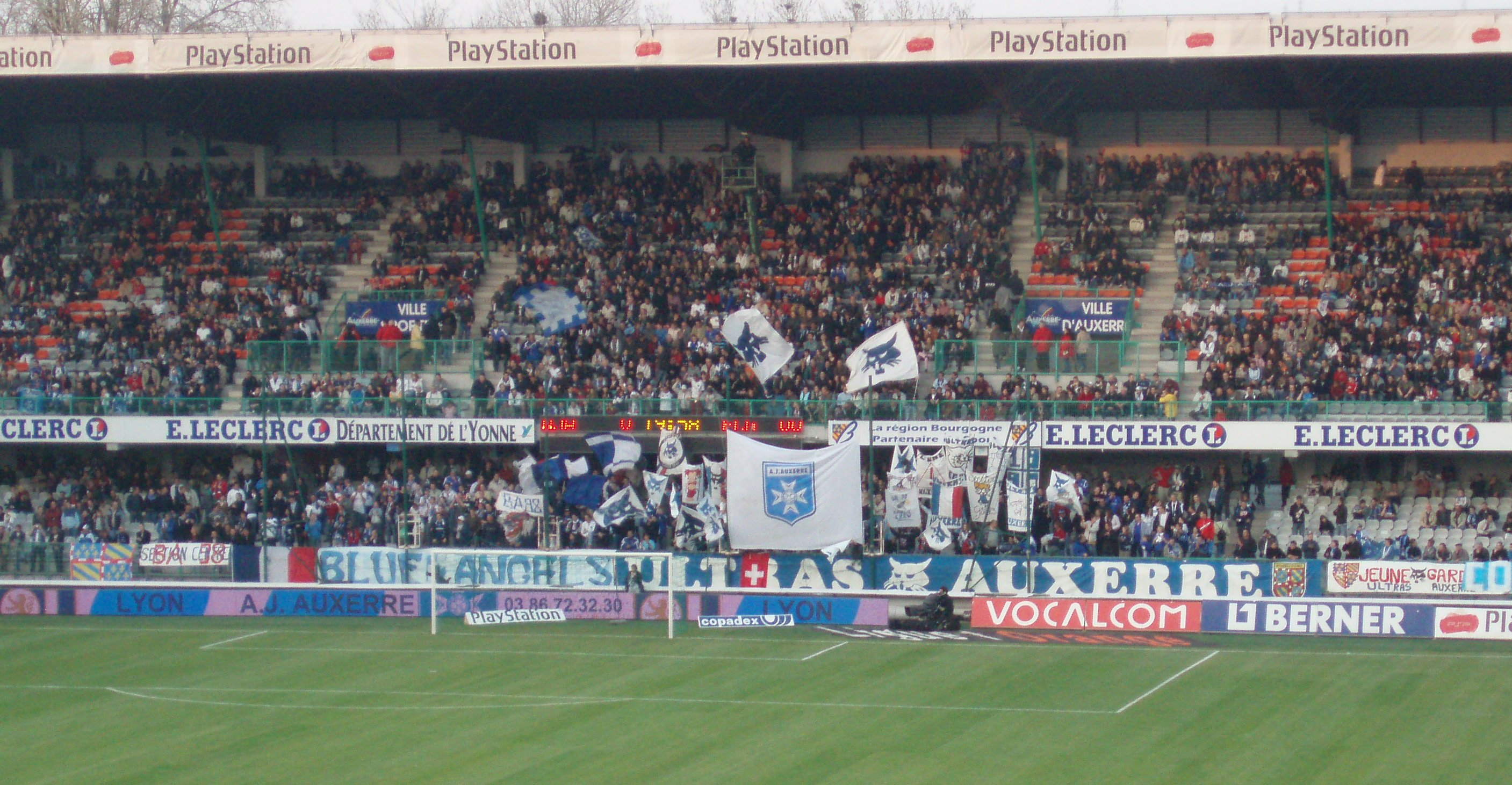
Supporters de l’AJA

- Auxerre possède une équipe de football évoluant en L1 jusqu'en 2012, grâce notamment, au mythique entraîneur Guy Roux : l’Association de la jeunesse auxerroise (AJA), vainqueur de quatre Coupe de France, champion de France en 1996 et disputant plus de cent matchs de coupe d'Europe. Après trente-deux saisons consécutives en ligue 1, l'AJA est reléguée en Ligue 2 à la suite de péripéties internes et une saison catastrophique. L'AJA possède un Centre de formation de jeunes footballeurs parmi les plus réputés de France et d'Europe.
- Un club omnisports comme le Stade auxerrois rassemble plus de 2 500 licenciés dans plusieurs disciplines (football, tennis, badminton, pétanque, basket-ball, handibasket, athlétisme…).
- Auxerre possède un club de rugby à XV français évoluant en Fédérale 2, le Rugby club auxerrois.
- L’Olympic canoë-kayak auxerrois se distingue par sa participation à plusieurs championnats internationaux et Jeux olympiques depuis sa fondation en 1966. Cyrille Carré, champion du monde K2 en 2007 et qualifié pour les Jeux olympiques de Pékin 2008, est licencié à l’OCKA.

#### Principales installations sportives

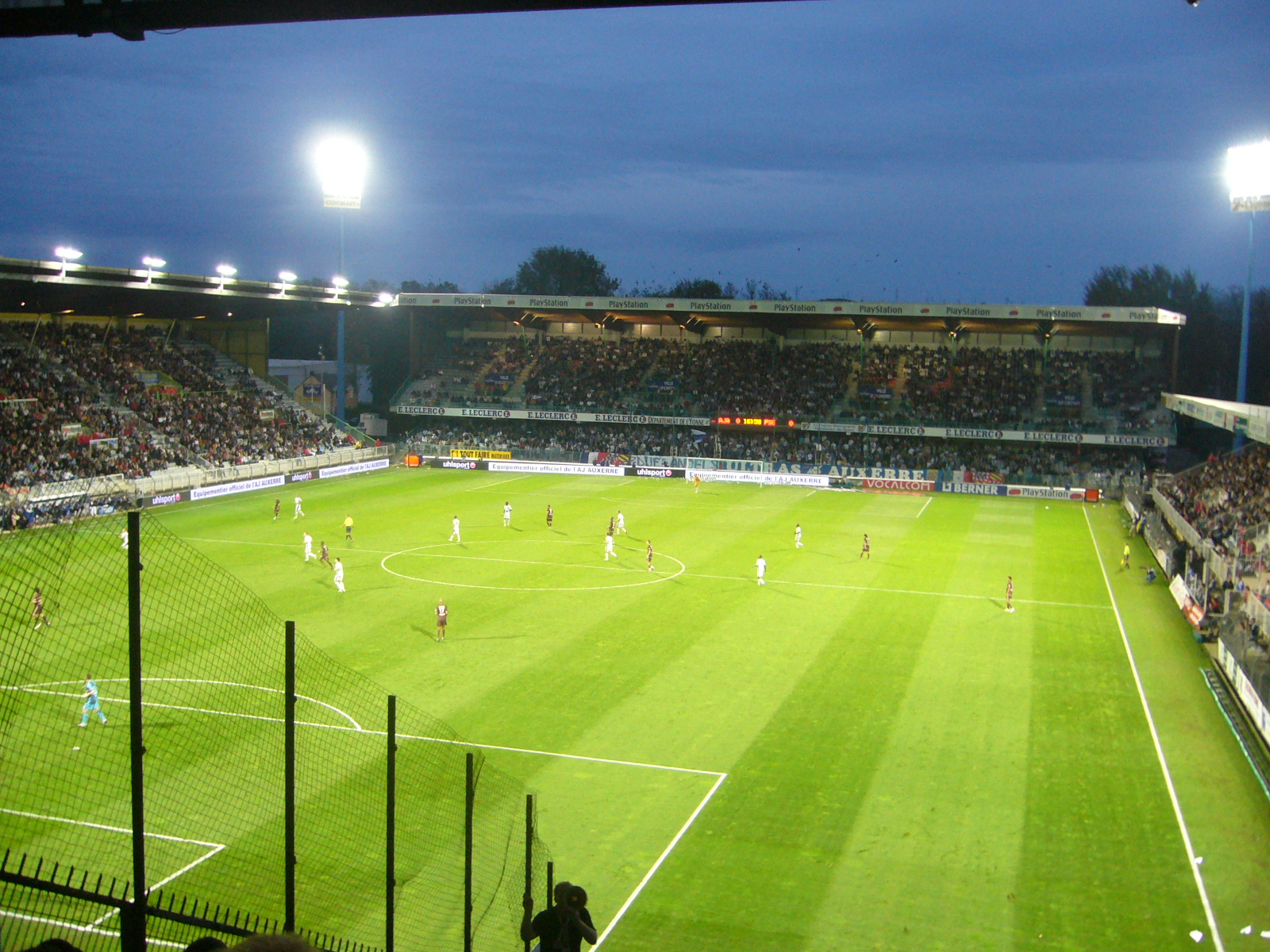
Stade Abbé-Deschamps

Auxerre dispose de nombreuses infrastructure sportives. La plus connue est le Stade de l’Abbé-Deschamps (football) avec 18 541 places. Près de ce dernier, nous retrouvons aussi le Stade de l’Arbre-Sec (football) avec 4 000 places et le Stade Pierre-Bouillot (rugby) avec 3 500 places. Le complexe sportif des Hauts d’Auxerre (basket-ball, handball, judo, etc.) dispose de 2 500 places.
La ville dispose également du stade nautique de l’Arbre-Sec disposant de cinq bassins couverts et de trois bassins découverts.
Le complexe sports et loisirs Serge Mesonès, Rive Droite, permet de pratiquer l’escalade (mur aux normes régionales), le hockey sur roller, les arts martiaux, la danse et la gymnastique.
Le Cyber Glace est une patinoire privée qui permet de pratiquer le patinage artistique. Il est situé à Monéteau dans la banlieue nord d'Auxerre.

#### Principaux équipements socio-éducatifs
Il existe cinq centres de loisirs municipaux permanents pour l'accueil des enfants de 3 à 11 ans : Rive droite, Saint-Siméon (Maison des enfants), Rosoirs, Brichères, Sainte-Geneviève, deux centres de loisirs associatifs pour l’accueil des enfants le mercredi et pendant les vacances scolaires : Les Gulliverts (route de Vaux) et le centre aéré du Moulin rouge géré par le Patronage Laïque Paul Bert, route de Vallan et cinq maisons de quartier municipales proposant des activités de toute nature pour tous les âges et louant leurs locaux : Rive droite, Rosoirs, Sainte-Geneviève, Saint-Siméon, Piédalloues.

### Médias et télécommunications

#### Presse locale

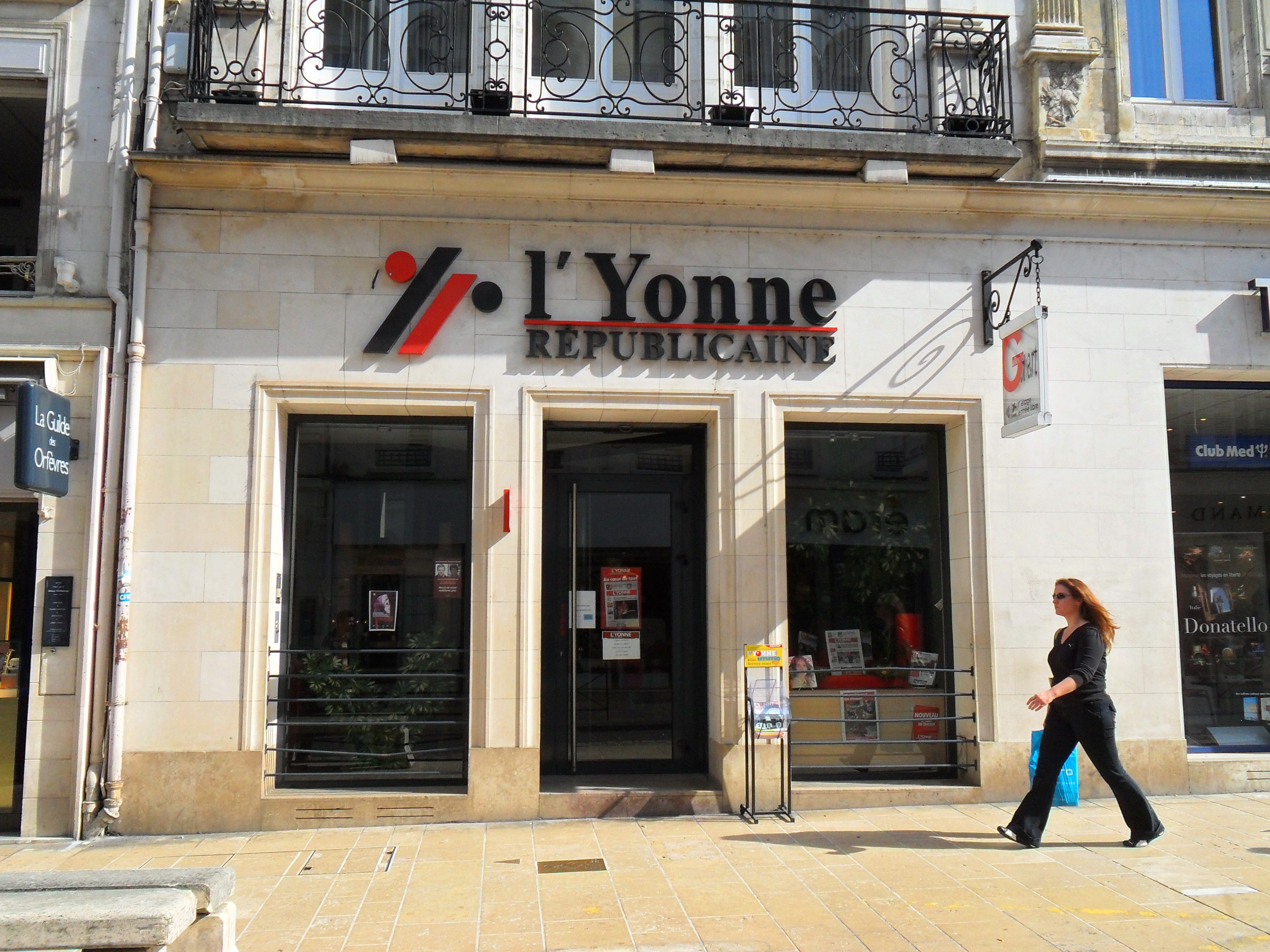
Ancienne annexe de l'Yonne Républicaine, rue du Temple

Auxerre est le siège du journal local d’information l'Yonne républicaine. Journal créé le 24 août 1944, le jour de la Libération d’Auxerre, le journal est diffusé dans l’ensemble du département mais aussi dans le Nord de la Nièvre, le Sud de la Seine-et-Marne. Le journal est publié à plus de 44 000 exemplaires et dans 500 points de vente. Le siège du journal est situé sur l’avenue Jean Moulin. Le journal, qui arborait fièrement la mention « Quotidien régional d'information issu de la Résistance », a dû l'abandonner à la suite de l'absorption du périodique par le groupe de presse « Centre France ». Le siège est maintenant situé sur l'avenue Jean Mermoz.
La ville abrite également les locaux de la revue Sciences Humaines.

#### Télévision locale

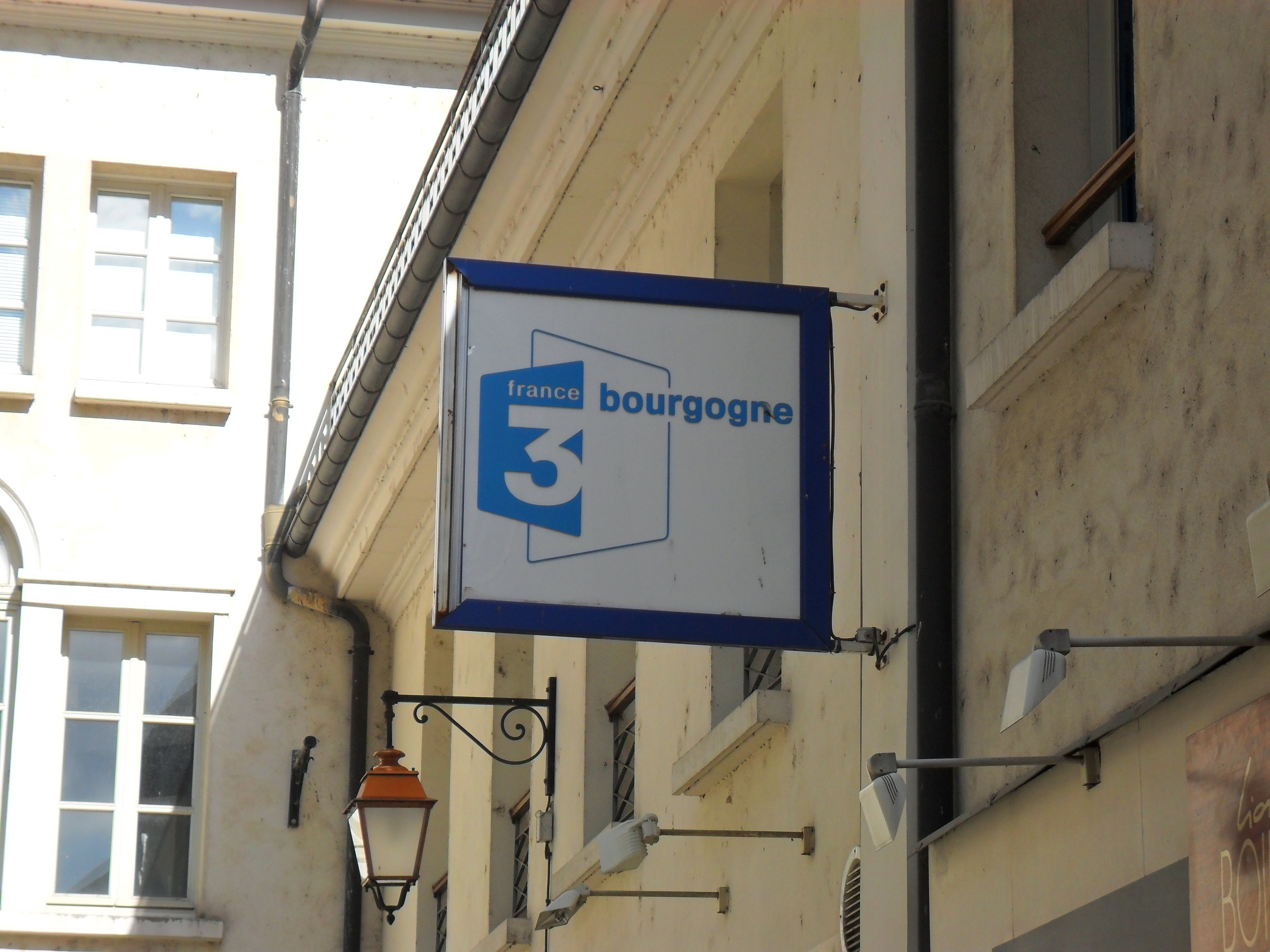
Bureaux de France 3 Bourgogne

Auxerre bénéficie aussi du décrochage des informations de France 3 Bourgogne pour le 12/13 et le 19/20, un bureau local de France 3 est disponible à Auxerre, sur la place Maréchal-Leclerc. Elle est reçue sur l'agglomération auxerroise grâce au site d'émission Towercast d'Egriselles à Venoy ainsi qu'à la tour hertzienne TDF des Moulins à Molesmes.

#### Radios locales
La ville accueille également quelques radios locales :
- 90.5 Radyonne FM : radio associative créée à Cravant (elle est aujourd'hui à Auxerre)[136].
- 94.5 Triage FM : radio associative basée à Migennes[137].
- 99.9 Radio Nord Bourgogne : radio associative icaunaise. Ses studios se trouvent à Pont-sur-Yonne et diffuse aussi son programme à Sens sur 97.2 FM[138].
- 101.3 Ici Auxerre (ex-France bleu) : radio locale publique de l'Yonne de Radio France. Elle émet aussi à Sens (101.5 FM) et dans la Nièvre. On la capte aussi dans Auxerre sur 103.5 FM, le 101.3 étant émis depuis les Moulins à Molesmes.
- 102.4 Fun Radio Bourgogne : programme local dijonnais de Fun Radio.
- 104.0 Radio Star : radio régionale privée émettant dans le Nord de la Franche-Comté et de la Bourgogne, le Sud de la Champagne-Ardenne et les Vosges. Ses studios sont à Montbéliard.
- 106.6 Vibration : radio régionale d'Orléans couvrant l'Ouest bourguignon, le Centre et l'est des Pays de la Loire. Elle arrive à Auxerre en 2009[139].

En 2010, Virgin Radio Auxerre cesse d'émettre son programme local à cause du plan de fermeture par Lagardère Active de plusieurs stations locales de Virgin Radio et RFM en France.

#### Internet
La ville est entièrement connectée via une connexion ADSL, et l'intégralité de la ville devrait être connectée via la fibre optique d'ici fin 2020.
Orange se charge de déployer la fibre.

### Lieux de culte

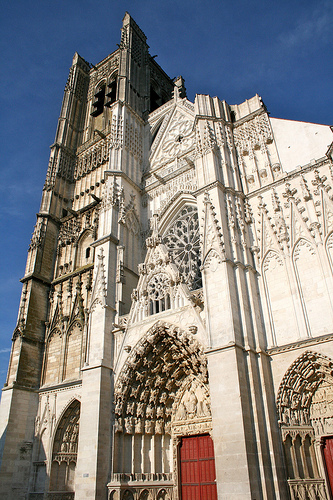
Cathédrale Saint-Étienne

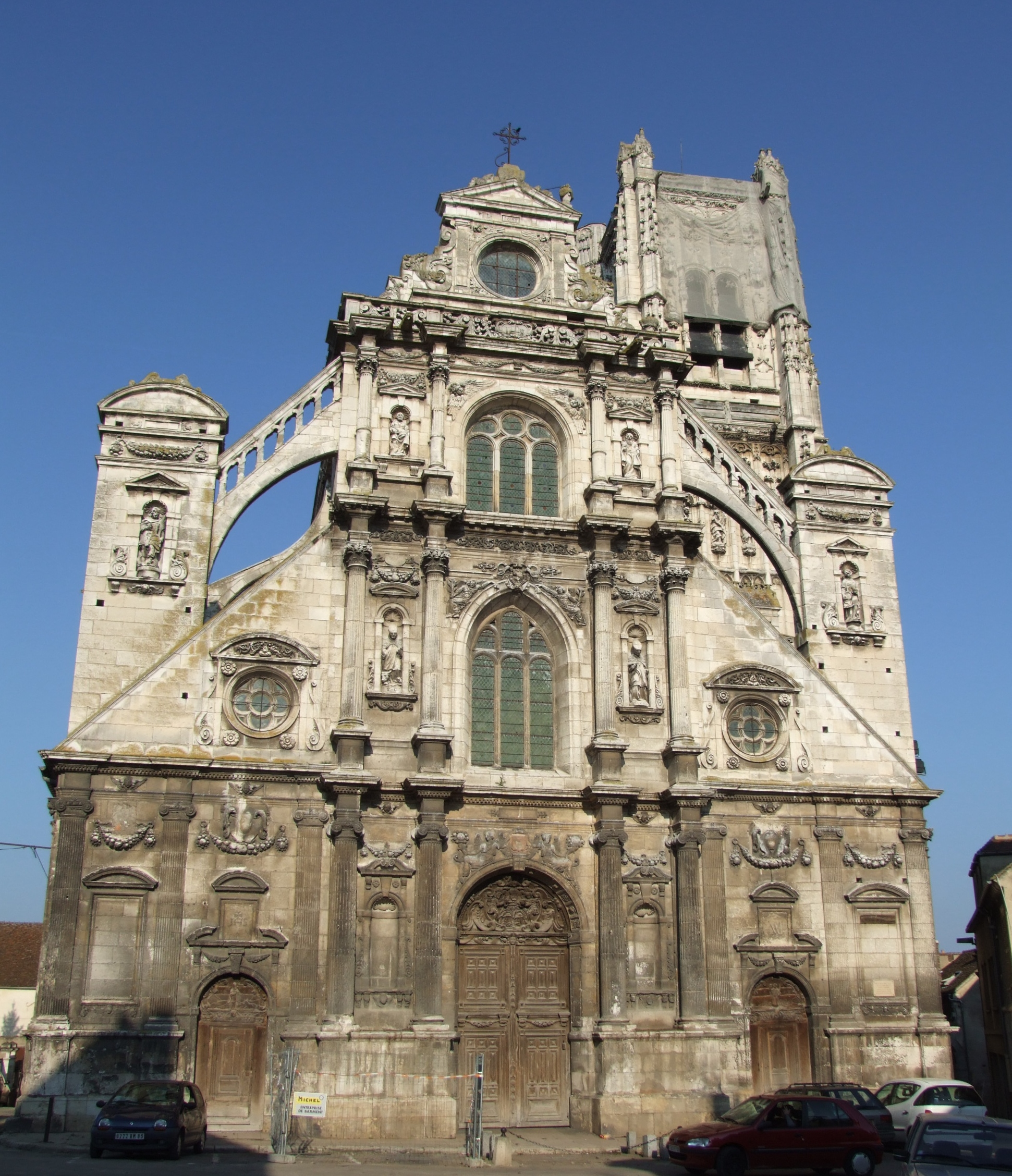
Église Saint-Pierre

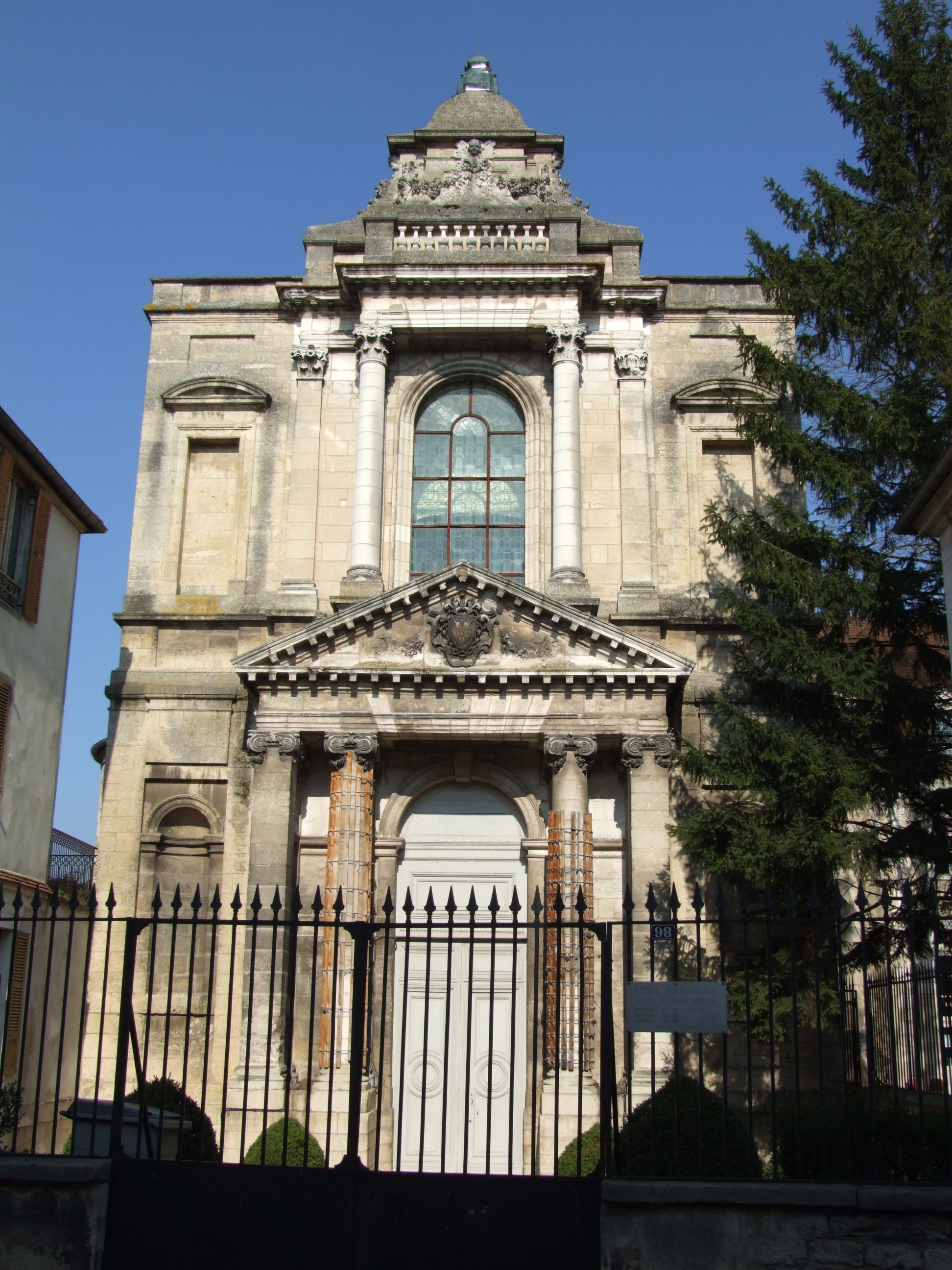
Chapelle des Visitandines

Avant la révolution, la ville comptait 27 églises dont celles des communautés religieuses et une synagogue. Certaines sont toujours consacrées, d'autres ont été transformées, et il ne reste que quelques vestiges de la plupart d'entre elles. Certains édifices religieux sont de construction plus récente.

#### Culte catholique
- Abbaye Saint-Germain, place Saint-Germain[143] : datant de l’an 800, elle se présente comme une salle divisée en trois nefs, séparées par deux rangées de colonnes qui portent la voûte en architraves de chêne. L’extrémité de la nef centrale s’ouvre sur la confession, elle-même entourée d’un couloir qui débouche dans les collatéraux. L’ensemble fut augmenté entre 841 et 854 par des cryptes latérales prolongées vers l’est et réunies par un couloir, par lequel on accédait à la rotonde qui avait également un étage au niveau de l’église. En 1277 on commença la construction de l’église dont certains détails sont copiés sur la cathédrale. C'est aujourd’hui un musée.
- Cathédrale Saint-Étienne, Place Saint-Étienne, cette cathédrale fut construite sur les fondations d’un bâtiment construit par l'évêque saint Amâtre au IVe siècle dont il ne reste aucune trace. L'évêque Guillaume de Seignelay jeta les fondements de l'actuelle cathédrale en 1215. L’édifice actuel est essentiellement celui hérité de l’époque des guerres de religion restauré dans la seconde moitié du XIXe siècle par Viollet-le-Duc. La crypte du XIe siècle abrite une fresque du Christ à cheval, représentation unique au monde.
- Chapelle de la Madeleine : située au 2, rue Germain-Bénard, cette ancienne chapelle du XIIe siècle faisait partie de l'ancien hôtel-Dieu de la Madeleine, également nommé Hôpital des Grandes Charités, qui fut transféré dans les bâtiments de l’abbaye Saint-Germain en 1826.
- Chapelle des Petits-Pères : située au coin d’une ruelle dans la rue de la Liberté, cette chapelle construite en 1718, faisait partie du couvent des augustins déchaussés. Elle fut vendue comme bien national en 1791 et a depuis reçu différentes affectation.
- Chapelle des Visitandines : située au 98, rue de Paris, cette chapelle de l’ancien couvent de la Visitation a été construite en 1714. C’est à présent une annexe du musée d’Auxerre.
- Chapelle du couvent des Ursulines : située au 2, rue du Nil, cette ancienne chapelle a été achevée en 1636. On y distingue encore sur la façade sainte Ursule entourée de ses religieuses à genoux.

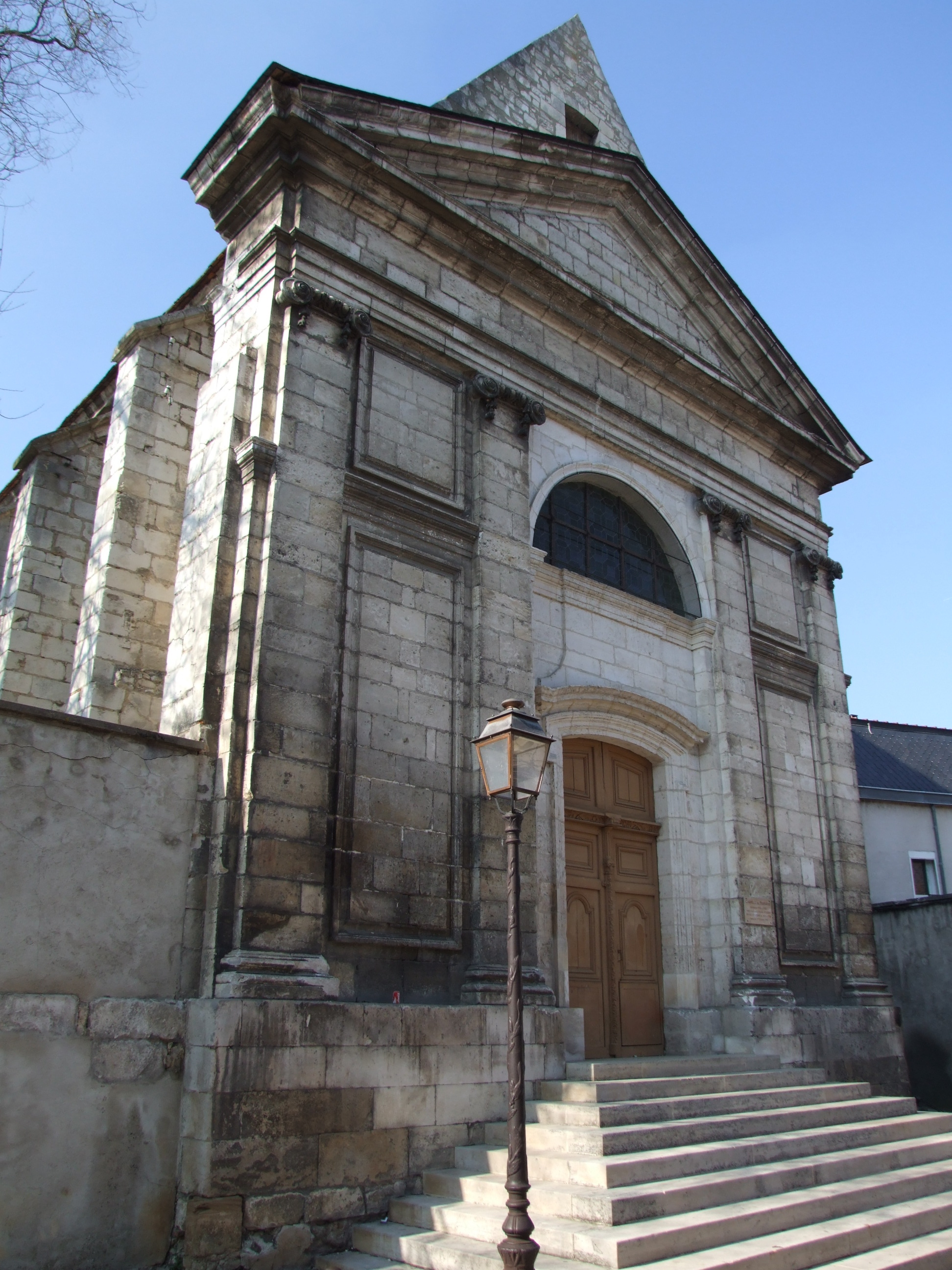
Chapelle du séminaire

- Chapelle du Séminaire : située rue Michelet, elle fut édifiée de 1706 à 1709 et consacrée en 1710. Anciennement dénommée chapelle Sainte-Marie, cette chapelle a été construite grâce à un legs d’André Colbert, évêque d’Auxerre.
- Chapelle Notre-Dame-de-Lorette, avenue De Gaulle, construite en 1761 sur l’emplacement d’une première chapelle appartenant aux Prémontrés, ce monument jouxte l’ancien hôpital psychiatrique d’Auxerre dont elle était destinée à accueillir les malades aux offices.
- Chapelle Notre-Dame-des-Vertus : on trouve trace de cette chapelle dont il ne reste que son abside qui abritait la statue de Notre-Dame-des-Vertus, dans le jardin du presbytère de la cathédrale. Construite dès 1558 à la suite de l’apparition d’une image miraculeuse de la Vierge sur les murs de la cathédrale, cette chapelle s’y adossa. Menaçant ruine, elle fut détruite en 1780.
- Chapelle Saint-Clément et Saint-Michel : construite sur les bases d’une première église Saint-Clément d’avant le IXe siècle où l’évêque Wibaud avait été inhumé, cette double chapelle fut édifiée au XIIe siècle et XIIIe siècle. On en aperçoit un haut édifice en pierres, bordé d’un cordon de modillons antiques, percé d’une longue baie face est en descendant la rue Leboeuf sur la gauche.
- Église Saint-Amatre : l'église Saint-Amatre était située aux 3 et 5 rue d’Eckmühl. Le corps de saint Amatre y reposa jusqu’au XIIe siècle avant d’être transporté dans la cathédrale. Détruite en 1791, il subsiste de cette église une crypte préromane du XIIe siècle où l’on peut apercevoir un tombeau de pierre encastré dans un mur.
- Église Sainte-Geneviève : construite dans le quartier des Brichères dans les hauts d'Auxerre, la première pierre de cette église fut posée le 23 octobre 1966. Elle fut consacrée en 1968.
- Église Sainte-Thérèse de l’Enfant Jésus : avenue Saint-Georges, construite dans le quartier des Rosoirs par l'architecte Pierre Brunet et le sculpteur auxerrois François Brochet, cette église en grande partie en bois a été consacrée en 1959.

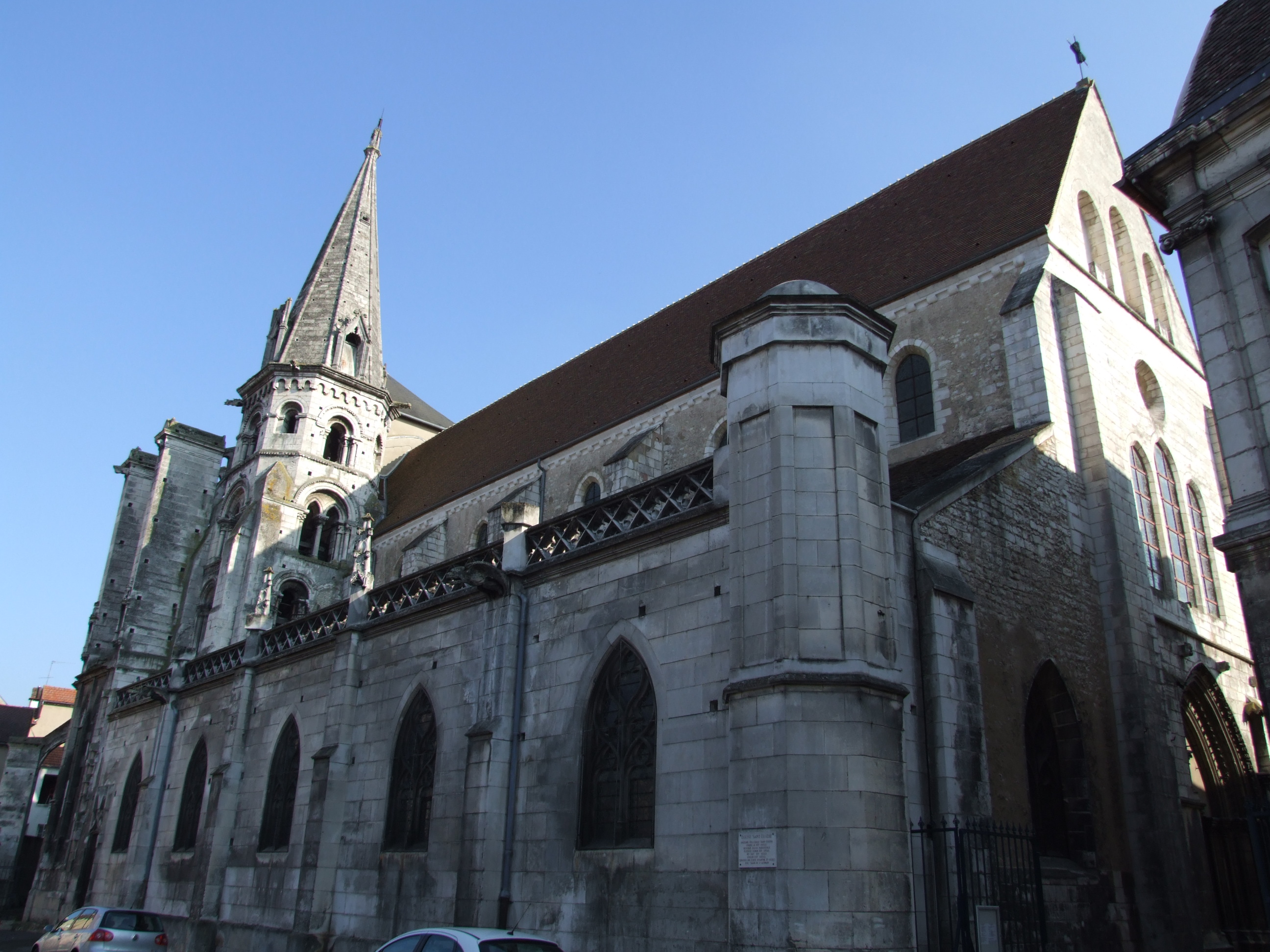
Église Saint-Eusèbe

- Église Saint-Eusèbe : place Saint-Eusèbe, sa plus ancienne fondation remonte au VIIe siècle. La nef, remaniée au XIIIe siècle-XVe siècle, s’appuie à un clocher roman du XIIe siècle, similaire à celle de l’abbaye Saint-Germain. Elle précède un chœur reconstruit au XVIe siècle, plus haut que la nef. Elle conserve les reliques d'une étoffe byzantine du IXe siècle appelée « suaire de saint Germain », ainsi que des peintures sur bois de l’école italienne des XVe siècle au XVIIIe siècle.
- Église Saint-Loup : construite entre le Xe siècle et le XIIe siècle, cette église se trouvait dans le haut de la rue Cochois et s’orientait parallèlement à celle de Saint-Germain. Il en reste un pan de mur et une feuille d'acanthe visibles depuis la ruelle Saint-Loup.
- Église Saint-Mamert : cette ancienne église construite à partir de 1535, occupait le côté de la place du même nom entre la rue Martineau-Des-Chesnez où se trouvait la porte et la rue Paul-Bert où se trouvait son chevet. Vendue en 1792 comme bien national, elle fut démolie. On distingue encore rue Saint-Mamert les restes d’un clocher ainsi qu’une sculpture et un pan de mur rue Paul-Bert.
- Église Saint-Marse : église construite en 1964 dans le quartier rive droite et dédiée à saint Marse, fondateur avec saint Pèlerin de la première communauté chrétienne d’Auxerre.
- Église Saint-Martin-lès-Saint-Marien : les vestiges de cette église située au cœur d’une résidence privée près du pont de la Tournelle, sont les seuls restes de l’abbaye Saint-Marien du XIIe siècle. Il subsiste encore un pilier très élevé formé d’un faisceau de colonnes de style renaissance. Au pied de celui-ci fut enterré en 1806 le chanoine Villetard, l’un des derniers survivants de la coterie janséniste du chapitre.
- Église Saint-Pierre, place Saint-Pierre, anciennement appelée Saint-Pierre-en-vallée par distinction de l’ancienne église Saint-Pierre proche de la cathédrale, cette église a été construite au XVIe siècle et XVIIe siècle. Elle fait partie de l'ancienne abbaye Saint-Pierre fondée à cet endroit au VIe siècle. La tour fut édifiée de 1536 à 1577 et la façade fut achevée en 1658.
- Palais de l'ancien évêché : préfecture de l'Yonne depuis la révolution, il a été construit par François de Dinteville, évêque d'Auxerre au XVIe siècle, mais sa partie Nord est constituée de l’ancien palais construit par l’évêque Hugues de Montaigu vers 1130. Il fut restauré par Viollet-Le-Duc vers 1840, conservant néanmoins presque intacte sa façade extérieure.
- Église Saint-Loup, rue de l'Église à Vaux
- Église Saint-Marse, 18 rue des Images
- Chapelle de Laborde, rue de la Chapelle
- Église Saint-Renobert d'Auxerre: église disparue, ancienne synagogue transformée en église.

#### Culte protestant
- Temple protestant d'Auxerre, située au 31, rue Saint-Pèlerin, . Ancienne église Saint-Pélerin elle fut reconstruite au XVIe siècle sur l'emplacement d'une église construite vers l'an 260. Restaurée en 1866, elle devint la paroisse de l'église réformée, aujourd'hui membre de l'Église protestante unie de France. Elle abrite une crypte du VIe siècle.
- Temple protestant, 2 rue des Boucheries.
- Évangélique pentecôtiste, 24 rue Bourneil
- Église le Tabernacle, 22 avenue du 4e Régiment d'Infanterie
- Église protestante évangélique, 22 rue des Images

#### Culte musulman
- Mosquée Khadija d'Auxerre : inaugurée en 2007, cette mosquée est la première à être construite dans le département de l'Yonne et la première à Auxerre, à la suite de la signature d'un bail emphytéotique avec la mairie en 1999. Elle se situe dans le quartier Sainte-Geneviève, place Corot. C'est un édifice rectangulaire et surmonté d'un petit minaret[144] qui dessert la communauté d'origine turque.
- Mosquée Ibnou Sina, avenue Ingres[145].
- Mosquée de la rive droite[146],[147].

## Économie

### Monnaie locale
En avril 2018 une monnaie locale, la Cagnole, est créée et entre en circulation dans la ville d'Auxerre et le département de l'Yonne.

### Revenus de la population
En 2012, le revenu disponible médian par unité de consommation (UC) est de 17 769 € et 59,4 % des ménages fiscaux sont imposés. À titre de comparaison, le revenu disponible médian en France métropolitaine est en 2012 de 19 786 € et 64 % des ménages fiscaux sont imposés. Les revenus de la population d’Auxerre sont ainsi plus faibles que la moyenne nationale.
Les disparités de revenus sont mesurées et égales à la moyenne nationale : le rapport interdécile entre les 10 % de revenus disponibles les plus élevés (33 548 € par UC) et les 10 % de revenus disponibles les plus faibles (9 538 € par UC) atteint 3,5 (3,5 également pour l'ensemble de la France métropolitaine).
En 2023, la ville compte 358 foyers redevables à l'impôt égal ou supérieur  à 100 000 €.
Le salaire net horaire moyen est en 2012 de 12,3 €, inégalement réparti entre hommes (13,2 €) et femmes (11 €).

### Emploi
En 2010, la population âgée de 15 à 64 ans s'élevait à 23 340 personnes, parmi lesquelles on comptait 70,7 % d'actifs dont 59,7 % ayant un emploi et 10,9 % de chômeurs. Parmi les actifs ayant un emploi, les employés sont la catégorie professionnelle la plus représentée, avec 32,9 % du total. Suivent les professions intermédiaires, 30,4 %, les ouvriers, 19,5 %, les cadres et professions intellectuelles, 12,9 %, les commerçants, artisans et chefs d'entreprise, 4,1 %, et les agriculteurs, 0,3 %.

### Secteurs d'activité
La ville est située en plein cœur d’une région viticole (Chablis, Saint-Bris-le-Vineux, Irancy, Coulanges-la-Vineuse…) La ville repose essentiellement sur l’activité tertiaire.
Cette ville est également connue pour son équipe de football, l’AJ Auxerre, fondée en 1905 par l’abbé Ernest Deschamps.
Le parc des expositions Auxerrexpo accueille de nombreuses manifestations organisées tout au long de l’année.
Auxerre est le siège de la chambre de commerce et d'industrie de l'Yonne. Elle gère l’aéroport Auxerre-Branches et le port fluvial de plaisance.
Auxerre dispose également de zones industrielles et commerciales parmi lesquelles :
- la ZI de la Plaine des Isles ;
- la ZI des Plaines de l’Yonne ;
- le centre commercial Fontaines des Clairions (Auchan et 50 boutiques) ;
- le centre commercial Saint-Siméon (Intermarché) ;
- le centre commercial Rive-Droite (E.Leclerc).

L'enseigne Monoprix est installée en centre-ville.
Plusieurs entreprises de dimension internationale disposent de filiales, d’usines ou de sièges sociaux dans la zone auxerroise :
- Blackmer/Mouvex (groupe Dover), siège européen du constructeur mondial de pompes pour la région Europe/Afrique/Moyen-Orient ;
- le groupe Casino (plate-forme logistique) ;
- le groupe Hermes-Metal (leader européen dans l’aménagement pour la grande distribution) ;
- Fruehauf France (groupe Wielton) ;
- Yoplait (groupe General Mills).

## Culture locale et patrimoine

### Lieux et monuments
La ville a reçu le label « Ville d’art et d’histoire » en 1995. Son centre historique est classé comme secteur sauvegardé en quasi-totalité (67 hectares). Il comporte de très nombreuses maisons du Moyen Âge, notamment dans les quartiers les plus proches de l’Yonne, qui sont les plus anciens, de la Renaissance ainsi qu’un grand nombre de remarquables hôtels particuliers des XVIIe et XVIIIe siècles (vers l’église Saint-Eusèbe). D’après l’office de tourisme, l’impact des rencontres européennes footballistiques de l'Association de la jeunesse auxerroise (AJA) est notable. Beaucoup de touristes étrangers ont déclaré s’être arrêtés à Auxerre parce qu’ils avaient entendu parler de l’équipe de football.
Depuis 2013, Auxerre est le siège de la maison de la francophonie de Bourgogne.

#### Architecture
Le centre-ville est jalonné de sculptures en bois peintes par l’artiste François Brochet. L’une d’elles représente la poétesse auxerroise Marie Noël. D’autres représentent des scènes inspirées d’œuvres de l’écrivain Restif de la Bretonne, originaire des environs. Ces œuvres sont régulièrement victimes de dégradations et les originaux ont dû être remplacés. À noter aussi la présence d’une fontaine surmontée d’une statue de Cadet Rousselle, personnage originaire d’Auxerre. Un grand nombre de maisons conservées dans cette partie de la ville sont à colombages.
La tour de l'Horloge présente un modèle à deux faces (dont l’une est une copie d’après original) du XVe siècle aux couleurs rosées et dorées.
Le Monument à Paul Bert, du sculpteur Émile Peynot, inauguré le 7 juillet 1889 sur le pont du même nom, a failli disparaître au cours de la Seconde Guerre mondiale. En effet, la statue en bronze avait été réquisitionnée par les Allemands dans le but de la fondre afin de fournir du matériau supplémentaire pour l'armement de la Wehrmacht. Cependant, le maire d'Auxerre de l'époque a réussi à faire croire aux occupants que ladite statue étant creuse était de ce fait peu rentable si fondue, ce qui a permis de préserver celle-ci au-delà de la Libération d'Auxerre, le 24 août 1944[réf. nécessaire].
Les anciens faubourgs incluent aussi quelques belles constructions, comme l'hôtel de Sparre dans le quartier Saint-Gervais (avenue Gambetta), construit en 1769 au lieu-dit appelé à l'époque Fleure-Boudin par Joseph Magnus comte de Sparre, maréchal de camp des armées royales, sur les plans de l'architecte parisien Philippe Dullin protégé du duc d'Aiguillon.
En collaboration avec l'architecte Ferdinand Rousseau, le sculpteur Émile Guillaume réalisa les frontons de la Caisse d'épargne (1908) et de l'hôtel des Postes (1909) ainsi que les décorations extérieures de la Société générale (1906) et du grand hôtel de l'Épée (1912).

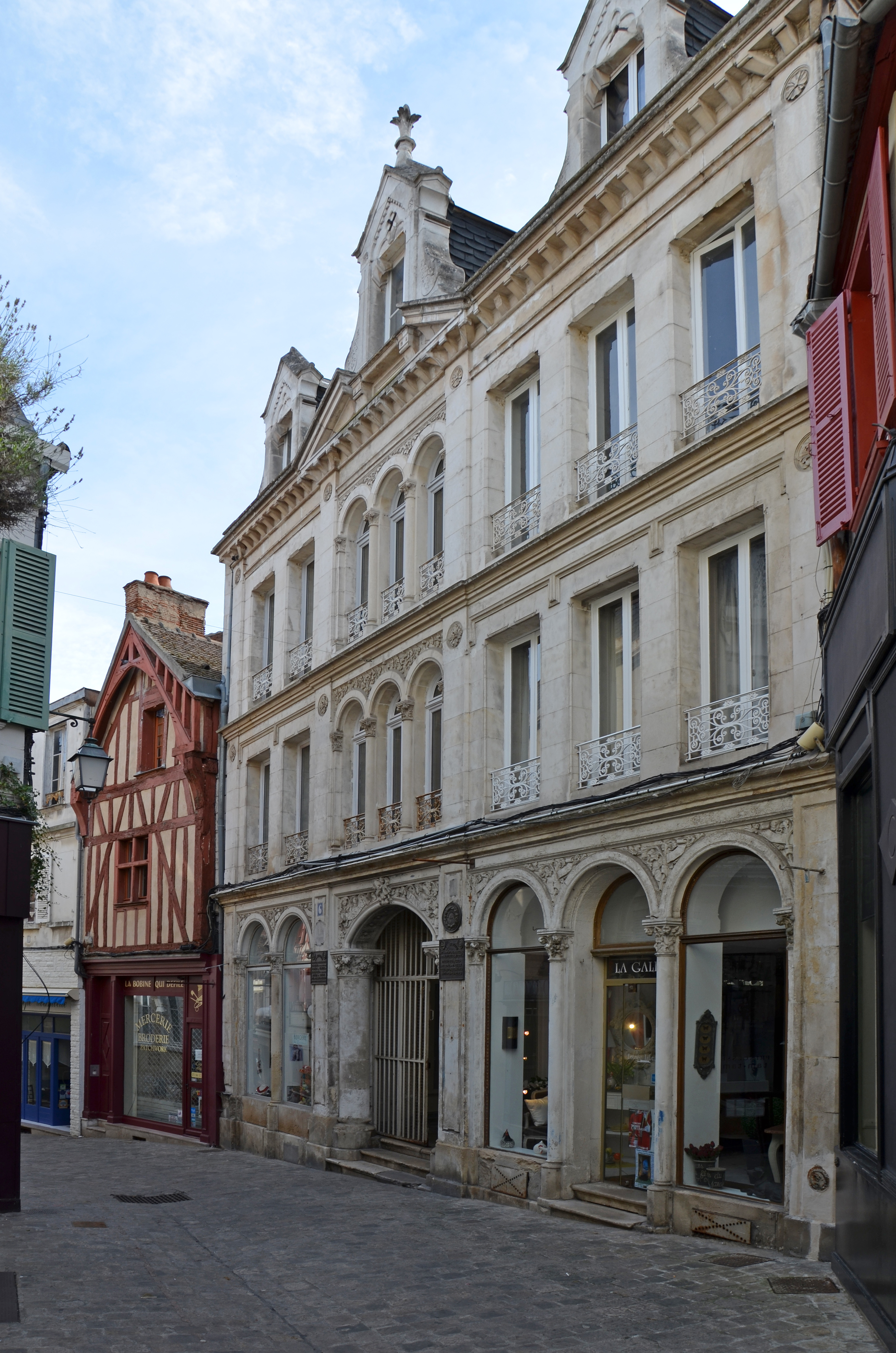
Passage couvert du centre-ville.
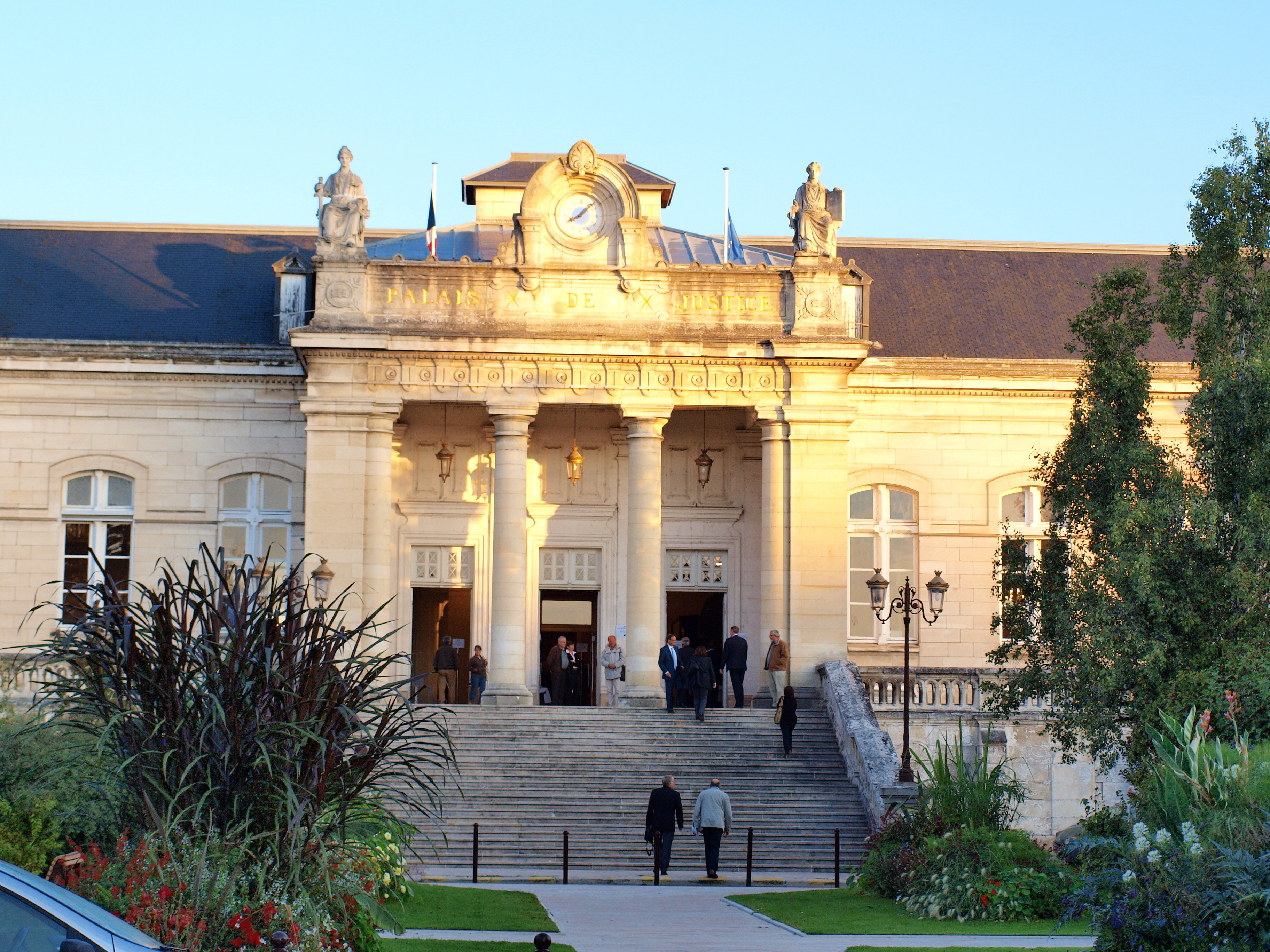
Le Palais de justice.
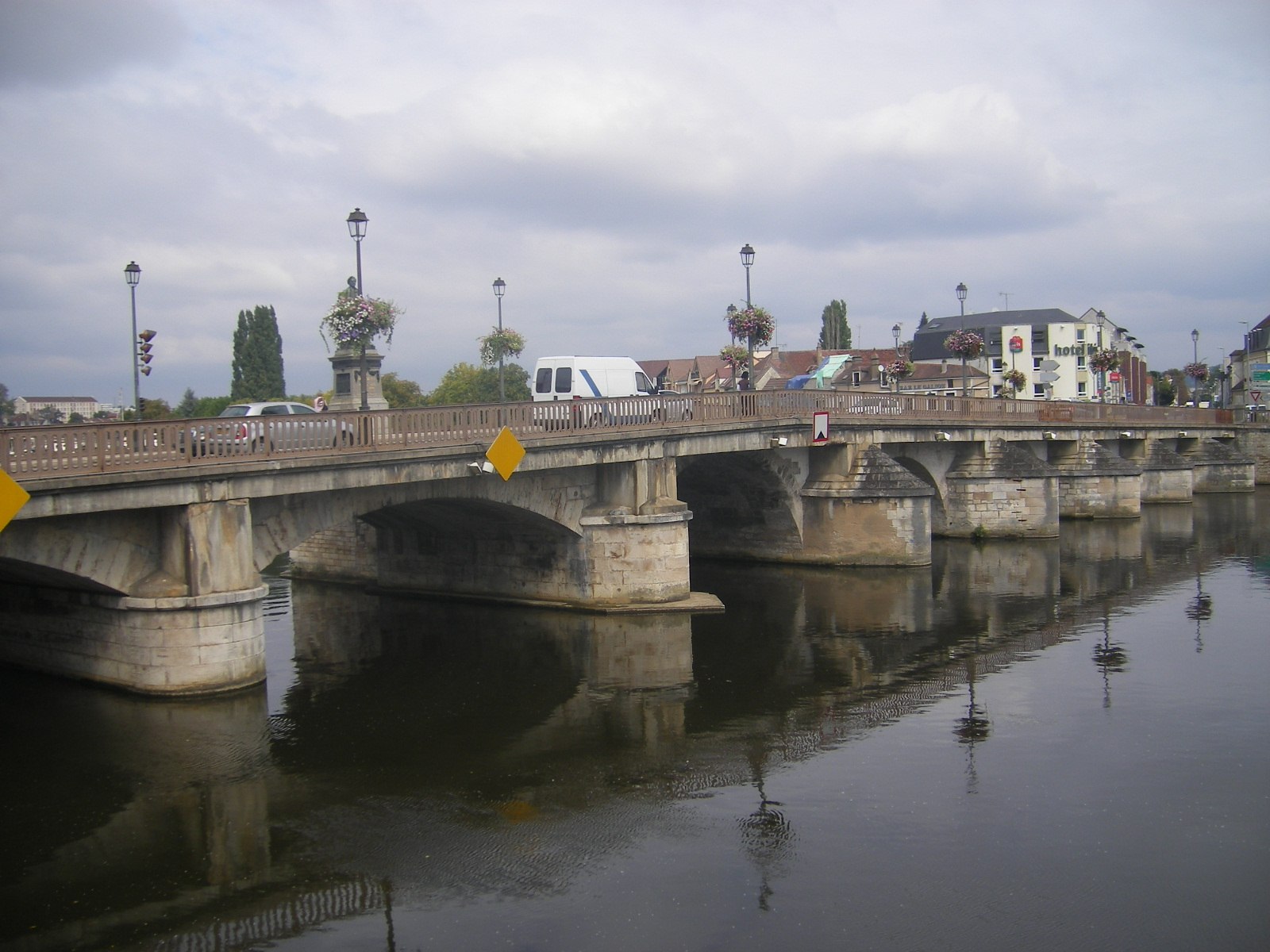
Le pont Paul-Bert.

### Musées
Le musée Saint-Germain, installé dans l'ancienne abbaye du même nom, conserve les collections préhistoriques, gallo-romaines et médiévales de la ville d’Auxerre, et des collections de peintures.
Le musée Leblanc-Duvernoy, maison familiale réhabilitée en musée, présente des tapisseries de Beauvais ainsi qu'une importante collection de grès de Puisaye et de faïences régionales ainsi que nationales.
Le Muséum d'histoire naturelle présente des collections de paléontologie locale et des expositions temporaires. Le musée est consacré à Paul Bert.
La Maison de l'Eau et de l'Environnement, installée dans une ancienne usine élévatoire des eaux construite en 1882 et remaniée en 1914, se consacre à des opérations de sensibilisation du grand public pour la préservation de l’environnement.

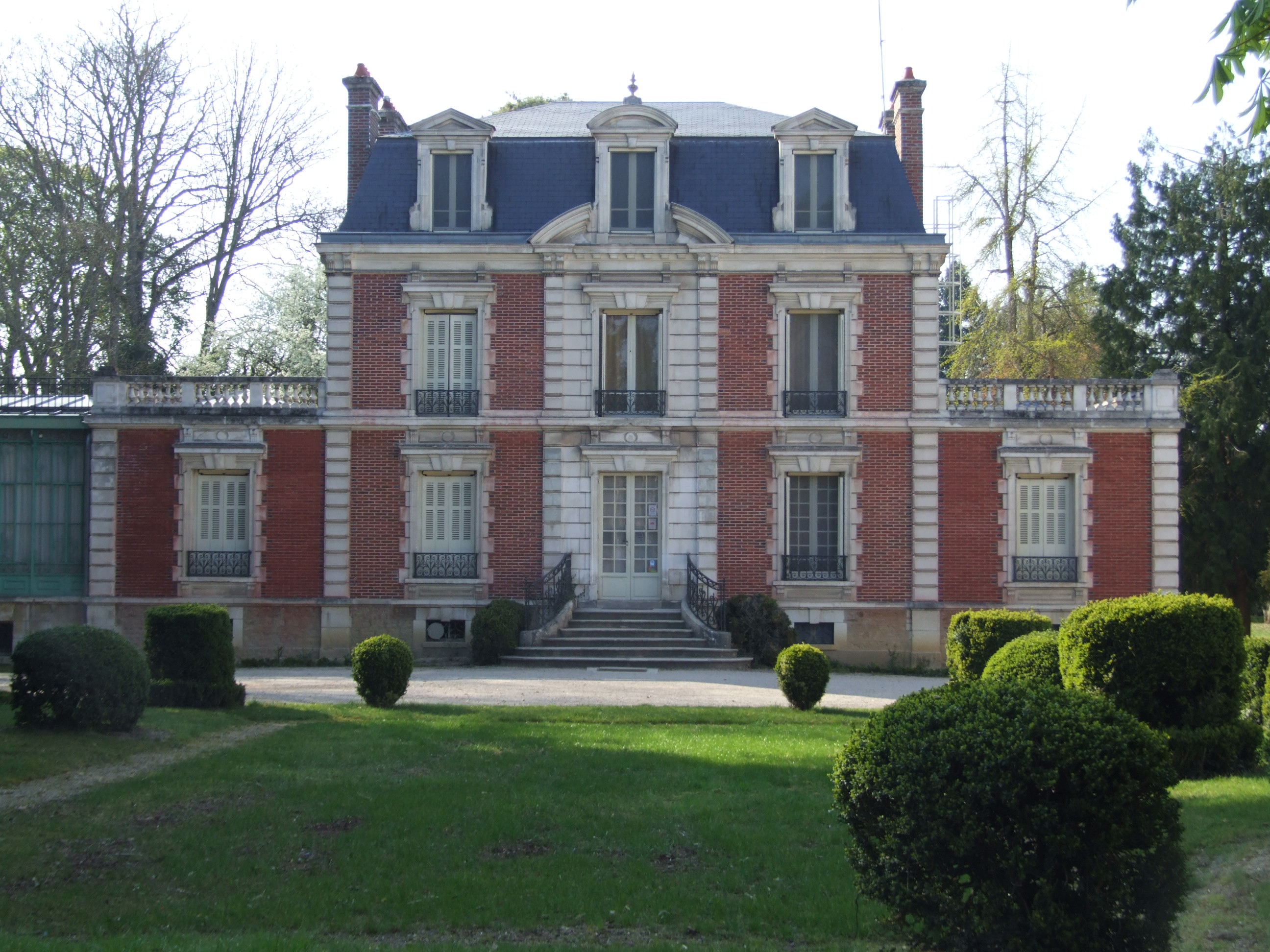
Muséum d'histoire naturelle.
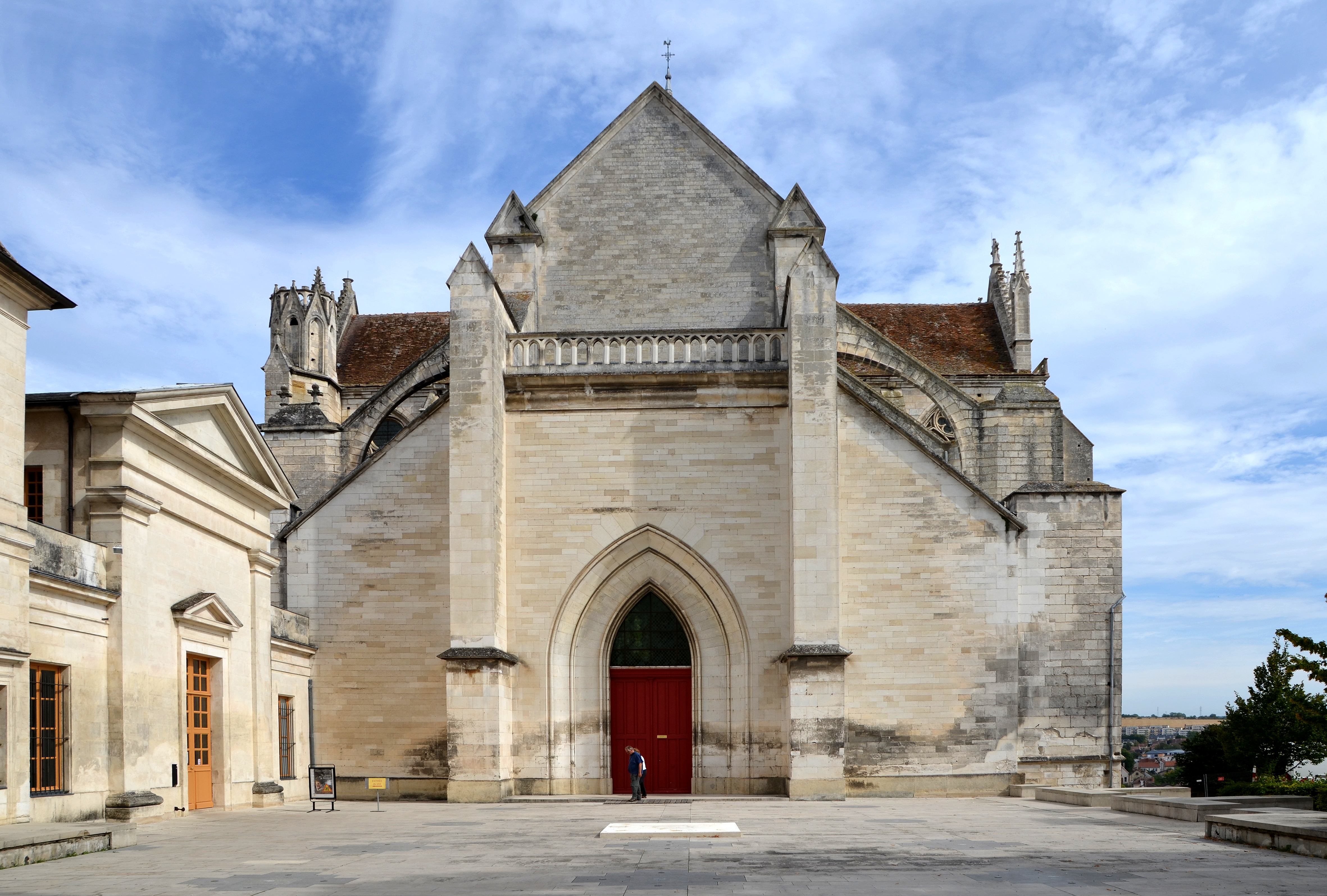
Musée Saint-Germain.

### Loisirs
La ville regroupe de nombreux lieux de loisirs :
- un bowling est installé à Monéteau, neuf avec 20 pistes, pouvant accueillir près de 700 personnes au maximum. Il est également doté d'une salle de Laser Game, d'un mini golf et d'une piste de karting[163] ;
- la patinoire à Monéteau ouverte à tous avec parfois des shows organisés ;
- le Foot in-door, près du karting, propose des terrains synthétiques couverts (avec des championnats) ;
- le Laser-Game, lui aussi près du karting in-door avec 14 places disponibles au maximum ;
- deux escape games ont ouvert à Auxerre au début de l'année 2019[164] ;
- clubs de nuit : plusieurs clubs sont ouverts certains soirs et le week end : le Gotta et le Nyx Club à Auxerre, le Kitch Club (Monéteau), Lavida loca (Venoy), etc. ;
- le Mega CGR Ciné Casino, seul cinéma de la ville, doté de huit salles équipées de projecteurs numériques 3D, dont une de 560 places et une autre consacrée à l'opéra et au théâtre. Si l'entreprise CGR est satisfaite de la fréquentation, un agrandissement pourrait se faire. Ce cinéma devrait se voir doter de trois salles supplémentaires[141] ;
- la bibliothèque municipale d'Auxerre, installée près du centre-ville.

### Spectacles vivants
La ville dispose de structures culturelles notamment en matière de diffusion de spectacles vivants : Le Silex, scène de musiques actuelles (SMAC) de l'Yonne. Salle de concerts composée de deux salles (500 places et 200 places) proposant près de 60 concerts par saison ; le Jazz-Club d'Auxerre, scène consacrée aux esthétiques jazz, blues et musiques du monde proposant une quinzaine de rendez-vous par saison et le Théâtre d'Auxerre, scène conventionnée d'intérêt national Art et Création, qui est composé de deux salles (555 places et 122 places) proposant une quarantaine de spectacles et 120 représentations par saison.

### Gastronomie

#### Vignoble

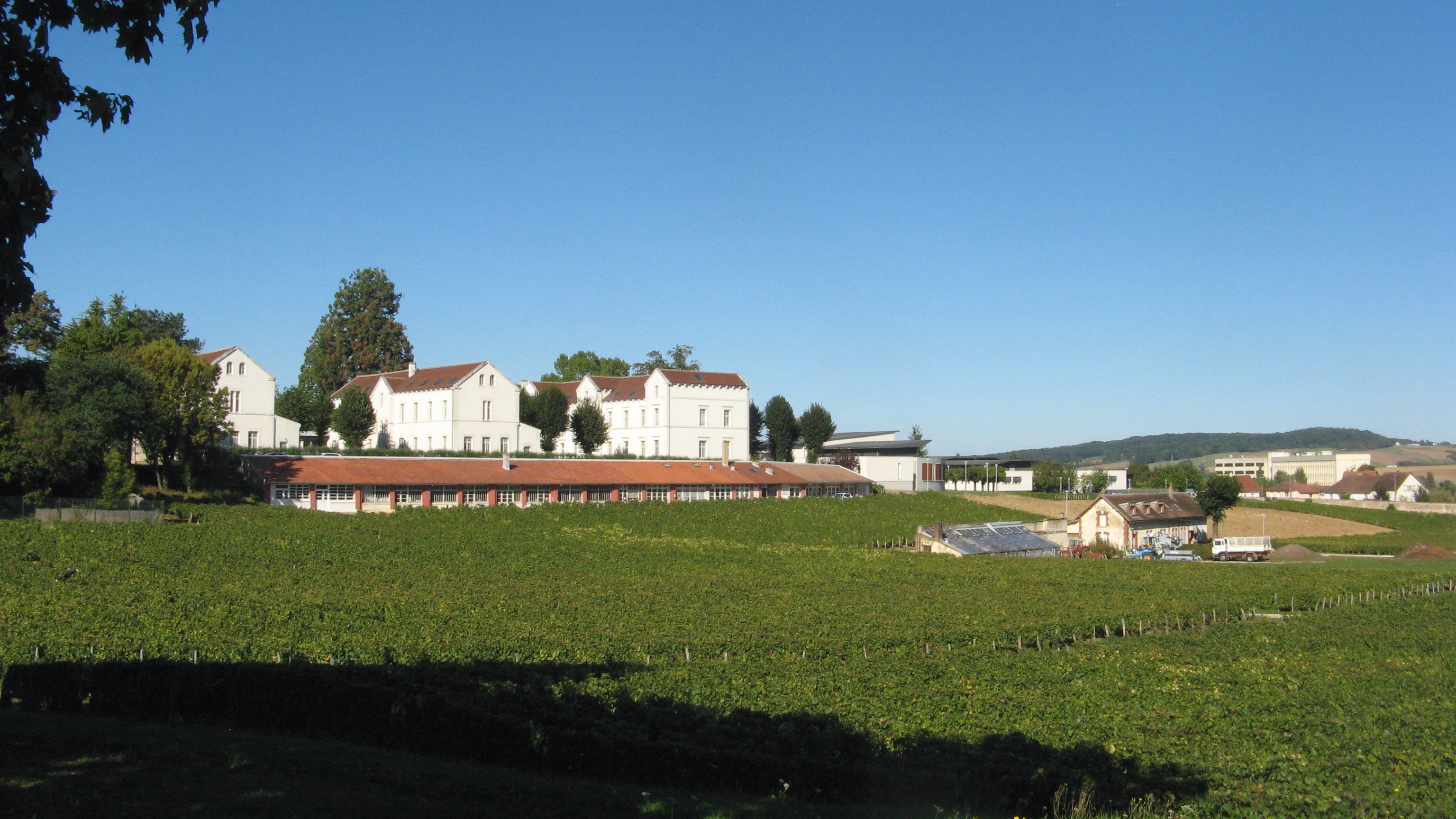
Clos de la Chaînette

Auxerre dispose d’un patrimoine viticole réputé dans le monde entier. Outre les vignes du clos de la Chaînette exploitée par le CHSP, et de la vigne « des Clairions » exploitée par Xavier Julien du domaine Saint-Pancrace au centre de la ville, Auxerre possède un vignoble d'une soixantaine d'hectares, en bourgogne-côte-d'Auxerre sur le hameau de Vaux. Du vin d’Auxerre était offert aux fêtes du tournoi de Chauvency, en 1285.
- Le vignoble auxerrois : bourgogne-côte-d'Auxerre, bourgogne coulanges-la-vineuse, bourgogne chitry, irancy et saint-bris.
- Le vignoble de Chablis : chablis grand cru, chablis premier cru, chablis, petit-chablis.

Le clos de la Chaînette, à Auxerre, est l’un des vignobles les plus anciennement attestés en France, puisque connu par les textes depuis le VIIe siècle ; propriété des moines de l’abbaye de Saint Germain jusqu’à la Révolution. Actuellement près de six hectares sont cultivés en rouge et en blanc. Il faut attendre plusieurs années pour obtenir quelques bouteilles de vin. Ce vignoble est situé dans l’enclos de l’hôpital psychiatrique et certains patients participent au travail de la vigne.

#### Spécialités

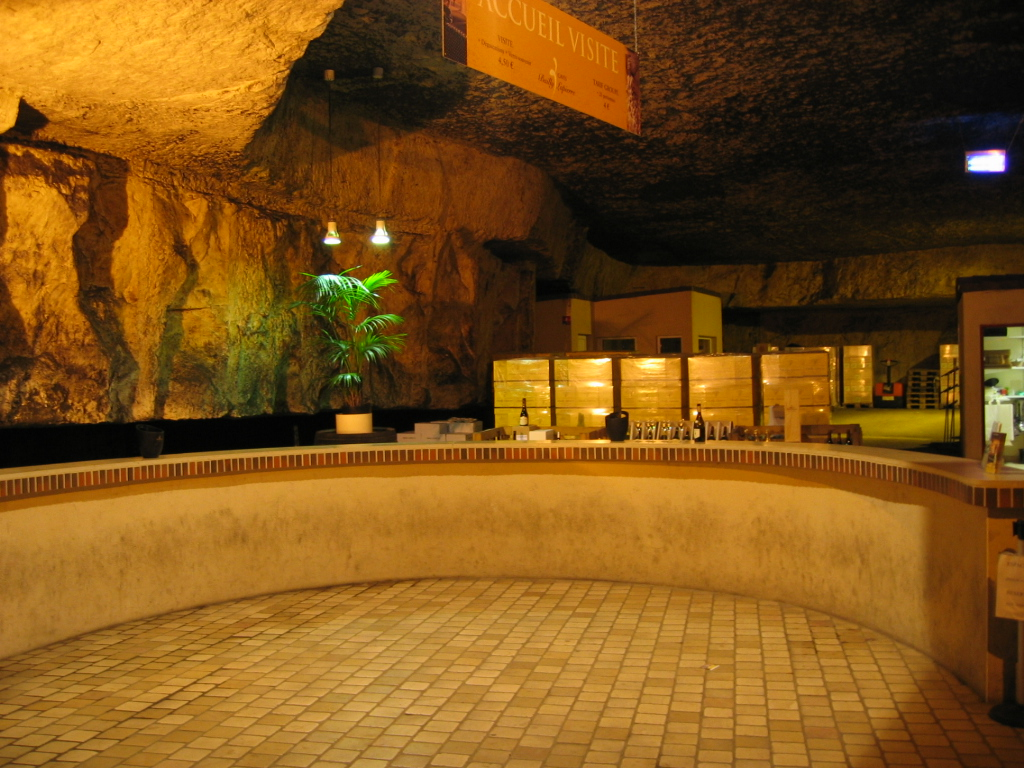
Caves Bailly-Lapierre.

La gougère, les escargots de Bourgogne, le bœuf bourguignon, les truffes de Bourgogne, le jambon à la Chablisienne ou les œufs en meurette sont des spécialités de l'Auxerrois.

### Vie militaire
Unités militaires ayant tenu garnison à Auxerre :

Le 4e régiment d’infanterie (1886-1961) et la base aérienne 177 d'Auxerre-Monéteau (1932-1970).

### Personnalités liées à la commune

#### Personnalités nées à Auxerre

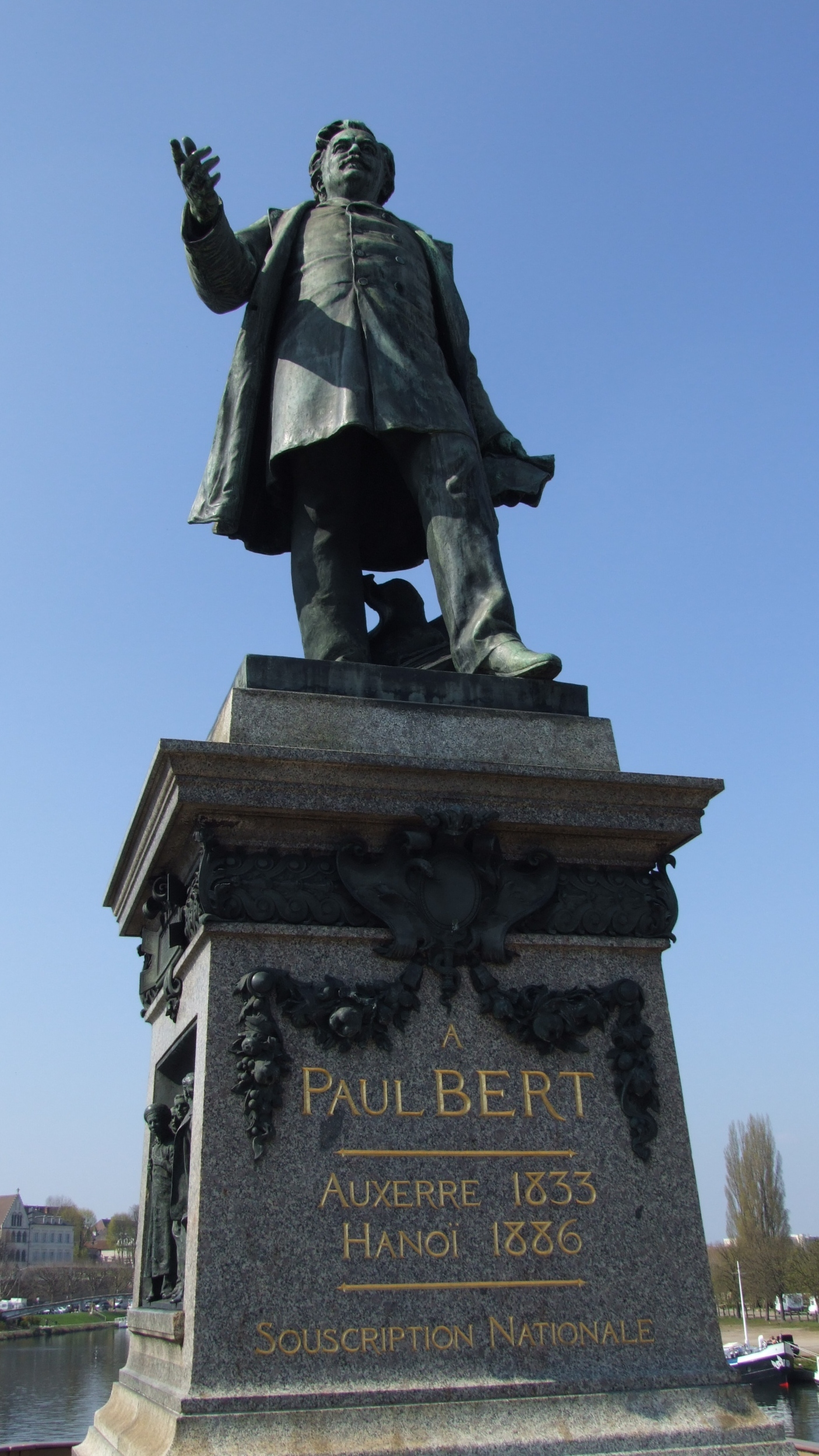
Émile Peynot, Monument à Paul Bert, 1889.

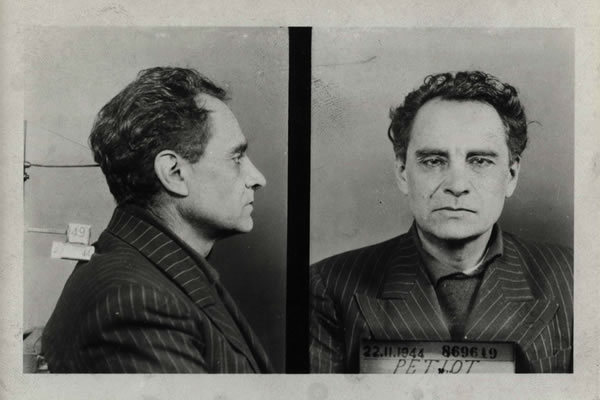
Photographie d'identité judiciaire du docteur Petiot (22 novembre 1944). Le tueur en série, guillotiné en 1946, était né à Auxerre en 1897.

- Jehan Régnier (vers 1393-vers 1468), poète.
- Jean-Baptiste de La Curne de Sainte-Palaye (1697-1781), historien, philologue et lexicographe.
- Louis-Jean Desprez (1743-1804), architecte-décorateur pour le roi de Suède.
- Nicolas Maure (1743-1795), révolutionnaire français.
- Anne Etienne Marie de la Forge[169] (1748-1805), homme politique, député du tiers aux États généraux.
- Boniface Paradis (1751-1823), magistrat et homme politique.
- Germain Garnier (1754-1821), économiste, écrivain et homme politique, préfet de Seine-et-Oise.
- Edme Charles François Leclerc (1754-1805), homme politique né et décédé à Auxerre, député de l'Yonne au Conseil des Cinq-Cents.
- Germain-André Soufflot de Palotte (1755-1808), homme politique, député de l'Yonne.
- Joseph Fourier (1768-1830), physicien et mathématicien éminent.
- Pierre Joseph Spiridon Duféy de l'Yonne (1770-1854), avocat, historien, éditeur français.
- Eugène Hatin (1809-1893), historien.
- Paul Bert (1833-1886), physiologiste et homme politique.
- Louis André Navarre (1836-1912), missionnaire français.
- Germain Bénard (1859-1921), chef d'entreprise et homme politique.
- Charles Lécrivain (1860-1942), historien.
- Paul-Frédéric Rollet (1875-1941), militaire, 1er inspecteur général de la Légion étrangère en 1931. Surnommé le Père Légion.
- Marie Noël (1883-1967), poétesse.
- Pierre Perreau-Pradier (1885-1969), homme politique.
- Marcel Petiot (1897-1946), médecin et tueur en série.
- Henri Gouhier (1898-1994), philosophe, critique dramatique, membre de l'Académie française.
- Renée Lévy (1906-1943), résistante.
- René Louis (1906-1991), historien, archéologue et philologue.
- Jacques Berthier (1923-1994), compositeur de musique sacrée.
- Jean-Paul Rappeneau (né en 1932), réalisateur (La Vie de château, Le Hussard sur le toit, Cyrano de Bergerac, Bon voyage).
- Jean-Pierre Soisson (1934-2024), maire d'Auxerre et homme politique français.
- Albert Salon (né en 1935), diplomate, membre de l'Académie de la Carpette anglaise.
- Joseph Bouglione (né en 1942), artiste de cirque[170], fils de Joseph Bouglione de même profession.
- Élisabeth Chabin (née en 1944), artiste peintre.
- Isabelle Alonso (née en 1953), féministe, écrivain et chroniqueuse de radio et télévision.
- Philippe Robinet (née en 1963), éditeur.
- Nicolas Dumont (née en 1973), cycliste.
- Grégoire Courtois (né en 1978), romancier, propriétaire de la librairie indépendante Obliques.
- Emmeline Ndongue (née en 1983), joueuse de basket-ball à Bourges, membre de l’équipe de France, championne d'Europe en 2009.
- Cyrille Carré (né en 1984), kayakiste français, champion du monde en K2, licencié à l’Olympic canoë-kayak auxerrois.
- Bérengère Schuh (née en 1984), archère, médaillée de bronze aux Jeux olympiques de Pékin.
- Benoît Gillet (né en 1986), joueur de basket-ball professionnel.
- Camille Chat (né en 1995), rugbyman.

#### Personnalités ayant étudié à Auxerre
Grâce à l'implantation d'une école royale militaire sur son territoire à la suite de l'ordonnance de 1776, Auxerre est la ville de formation de plusieurs stratèges et chefs militaires français, le plus illustre étant le maréchal d'Empire Davout, seul maréchal d'Empire à être resté invaincu en 1815.

#### Personnalités ayant vécu à Auxerre
- Jean d'Ailleboust, médecin calviniste de la faculté de médecine de Paris, ayant exercé à Auxerre et Sens, Premier médecin de Henri III. Originaire d'Autun, fils de Pierre d'Ailleboust, médecin de François Ier.
- Jacques Amyot (1513-1593), évêque d’Auxerre, grand aumônier de France sous François Ier et grand humaniste du XVIe siècle.
- François Brochet (1925-2001), sculpteur ; on lui doit les statues de Cadet Rousselle, Restif de la Bretonne, Marie Noël qu'on peut découvrir dans les rues de la ville.
- Jean-Roch Coignet (1776-1865), soldat de la Révolution et de l’Empire, auteur des Cahiers du capitaine Coignet.
- Etienne Gilson (1884-1978), philosophe et historien.
- Christian Jambet (né en 1949), philosophe.
- Guy Lardreau (1947-2008), philosophe.
- Guillaume Larrivé (né en 1977), membre du Conseil d’État et député.
- Pierre Merlier (1931-2017), sculpteur et peintre.
- Maximilien Quantin (1814-1891), premier archiviste du département de l'Yonne de 1833 à 1879 et directeur de la bibliothèque de la ville d'Auxerre.
- Jean Moreau, maire d'Auxerre et ministre.
- André Louis Olagnier (1764-1838), général des armées de la République, y est mort.
- Nicolas Restif de La Bretonne (1734-1806), écrivain.
- Guillaume Joseph Roussel (1743-1807), huissier à Auxerre de 1780 à 1795. Héros involontaire d’une chanson (Cadet Roussel) qui doit sa célébrité aux volontaires de l’Yonne partis renforcer les frontières en 1792.
- Guy Roux (né en 1938), entraîneur de l’AJA de 1961 à 2005.
- Robert d'Auxerre, mort en 1212, chroniqueur médiéval.
- Saint-Germain d’Auxerre (vers 378-448), évêque d’Auxerre.
- Saint-Patrick (vers 385-461), saint patron de l'Irlande. Il y aurait vécu deux ans entre 420 et 432 à l'époque de Saint-Germain. Ils se connaissaient depuis leur période commune à l'abbaye de Lérins.
- Germaine de Staël (1766-1817), y séjourna quelques semaines pendant le printemps 1806 avant de s'installer au château de Vincelles non loin de là.
- Philippe Peyrane, peintre (1780-1865), professeur de dessin dans le collège de la ville d'Auxerre jusqu'en 1854.

### Héraldique
| Blason | Blasonnement : « D’azur semé de billettes d’or au lion du même, armé et lampassé de gueules, brochant sur le tout. » |

#### Ouvrages
- [Bataille et al. 1992] Alain Bataille, Pascal Dibie, Jean-Pierre Fontaine, Jean-Charles Guillaume, Jean-Paul Moreau, Ferdinand Pavy, Line Skorka, Gérard Taverdet et Marcel Vigreux (préf. Henri de Raincourt), Yonne, Paris, Editions Bonneton, avril 1992, 428 p. (ISBN 2-86253-124-3).
- [Chardon 1834] Olivier Jacques Chardon, Histoire de la ville d'Auxerre, vol. I, Auxerre, Gallot-Fournier, 1834.
- [Duby 1978] Georges Duby, Les Trois Ordres, ou l’imaginaire du féodalisme, Gallimard, coll. « Quarto », 1996 (1re éd. 1978).
- [Durot 1983] Christian Durot, Auxerre d’autrefois, éd. Horvath, 1983, sur.
- [L. 1830] Mr. L. (ingénieur des Ponts et Chaussées), Recherches historiques et statistiques sur (Auxerre), ses monuments et ses environs, Auxerre, Gallot-Fournier, 1830 (lire en ligne)
- [Lebeuf 1743] Abbé Jean Lebeuf, Mémoires concernant l’histoire ecclésiastique et civile d’Auxerre…, Auxerre, Perriquet, 1743, « volume 1 » et « volume 2 ».
- [Martin 1990] Nicolas Martin, La France fortifiée : Châteaux, villes et places fortes, Paris, Nathan, 1990 (ISBN 2-09-284371-0).
- [Rocher 1984] Jean-Pierre Rocher et Alain Bataille, Histoire d’Auxerre des origines à nos jours, Auxerre, Horvath, 1984, 408 p..
- [Sapin 1998] Christian Sapin, Pierre Bonnerue, Jean-Paul Desaive, Philippe Guyot, Fabrice Henrion et Patrice Wahlen, Document d’évaluation du patrimoine archéologique des villes de France – Auxerre : Notices techniques - Recherche archéologique de terrain - Liste des fouilles ou observations, Auxerre, Ministère de la Culture et de la Communication, DEPAVF, 1998, 197 p. (lire en ligne).

#### Revues
- Gaston David, « La villa Saint-Martin d’Auxerre - dernier refuge du silence et de la méditation va bientôt disparaître avec ses mille ans d’histoire », L’Echo d’Auxerre, nos 53 et 101,‎ 1973 (lire en ligne, consulté le 19 décembre 2016)
- [Mercier et al. 2013] Jérôme Mercier, Stéphane Büttner et Sylvain Aumard, « À l'ombre des remparts : 1 600 ans d’évolution urbaine à Auxerre. La fouille de la place des Véens », Bulletin du Centre d'études médiévales, nos 17-1,‎ 2013 (lire en ligne [sur journals.openedition.org]).